# Bo (parashah)
Bo (בֹּא —en hebreo, la forma imperativa de «ir» o «venir», y la primera palabra significativa de la parashá, en el Éxodo 10:1) es la decimoquinta porción semanal de la Torá (פָּרָשָׁה, parashá) en el ciclo anual judío de lectura de la Torá y la tercera en el libro del Éxodo. La parashá constituye Éxodo 10:1-13:16. La parashá habla de las tres últimas plagas de Egipto y la primera Pascua.
La parashá consta de 6149 letras hebreas, 1655 palabras hebreas, 106 versículos y 207 líneas en un rollo de la Torá.  Los judíos lo leen el decimoquinto Sábado después de Simjat Torá, generalmente en enero o principios de febrero. Como la parashá describe la primera Pascua, los judíos también leen parte de la parashá, Éxodo 12:21-51, como lectura inicial de la Torá para el primer día de Pascua, y otra parte, Éxodo 13:1-16, como lectura inicial de la Torá para el primer día intermedio (Jol HaMoed) de Pascua. Los judíos también leen otra parte de la parashá, Éxodo 12:1-20, que describe las leyes de la Pascua, como la lectura de la Torá «maftir» para el Shabat HaChodesh, que cae el primer día (Rosh Jodesh) de Nisán, el mes en el que los judíos celebran la Pascua.

## Lecturas
En la lectura tradicional de la Torá del sábado, la parashá se divide en siete lecturas, o עליות, aliyot. En el Texto Masorético de la Biblia hebrea (Tanaj), la Parashat Bo tiene siete divisiones de «porción abierta» (פתוחה, petujá) (aproximadamente equivalentes a párrafos, a menudo abreviados con la letra hebrea פ (𐤐)). La parashat Bo tiene siete subdivisiones más, llamadas divisiones de «porción cerrada» (סתומה, «setumá») (abreviadas con la letra hebrea ס («samej») dentro de las divisiones de porción abierta. La primera porción abierta contiene la primera y parte de la segunda lectura. La segunda parte abierta cubre el resto de la segunda y parte de la tercera lectura. La tercera parte abierta cubre el resto de la tercera y toda la cuarta lectura. La cuarta parte abierta cubre la quinta y parte de la sexta lectura. Las divisiones de la quinta y sexta parte abierta dividen aún más la sexta lectura. La séptima parte abierta divide la séptima lectura. Las divisiones de la parte cerrada separan la primera y segunda lectura, separan la segunda y tercera lectura, y separan la tercera y cuarta lectura. Otras divisiones de porciones cerradas dividen las lecturas cuarta y sexta, y concluyen la séptima lectura. 

### Primera lectura: Éxodo 10:1-11

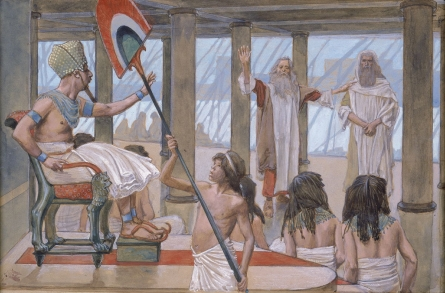
Moisés habla con el faraón (acuarela circa 1896-1902 de James Tissot)

En la primera lectura, después de siete plagas, Dios continuó visitando plagas en Egipto. Moisés y Aarón advirtieron al faraón que dejara ir a los israelitas o sufriría que las langostas (אַרְבֶּה, arbeh) cubrieran la tierra. Los cortesanos de Faraón presionaron a Faraón para que dejara ir a los hombres, así que Faraón hizo volver a Moisés y Aarón y les preguntó: «¿Quiénes son los que deben ir?». Moisés insistió en que fueran jóvenes y viejos, hijos e hijas, rebaños y manadas, pero Faraón rechazó la petición de Moisés y expulsó a Moisés y Aarón de su presencia.  La primera lectura y una parte cerrada terminan aquí. 

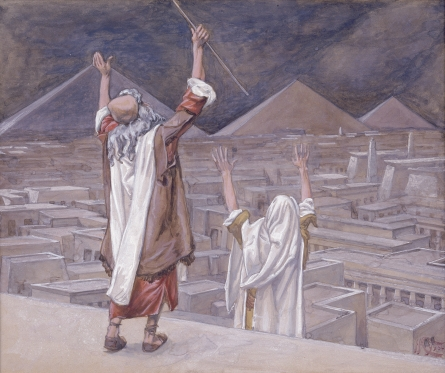
La plaga de langostas (acuarela circa 1896-1902 por James Tissot)

### Segunda lectura: Éxodo 10:12-23
En la segunda lectura, Moisés extendió su vara sobre la tierra y Dios hizo soplar un viento del este para que las langostas invadieran la tierra. El faraón convocó a Moisés y Aarón, les pidió perdón y les pidió que suplicaran a Dios que eliminara las langostas.  Moisés lo hizo, y Dios trajo un viento del oeste para llevar las langostas al Mar de Juncos. Pero Dios endureció el corazón del faraón, y no dejó ir a los israelitas. La primera parte abierta termina aquí.
En la continuación de la lectura, Dios instruyó a Moisés que levantara su brazo hacia el cielo para traer oscuridad (חֹשֶׁךְ, joshej) sobre la tierra, y Moisés lo hizo, pero los israelitas disfrutaron de la luz.  La segunda lectura y una parte cerrada terminan aquí.

### Tercera lectura: Éxodo 10:24-11:3
En la tercera lectura, el faraón convocó a Moisés y le dijo que se fuera, dejando atrás solo los rebaños y manadas de los israelitas, pero Moisés insistió en que no se dejara atrás ningún ganado de los israelitas, diciendo: «No sabremos con qué hemos de adorar al Señor hasta que lleguemos allí». Pero Dios endureció el corazón del faraón, y este expulsó a Moisés diciendo: «En el momento en que me mires a la cara, morirás». La segunda parte abierta termina aquí con el final del capítulo 10.
En la continuación de la lectura del capítulo 11, Dios le dijo a Moisés que traería una plaga más, y entonces el faraón dejaría ir a los israelitas. Dios le dijo a Moisés que les dijera a los israelitas que le pidieran plata y oro a sus vecinos, y Dios dispuso que los egipcios favorecieran a los israelitas y a Moisés.  La tercera lectura y una parte cerrada terminan aquí.

### Cuarta lectura: Éxodo 11:4-12:20
En la cuarta lectura, Moisés advirtió al faraón que Dios mataría a todos los primogénitos de Egipto.  Y Moisés dejó al faraón lleno de ira.  Aquí termina una parte cerrada. 

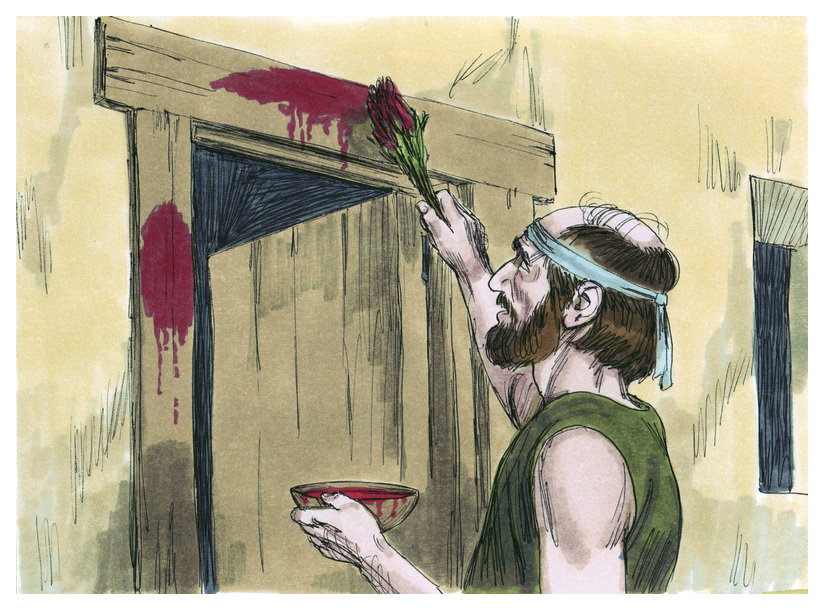
Los padres tomaron un poco de la sangre y la untaron en los postes de la puerta (ilustración de 1984 de Jim Padgett, cortesía de Distant Shores Media/Sweet Publishing)

En la continuación de la lectura, Dios dijo a Moisés y Aarón que marcaran ese mes como el primero de los meses del año. Y Dios les dijo que instruyeran a los israelitas en las leyes del servicio de la Pascua, del cordero de Pascua y de abstenerse del pan leudado. La cuarta lectura y la tercera parte abierta terminan aquí. 

### Quinta lectura: Éxodo 12:21-28
En la breve quinta lectura, Moisés ordenó a los ancianos de Israel que mataran a sus corderos pascuales, pintaran las puertas de sus casas con la sangre del cordero y permanecieran en ellas hasta la mañana siguiente.  Porque Dios golpearía a los egipcios, pero cuando Dios viera la sangre en el dintel, Dios «pasarían por alto» la casa y no permitirían que el Destructor entrara en esa casa.  Los israelitas debían observar el servicio de la Pascua para siempre, y cuando sus hijos preguntaran qué significa el servicio, debían decir que conmemora el momento en que Dios pasó por encima de las casas de los israelitas cuando Dios golpeó a los egipcios. Y el pueblo se inclinó y adoró.  Y los israelitas hicieron lo que Dios ordenó a Moisés y Aarón.  La quinta lectura y una parte cerrada terminan aquí. 

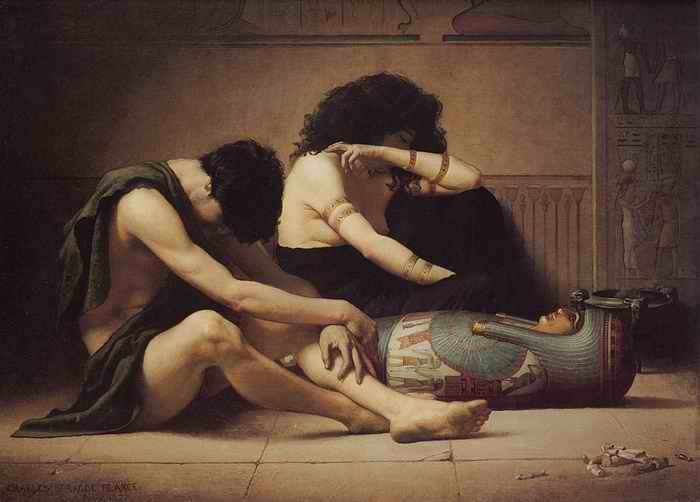
Lamentaciones sobre la muerte de los primogénitos de Egipto (pintura de 1877 de Charles Sprague Pearce)

### Sexta lectura: Éxodo 12:29-51
En la sexta lectura, en medio de la noche, Dios mató a todos los primogénitos de Egipto. El faraón se levantó en la noche con un fuerte grito en Egipto, llamó a Moisés y Aarón y les dijo que tomaran a los israelitas y se fueran. Así que los israelitas tomaron su masa antes de que se leudara y pidieron a los egipcios plata, oro y ropa.  La cuarta parte abierta termina aquí. 
En la continuación de la lectura, los israelitas y una multitud mixta viajaron desde Rameses a Sukkot. Hornearon pan sin levadura (מַצָּה, matzá), porque no podían retrasarse antes de salir de Egipto.  Los israelitas habitaron en Egipto durante 430 años y abandonaron la tierra después de la noche de vigilia para el Señor.  La quinta parte abierta termina aquí. 
En la continuación de la lectura, Dios dijo a Moisés y Aarón las leyes de quién debía guardar la Pascua. Aquí termina una parte cerrada.
La lectura concluye con un aviso de que el mismo día, Dios sacó a los israelitas de Egipto. La sexta lectura y la sexta parte abierta terminan aquí con el final del capítulo 12.

### Séptima lectura: Éxodo 13:1-16

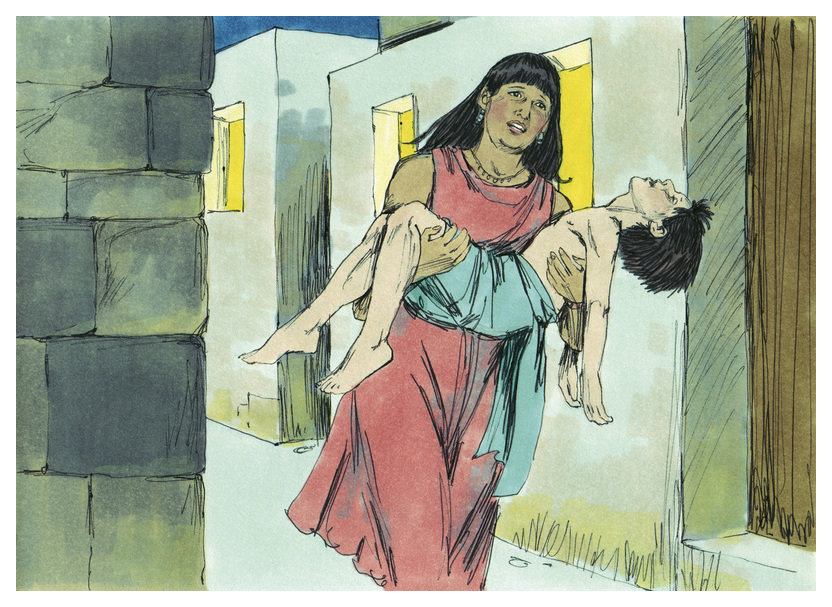
No había una sola casa en Egipto en la que no se le hubiera muerto un hijo. (Ilustración de 1984 de Jim Padgett, cortesía de Distant Shores Media/Sweet Publishing)

En la séptima lectura, en el capítulo 13, Dios ordenó a Moisés que dijera a los israelitas que consagraran a Dios a todos los primogénitos humanos y animales, y Moisés así lo hizo.  Moisés dijo al pueblo que recordara el día y el mes en que Dios los sacó de Egipto, y que celebraran el servicio para conmemorar su liberación en el mismo mes, comiendo solo pan sin levadura (מַצָּה, matzá).  Y debían decirles a sus hijos que lo guardaran como una señal en sus manos y como un memorial entre sus ojos y que guardaran esta ordenanza en su temporada de año en año. La séptima parte abierta termina aquí. 
En la continuación de la lectura, Dios instruyó a Moisés en las leyes del primogénito.
En la lectura del maftir (מפטיר) que concluye la parashá, Dios instruyó que si sus hijos preguntaban sobre la consagración de los primogénitos, los israelitas debían decirles que Dios mató a los primogénitos de Egipto y, por lo tanto, los israelitas debían sacrificar a Dios todos los animales primogénitos y redimir a sus hijos primogénitos.  Y así será como una señal en sus manos y como un frontal entre sus ojos, porque con mano poderosa los sacó Dios de Egipto. La séptima lectura, una porción cerrada, y la parashá terminan aquí. 

### Lecturas según el ciclo trienal
Los judíos que leen la Torá según el ciclo trienal de lectura de la Torá leen la parashá según el siguiente calendario:
|          | Año 1                  | Año 2                  | Año 3                  |
|          | 2023, 2026, 2029 . . . | 2024, 2027, 2030 . . . | 2025, 2028, 2031 . . . |
| Lecturas | 10:1–11:3              | 11:4–12:28             | 12:29–13:16            |
| -------- | ---------------------- | ---------------------- | ---------------------- |
| 1        | 10:1–3                 | 11:4–10                | 12:29–32               |
| 2        | 10:4–6                 | 12:1–10                | 12:33–36               |
| 3        | 10:7–11                | 12:11–13               | 12:37–42               |
| 4        | 10:12–15               | 12:14–16               | 12:43–51               |
| 5        | 10:16–23               | 12:17–20               | 13:1–4                 |
| 6        | 10:24–29               | 12:21–24               | 13:5–10                |
| 7        | 11:1–3                 | 12:25–28               | 13:11–16               |
| Maftir   | 11:1–3                 | 12:25–28               | 13:14–16               |

## En paralelos antiguos
La parashá tiene paralelos en estas fuentes antiguas:

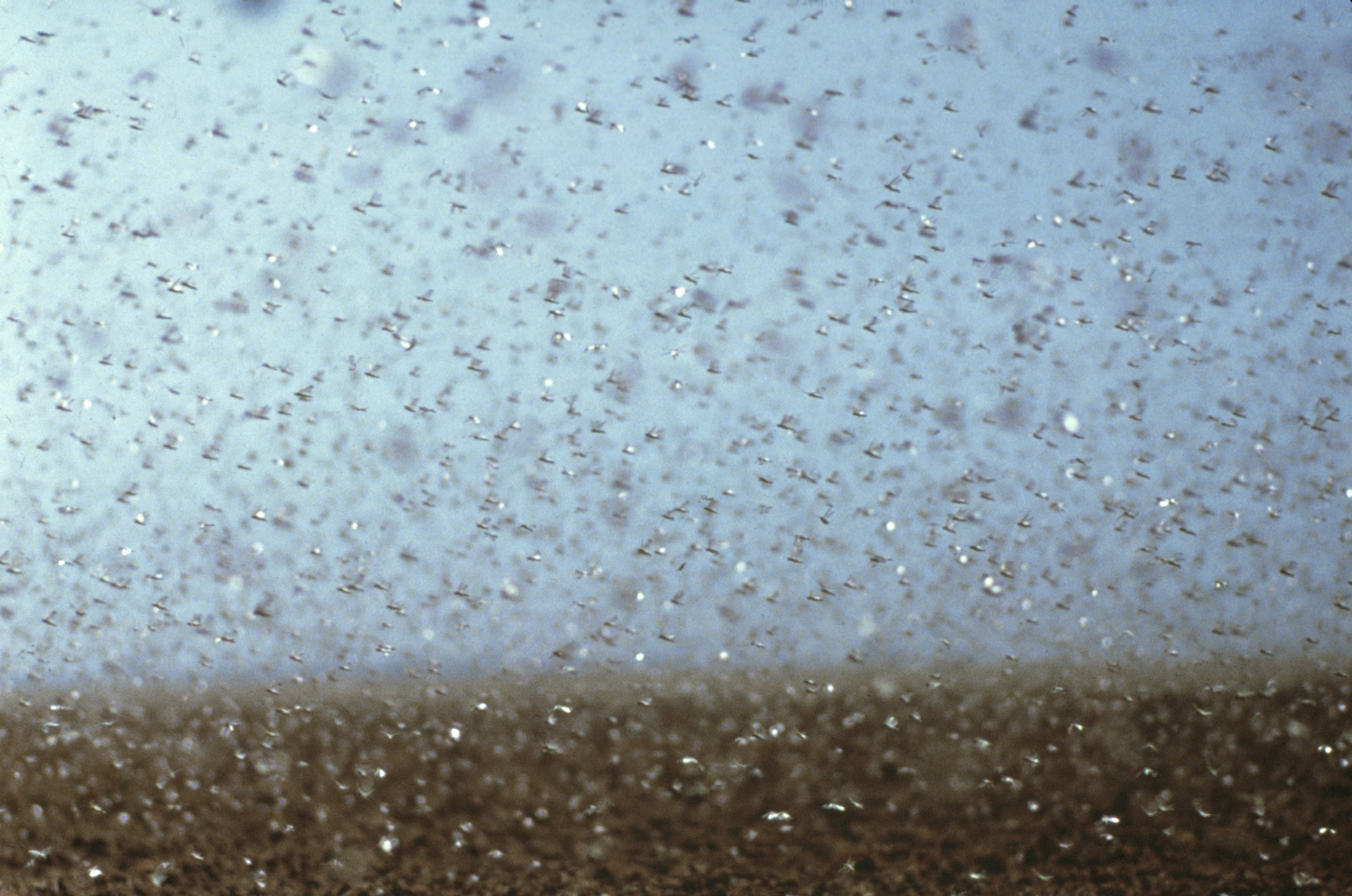
Enjambre de langostas

### Éxodo, capítulo 10
La plaga de langostas en Éxodo 10:1-20 encuentra paralelismos en varios textos antiguos, a menudo relacionados con las acciones de los dioses. El antiguo cuento sumerio La disputa entre la azada y el arado relata los actos de la mano del dios Enlil y la plaga de langostas. De manera similar, un poema ugariteo sobre la diosa Anat alrededor de 1450-1200 a. C. relata cómo Anat luchó, dejando cadáveres como langostas. Ref. En una carta egipcia del Imperio Nuevo, un escriba reprendió a otro por dejar el trabajo de escriba para trabajar en la agricultura, donde «los ratones abundan en el campo, la langosta desciende, el ganado devora». Una acadia profecía predijo que las langostas surgirían y devorarían la tierra.  El tratado de 754 a. C. entre Ashur-nirari V de Asiria y Mati'ilu de Arpad (Siria), establecía que si Mati'ilu violaba el tratado, «Que las langostas aparezcan y devoren su tierra». De manera similar, el tratado entre Ktk y Arpad, firmado alrededor del año 750 a. C., establecía: «Si Matti'el es falso con Barga'yah y con su hijo y con su descendencia... Que Hadad derrame todo mal sobre la tierra y en el cielo, y toda tribulación. Y que derrame piedras de granizo sobre Arpad. Siete años comerá la langosta. Siete años comerá el gusano. Siete años vendrá la plaga sobre la faz de su tierra, y no brotará hierba, de modo que no se verá nada verde y no aparecerá su vegetación». Y los tratados de vasallaje de Asaradón, que gobernó el Imperio neoasirio 681-669 a. C., amenazó al vasallo que incumplió el tratado con estas amenazas: «Que Adad, el inspector de canales del cielo y la tierra, ponga fin a la vegetación en tu tierra, que evite tus prados y golpee tu tierra con un aguacero severo y destructivo, que las langostas, que disminuyen el producto de la tierra, devoren tus cosechas, que no se oiga el ruido de la piedra de moler o del horno en sus casas, que desaparezcan las raciones de cebada para moler, de modo que molan sus huesos, (los huesos de) sus hijos e hijas en lugar de raciones de cebada, y que ni siquiera la (primera) falange de su dedo pueda sumergirse en la masa, que los . . . se coman la masa de sus comederos. . . . Que ellos (los dioses) dejen que los piojos, las orugas y otras plagas del campo devoren tu tierra y tu distrito como si fueran langostas». Una bendición asiria deseaba: «La malvada langosta que devasta el grano, el maligno saltamontes que seca los huertos, que cortaría las ofrendas regulares de dios y diosa, —Enlil te escucha, Tutu te obedece— ¡que (el saltamontes) sea considerado como nada!» 

### Éxodo, capítulo 12
La orden de aplicar sangre al dintel y a los dos postes de la puerta en Éxodo 12:22 es paralela a los rituales babilónicos Namburbi en los que se untaba sangre en las puertas y en los cerrojos para que «el mal [la plaga] no entrara en la casa».

### Éxodo, capítulo 13
Éxodo 3:8 y 17, 13:5 y 33:3, Levítico 20:24, Números 13:27 y 14:8, y Deuteronomio 6:3, 11:9, 26:9 y 15, 27:3 y 31:20 describen la Tierra de Israel como una tierra que mana «leche y miel». De manera similar, el cuento egipcio medio (principios del segundo milenio a. C.) de Sinuhe describía la Tierra de Israel: «Era una buena tierra llamada Yaa. Había higos y uvas. Tenía más vino que agua. Abundante era su miel, abundante su aceite. Todo tipo de frutas estaban en sus árboles. Había cebada y farro, y un sinfín de ganado de todo tipo.»

## En la interpretación bíblica interna
La parashá tiene paralelismos o se discute en estas fuentes bíblicas:

### Éxodo, capítulos 7-12
La descripción de las 10 plagas muestra patrones y progresiones, como sigue:
| Ciclo   | Número | Plaga                     | Versículo                                                  | Hubo aviso previo? | Aviso de tiempo        | Introducción                          | Actor  | Rod? | Israelitas Shielded? | ¿Concedió el faraón? | ¿Quién endureció el corazón del faraón? |
| ------- | ------ | ------------------------- | ---------------------------------------------------------- | ------------------ | ---------------------- | ------------------------------------- | ------ | ---- | -------------------- | -------------------- | --------------------------------------- |
| Primero | 1      | sangre                    | Exodus 7:14–25                                             | si                 | por la mañana          | לֵךְ אֶל-פַּרְעֹה Ir al Faraón               | Aaron  | si   | no                   | no                   | voz pasiva                              |
| Primero | 2      | ranas                     | Exodus 7:26–8:11 (8:1–15 in Authorized King James Version) | si                 | desconocido            | בֹּא אֶל-פַּרְעֹה Ir al Faraón               | Aaron  | i    | no                   | si                   | voz pasiva                              |
| Primero | 3      | mosquitos o piojos        | Exodus 8:12–15 (8:16–19 in KJV)                            | no                 | ninguno                | ninguno                               | Aaron  | si   | no                   | no                   | voz pasiva                              |
| Segundo | 4      | moscas o bestias salvajes | Exodus 8:16–28 (8:20–32 in KJV)                            | si                 | pronto en la mañana    | וְהִתְיַצֵּב לִפְנֵי פַרְעֹה estar ante el faraón | Dios   | no   | si                   | si                   | Faaraón                                 |
| Segundo | 5      | ganado                    | Exodus 9:1–7                                               | si                 | desconocido            | בֹּא אֶל-פַּרְעֹה Ir ante el Faraón          | Dios   | no   | si                   | no                   | Faraón                                  |
| Segundo | 6      | forúnculos                | Exodus 9:8–12                                              | no                 | ninguno                | ninguno                               | Moisés | no   | no                   | no                   | Dios                                    |
| Tercero | 7      | hail                      | Exodus 9:13–35                                             | si                 | temprano poe la mañana | וְהִתְיַצֵּב לִפְנֵי פַרְעֹה estar ante el Faraón | Moisés | no   | si                   | si                   | voz pasivaa                             |
| Tercero | 8      | langostas                 | Exodus 10:1–20                                             | si                 | desconocidos           | בֹּא אֶל-פַּרְעֹה Ir ante el Faraón          | Moisés | si   | no                   | si                   | Dios                                    |
| Tercero | 9      | oscuridad                 | Exodus 10:21–29                                            | no                 | ninguno                | ninguno                               | Moisés | si   | si                   | si                   | Dios                                    |
|         | 10     | primogénito               | Exodus 11:1–10; 12:29–32                                   | si                 | desconocido            | ninguno                               | Dios   | no   | si                   | si                   | Dios                                    |

Salmos 78:44-51 y 105:23-38 relatan cada uno diferentes disposiciones de siete plagas. El Salmo 78:44-51 recuerda las plagas de (1) sangre, (2) moscas, (3) ranas, (4) langostas, (5) granizo, (6) ganado y (7) primogénitos, pero no las plagas de piojos, forúnculos u oscuridad. El Salmo 105:23-38 recuerda las plagas de (1) oscuridad, (2) sangre, (3) ranas, (4) moscas y piojos, (5) granizo, (6) langostas y (7) primogénitos, pero no las plagas de ganado o forúnculos.

### Éxodo, capítulos 12-13

#### Pascua judía

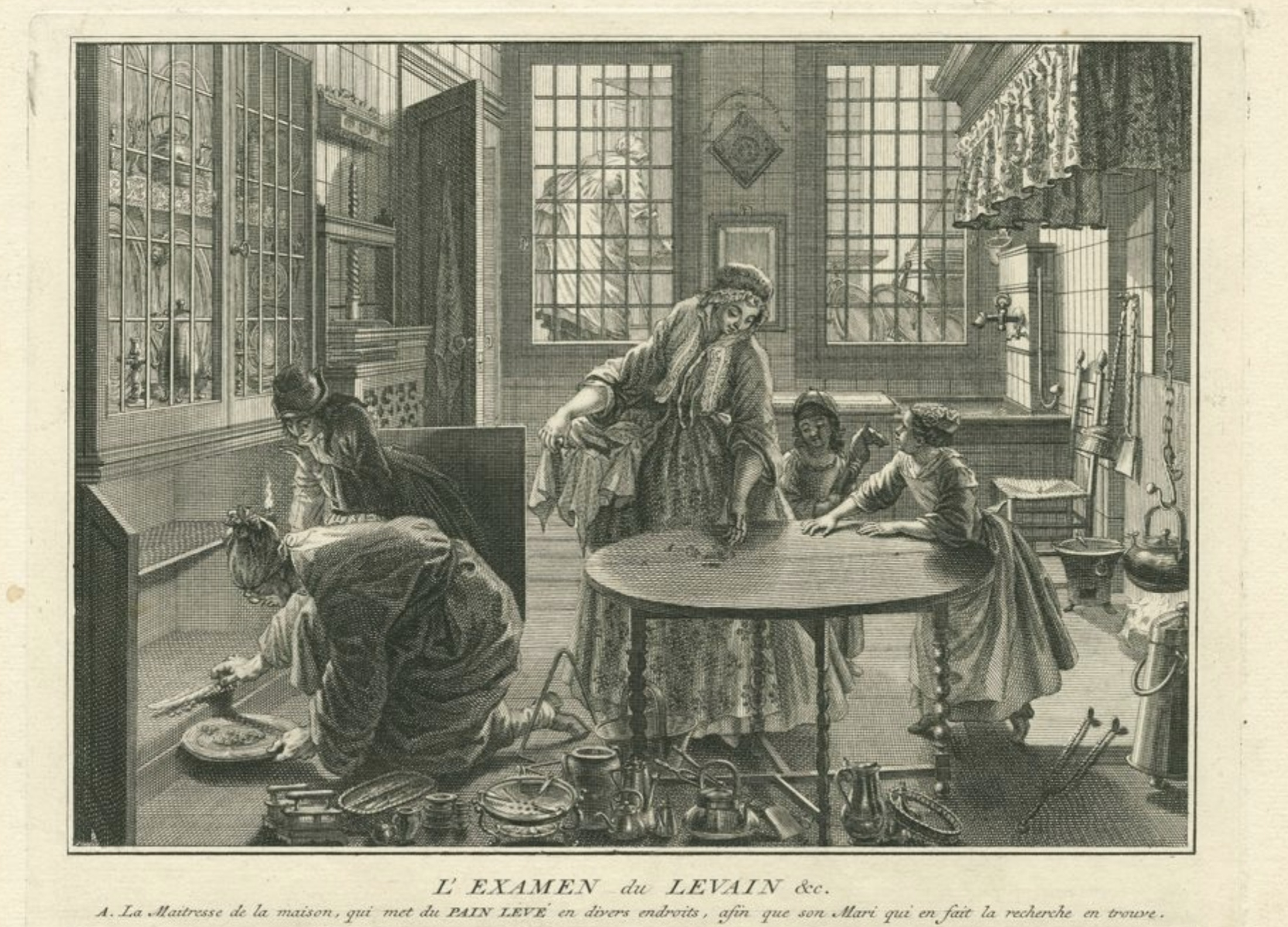
La búsqueda de la levadura (ilustración de Bernard Picart, circa 1733-1739)

Éxodo 12:3–28 y 43–50 y 13:6–10 se refieren a la fiesta de la Pascua. En la Biblia hebrea, la Pascua se llama:
- «Pascua» (Pesaj, פֶּסַח);[61]
- «La fiesta de los panes sin levadura» (Jag haMatzot, חַג הַמַּצּוֹת);[62] y
- «Una santa convocación» o «una asamblea solemne» (mikrah kodesh, מִקְרָא-קֹדֶשׁ). [63]

Algunos explican la doble nomenclatura de «Pascua» y «Fiesta de los Panes sin Levadura» como una referencia a dos fiestas separadas que los israelitas combinaron en algún momento entre el Éxodo y cuando se estableció el texto bíblico.  Éxodo 34:18-20 y Deuteronomio 15:19-16:8 indican que la dedicación del primogénito también se asoció con la fiesta.

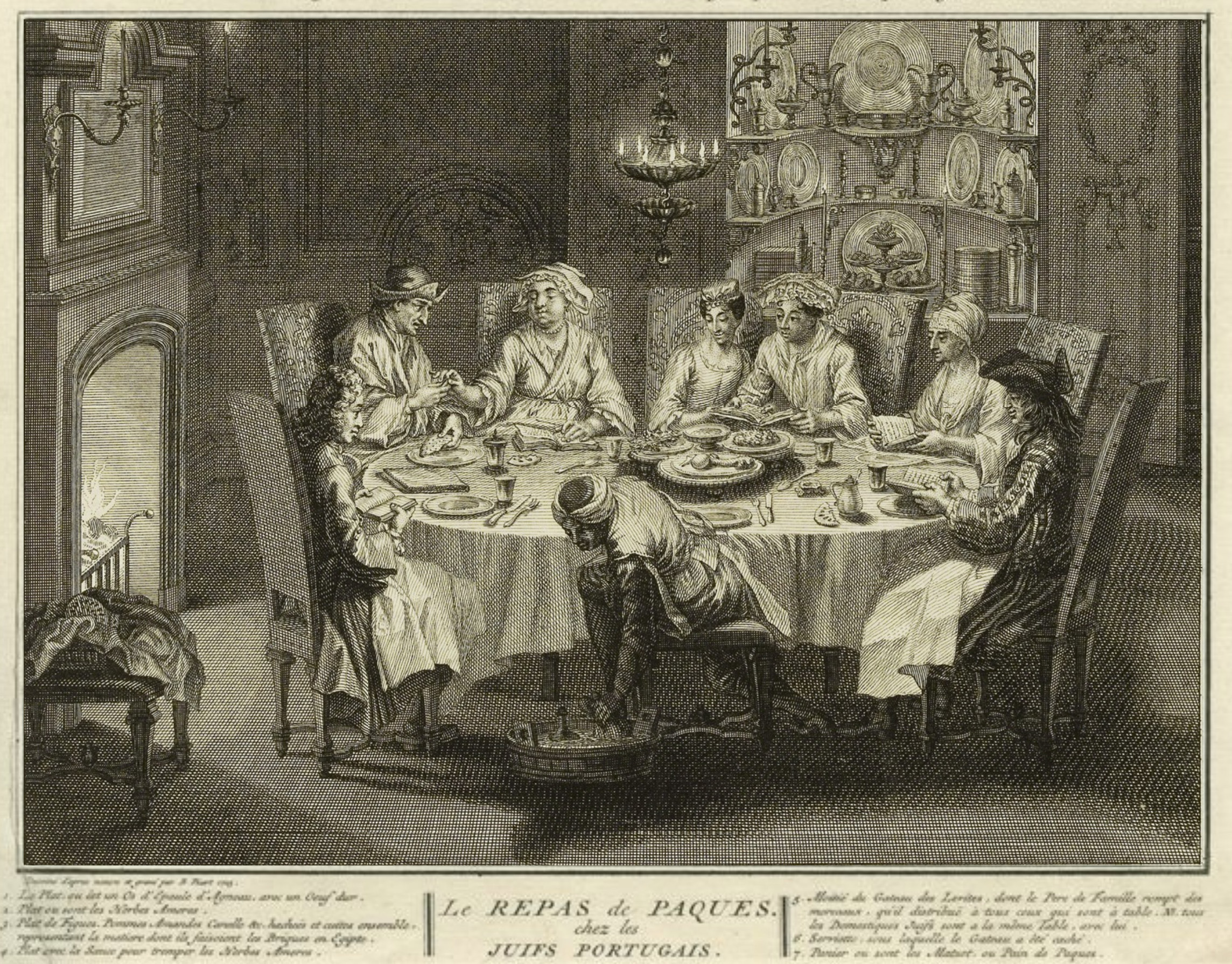
El Seder de Pascua de los judíos portugueses (ilustración de alrededor de 1733-1739 de Bernard Picart)

Algunos creen que la «Fiesta de los Panes sin Levadura» era una fiesta agrícola en la que los israelitas celebraban el comienzo de la cosecha de cereales. Es posible que Moisés tuviera en mente esta fiesta cuando, en Éxodo 5:1 y 10:9, pidió al faraón que dejara ir a los israelitas a celebrar una fiesta en el desierto.
Por otro lado, la «Pascua» se asociaba con el sacrificio de un cordero en acción de gracias, también llamado «el cordero pascual» u «ofrenda pascual». 
Éxodo 12:5-6, Levítico 23:5, y Números 9:3 y 5, y 28:16 ordenan que la «Pascua» tenga lugar la tarde del catorce de Aviv (Nisán en el calendario hebreo después del cautiverio babilónico). Josué 5:10, Ezequiel 45:21, Esdras 6:19 y 2 Crónicas 35:1 confirman esta práctica. Éxodo 12:18-19, 23:15 y 34:18, Levítico 23:6 y Ezequiel 45:21 ordenan que la «Fiesta de los Panes sin Levadura» se celebre durante siete días y Levítico 23:6 y Ezequiel 45:21 ordenan que comience el día quince del mes. Algunos creen que la proximidad de las fechas de las dos fiestas llevó a su confusión y fusión. 

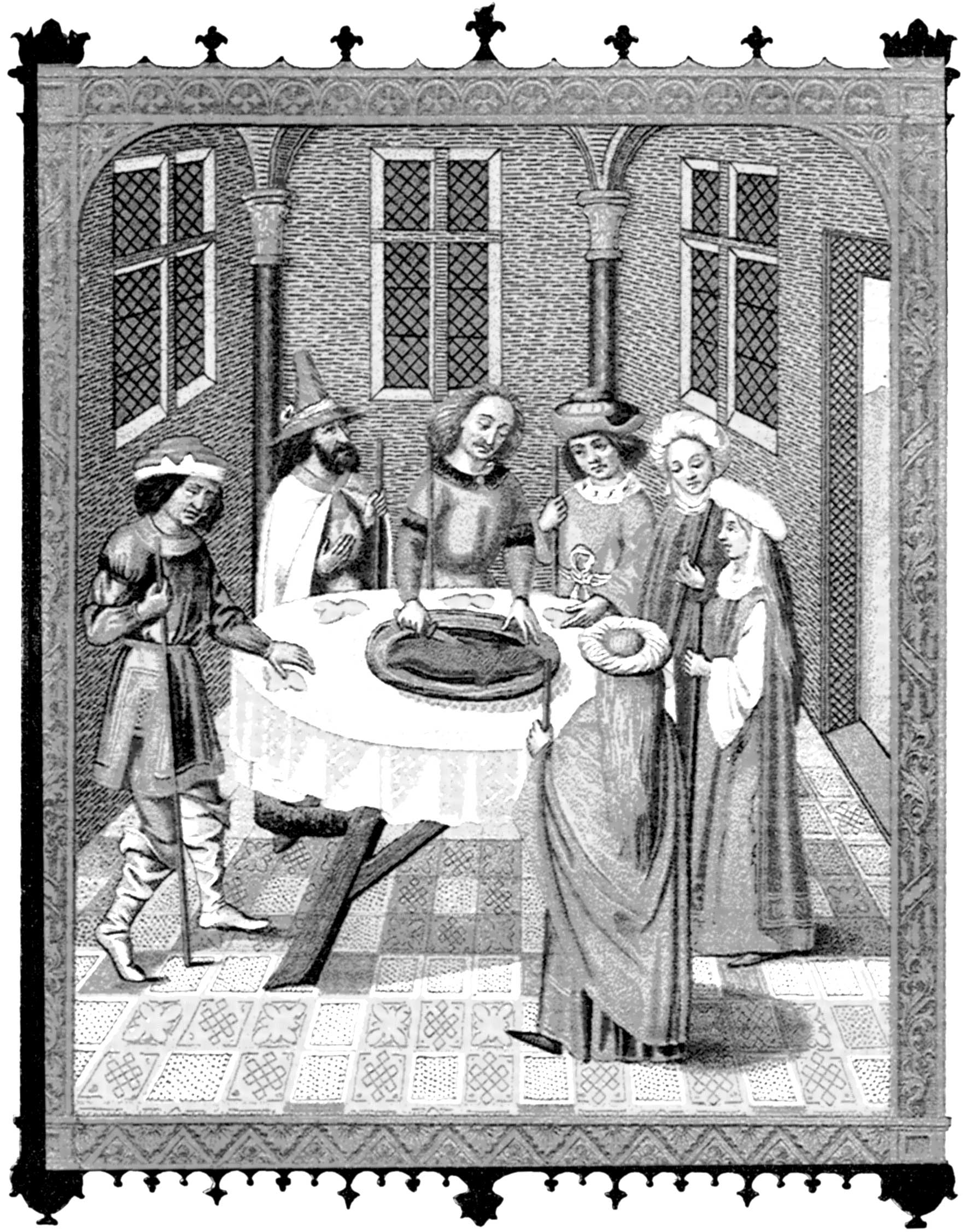
La Pascua judía (facsímil de una miniatura del de un misal con pinturas de la Escuela de Van Eyck)

Éxodo 12:23 y 27 vinculan la palabra «Pascua» (Pesaj, פֶּסַח) con el acto de Dios de «pasar por alto» (pasaj, פָסַח) las casas de los israelitas en la plaga de los primogénitos. En la Torá, la Pascua y la Fiesta de los Panes sin Levadura conmemoran la liberación de los israelitas de Egipto.
Benjamin Sommer vio en Éxodo 12:9 y Deuteronomio 16:7 un caso en el que un autor bíblico interpretaba explícitamente otro texto bíblico. Ambos textos proporcionan regulaciones relativas al sacrificio de la Pascua, pero las regulaciones difieren. Deuteronomio 16:7 instruía a los israelitas a hervir el sacrificio de la Pascua. Sommer argumentó que Éxodo 12:9 discrepa de Deuteronomio 16:7 en este punto, sin embargo, advierte (en la traducción de Sommer): «No lo comas crudo o hervido en agua; más bien, [cómetelo] asado al fuego». Sommer no encontró sorprendente tal desacuerdo en esta antigua literatura judía, argumentando que dos grupos en el período bíblico estaban de acuerdo en que el sacrificio de la Pascua era importante, pero no en sus detalles precisos. Ref. Benjamin D. Sommer, «Inner-biblical Interpretation», en Adele Berlin y Marc Zvi Brettler, editores, «Jewish Study Bible», página 1832.
La Biblia hebrea señala con frecuencia la observancia de la Pascua por parte de los israelitas en momentos decisivos de su historia. Números 9:1-5 relata la instrucción de Dios a los israelitas de celebrar la Pascua en el desierto del Sinaí en el aniversario de su liberación de Egipto. Josué 5:10-11 relata que al entrar en la Tierra Prometida, los israelitas celebraron la Pascua en las llanuras de Jericó y al día siguiente comieron tortas sin levadura y maíz tostado, productos de la tierra. 2 Reyes 23:21-23 relata que el rey Josías ordenó a los israelitas que celebraran la Pascua en Jerusalén como parte de las reformas de Josías, pero también señala que los israelitas no habían celebrado tal Pascua desde los días de los jueces bíblicos ni en todos los días de los reyes de Israel o los reyes de Judá, poniendo en duda la observancia incluso de los reyes David y Salomón. Sin embargo, 2 Crónicas 8:12-13, más reverente, relata que Salomón ofrecía sacrificios en las fiestas, incluida la Fiesta de los Panes sin Levadura. Y 2 Crónicas 30:1-27 relata la observancia del rey Ezequías de una segunda Pascua de nuevo, ya que no había suficientes sacerdotes ni personas preparadas para hacerlo antes. Y Esdras 6:19-22 relata que los israelitas que regresaron del cautiverio babilónico observaron la Pascua, comieron el cordero de Pascua y celebraron la Fiesta de los Panes sin Levadura durante siete días con alegría.

## En la interpretación no rabínica temprana
La parashá tiene paralelismos o se discute en estas fuentes no rabínicas tempranas:

### Éxodo, capítulo 12
El Libro de los Jubileos enseñaba que los israelitas tenían prohibido romper ningún hueso del cordero de la Pascua, para que ningún hueso de los hijos de Israel fuera aplastado.
Filo escribió que Dios ordenó a los israelitas que ofrecieran pan sin levadura y hierbas amargas junto con el sacrificio de la Pascua, porque el pan sin levadura significaba gran prisa y velocidad, mientras que las hierbas amargas significaban la vida de amargura y lucha que los israelitas soportaron como esclavos. Filón también enseñó que el significado más profundo era que los alimentos con levadura y fermentados se elevaban, mientras que los alimentos sin levadura permanecían bajos, y cada uno de estos estados simbolizaba tipos del alma. La levadura simbolizaba el alma altiva e hinchada de arrogancia, mientras que la sin levadura simbolizaba el alma inmutable y prudente que elegía el camino intermedio en lugar de los extremos. Las hierbas amargas manifestaban una migración psíquica de la pasión a la impasibilidad y de la maldad a la virtud. Porque, enseñaba Filón, aquellos que se arrepentían de forma natural y genuina se volvían amargos hacia su antigua forma de vida, lamentando el tiempo que habían dedicado a la seductora y engañosa amante del deseo, siendo engañados por el deseo cuando deberían haberse renovado y avanzado en la contemplación de la sabiduría hacia la meta de una vida feliz e inmortal. Y así, aquellos que deseaban arrepentirse comieron el pan sin levadura con hierbas amargas; primero comieron amargura por su vida vieja e insoportable, y luego comieron lo opuesto a la arrogancia jactanciosa en la meditación sobre la humildad. Porque, concluyó Filón, el recuerdo de los pecados pasados causaba miedo, y al refrenar el pecado a través del recuerdo, traía provecho a la mente.

## En la interpretación rabínica clásica

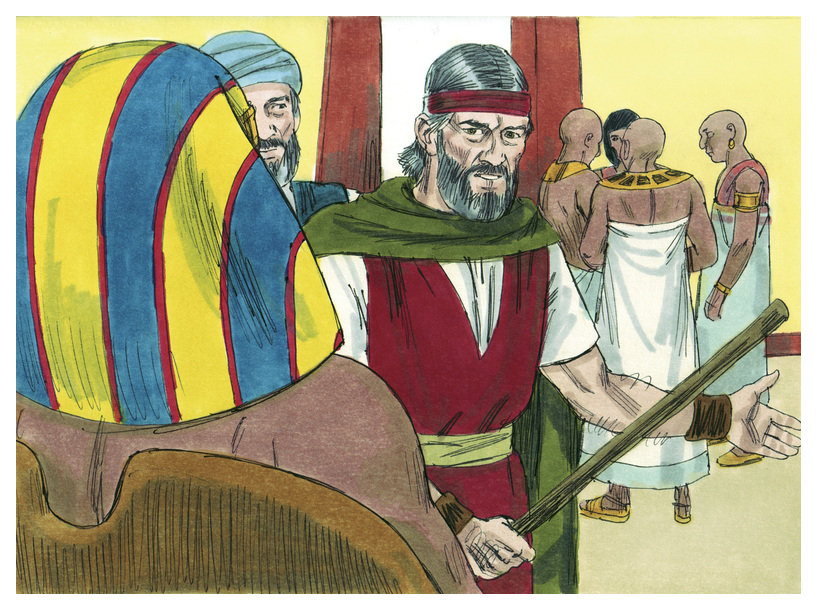
El Señor envió a Moisés para advertir al faraón sobre una plaga de langostas. (Ilustración de 1984 de Jim Padgett, cortesía de Distant Shores Media/Sweet Publishing)

La parashá se analiza en estas fuentes rabínicas fuentes rabínicas de la época de la Mishná y el Talmud:

### Éxodo, capítulo 10
Al leer Éxodo 12:1, 43 y 50, un midrash enseñó que en 18 versículos, las Escrituras colocan a Moisés y a Aarón (los instrumentos de la liberación de Israel) en pie de igualdad (informando que Dios habló a ambos por igual), y, por lo tanto, hay 18 bendiciones en la Amidah.
Un midrash enseñó que en Éxodo 10:1, Dios comienza con la palabra «Ven (בֹּא, bo),» en lugar de «Ve (לֶך, lech),» para enseñar que la Gloria de Dios llena toda la tierra, incluido el Egipto del faraón.
Rabí Joḥanan preguntó si las palabras de Dios en Éxodo 10:1, «Porque yo he endurecido su corazón», no proporcionaban a los herejes un argumento para afirmar que el faraón no tenía forma de arrepentirse. El rabino Simeón ben Lakish (Resh Lakish) respondió que había que tapar la boca de los herejes. Porque, como enseña Proverbios 3:34, «Si se trata de los escarnecedores, Él los escarnece». Cuando Dios advierte a la gente una, dos e incluso tres veces, y aún así no se arrepienten, entonces Dios cierra sus corazones al arrepentimiento para poder vengarse de ellos por sus pecados. Así sucedió con el malvado faraón. Como Dios le envió cinco veces (en las primeras cinco plagas) y él no hizo caso, Dios le dijo entonces al faraón que había endurecido su cuello y su corazón, por lo que Dios aumentaría la impureza del faraón. El midrash enseñaba que la expresión «me endurecí» (הִכְבַּדְתִּי, «hichbad'ti») implicaba que Dios hizo el corazón del faraón como un hígado (כָּבֵד, «kaveid»), que se endurece (y se vuelve impermeable) si se hierve por segunda vez. Así que el corazón del faraón se volvió como un hígado, y no recibió las palabras de Dios. [ref] Éxodo Rabá 13:3. [/ref]
De manera similar, el rabino Finehas, sacerdote e hijo del rabino Hama, interpretó el endurecimiento del corazón de Faraón por parte de Dios a la luz de Job 36:13: «Pero los que son impíos de corazón acumulan ira; no claman por ayuda cuando Él los ata». El rabino Finehas enseñó que si los impíos, cuyo arrepentimiento Dios espera, no lo hacen, entonces más tarde, incluso cuando lo piensen, Dios distrae sus corazones de la penitencia. El rabino Finehas interpretó las palabras de Job 36:13, «Y los que son impíos de corazón», para enseñar que aquellos que comienzan siendo impíos de corazón terminan atrayendo sobre sí mismos la ira de Dios. Y el rabino Finehas interpretó las palabras de Job 36:13, «No claman por ayuda cuando Él los ata», para enseñar que, aunque los impíos desean volver a Dios y rezarle más tarde, ya no pueden, porque Dios los ata y les cierra el camino. Así, después de varias plagas, el faraón quiso rezar a Dios, pero Dios le dijo a Moisés en Éxodo 8:16: «Antes de que salga [a rezar a Dios], ponte delante del faraón».
Al leer las palabras de Éxodo 10:1, «y el corazón de sus siervos», un midrash enseñó que cuando el corazón del faraón se ablandaba, el de sus siervos se endurecía, y cuando ellos se ablandaban, él se endurecía. Cuando ambos se ablandaron, Dios endureció sus corazones, como dice Éxodo 10:1. Dios cerró sus corazones al arrepentimiento para castigarlos por su anterior terquedad.
Al leer las palabras «Mis señales (אֹתֹתַי, ototai) en medio de ellos» en Éxodo 10:1, el rabino Judá ben Simón enseñó que Dios inscribió las letras de las plagas en sus propios cuerpos. De manera similar, un midrash enseñó que Dios inscribió abreviaturas de las plagas en el cayado de Moisés, para que supiera cuál era la siguiente plaga.

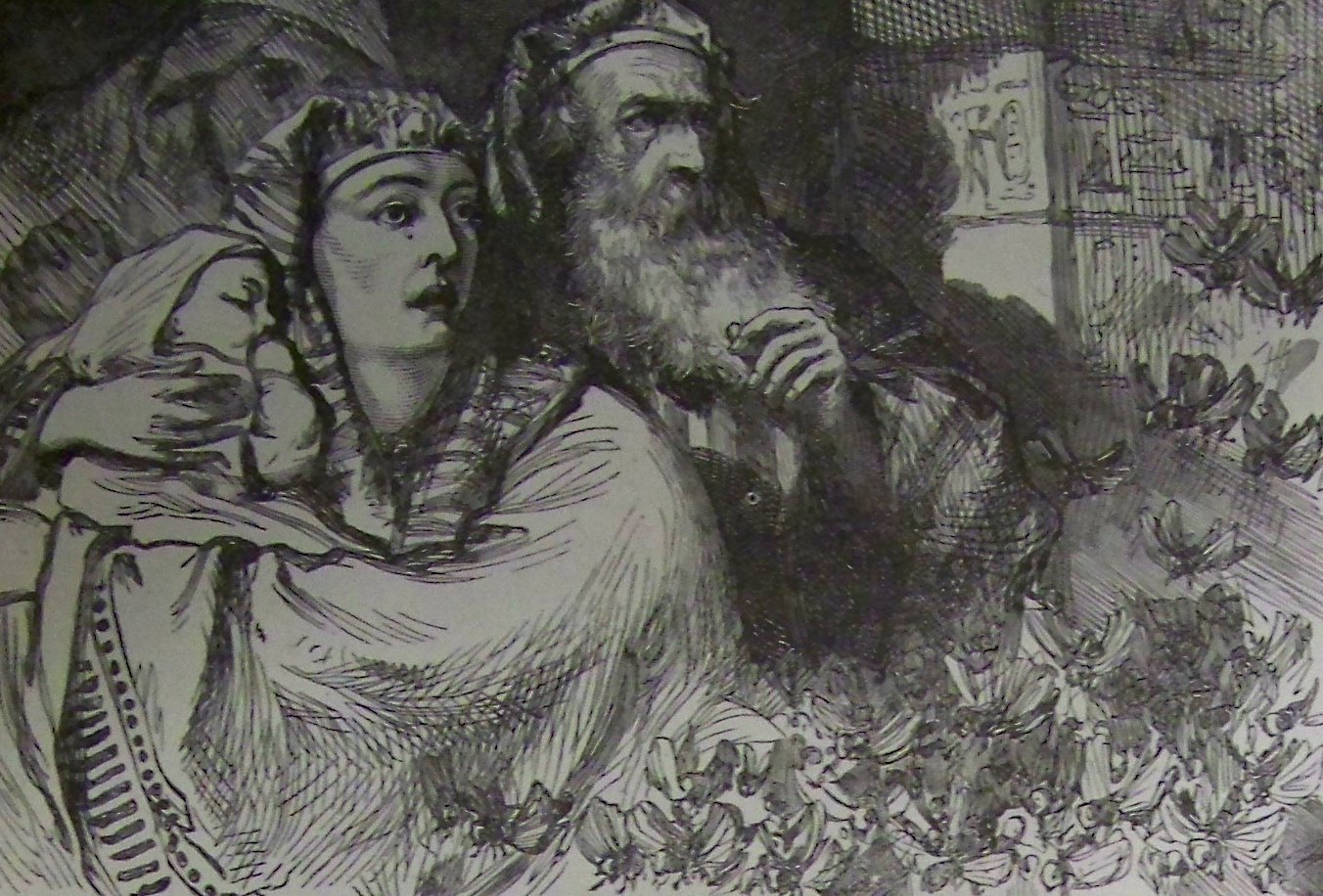
La plaga de langostas (ilustración de la Biblia Holman de 1890)

Se enseñaba en una baraita que el rabino Judá el Príncipe (u otros dicen Rabí Meir) solía decir que la Providencia devuelve a una persona medida por medida.  Así, un midrash enseñaba que Dios envió las plagas contra el faraón medida por medida. Dios convirtió el agua de los egipcios en sangre porque los egipcios impedían a los israelitas utilizar el baño ritual (mikveh) para evitar que las mujeres israelitas tuvieran relaciones maritales con sus maridos. Dios trajo ranas porque los egipcios habían ordenado a los israelitas que les trajeran reptiles y criaturas rastreras (que eran una abominación para los israelitas). Dios envió piojos porque los egipcios habían obligado a los israelitas a limpiar las calles y los mercados sucios. Dios envió enjambres de animales salvajes porque los egipcios habían exigido que los israelitas cazaran osos, leones y leopardos para separar a los hombres israelitas de sus esposas. Dios trajo la peste sobre el ganado de los egipcios porque habían obligado a los israelitas a servir como pastores para mantener a los hombres israelitas alejados de sus esposas. Dios envió forúnculos porque los egipcios habían exigido que los israelitas les calentaran cosas. Dios envió granizo para destruir las cosechas de los egipcios porque los egipcios habían enviado a los israelitas a los campos para arar y sembrar. Dios trajo las langostas para destruir el grano de los egipcios porque los egipcios habían obligado a los israelitas a plantar trigo y cebada para ellos. Dios trajo la oscuridad porque entre los israelitas había transgresores que tenían patrones egipcios y vivían en la opulencia y el honor en Egipto y no querían salir de Egipto, por lo que Dios trajo la oscuridad para poder matar a estos transgresores sin que los egipcios lo vieran. Ref. Midrash Tanḥuma Va'eira 14.

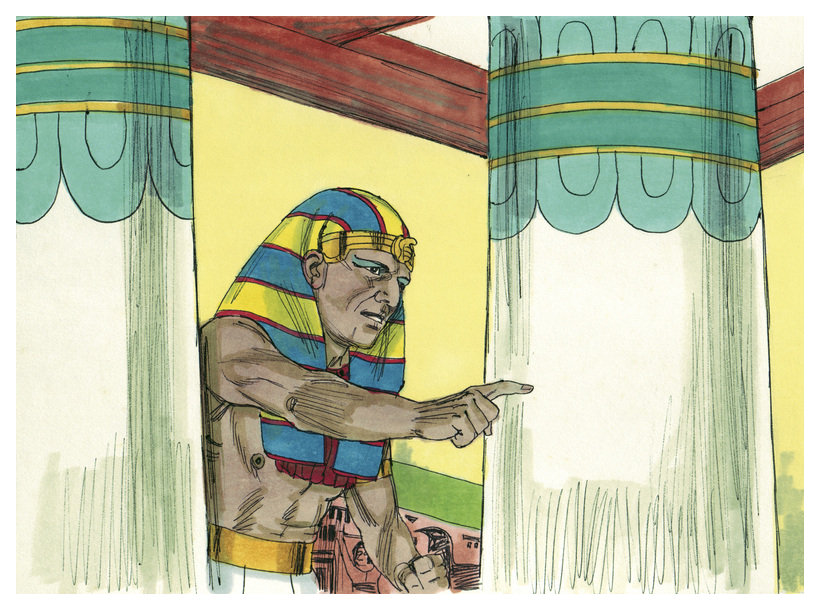
El Señor hizo que soplara un viento del este y aparecieran grandes enjambres de langostas. (Ilustración de 1984 de Jim Padgett, cortesía de Distant Shores Media/Sweet Publishing)

Un midrash enseñó que Dios trajo las langostas sobre los egipcios en Éxodo 10:1-20 porque los egipcios habían hecho que los israelitas sembraran trigo y cebada para ellos, y así Dios trajo langostas para devorar lo que los israelitas habían sembrado para ellos. 
Un midrash enseñó que Dios fijó un momento de «mañana» para la plaga de langostas en Éxodo 10:4 para que los egipcios pudieran sentir remordimiento y hacer penitencia (mostrando así que a los egipcios todavía no se les prohibía hacer penitencia).

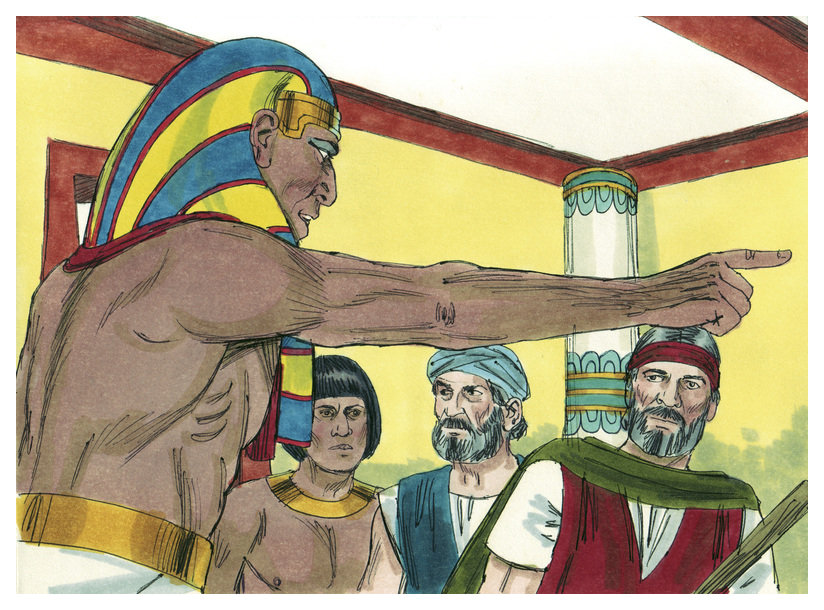
El faraón expulsó a Moisés y Aarón de su presencia. (Ilustración de 1984 de Jim Padgett, cortesía de Distant Shores Media/Sweet Publishing)

Un midrash leyó las palabras de Éxodo 10:6, «Y él se volvió y salió de la presencia de Faraón», para enseñar que Moisés vio a los ministros de Faraón volviéndose unos hacia otros, como si estuvieran dispuestos a creer en las palabras de Moisés. Así que Moisés se volvió para salir y permitirles hablar sobre cómo arrepentirse.
Al leer en Éxodo 10:7 que «los siervos de Faraón le dijeron: «¿Hasta cuándo será este hombre una trampa para nosotros?» los Sabios contaron a los siervos del faraón entre los seis ejemplares que dieron buenos consejos, junto con los siervos de Naamán, los ministros del rey Saúl, los ministros del rey de Aram, y los ministros del rey Asuero. 
Al leer la pregunta del faraón en Éxodo 10:8, «¿Quiénes son los que van a ir?», un midrash enseñó que el faraón preguntó esto porque vio en las estrellas que, de todos los que saldrían de Egipto, solo dos, Josué y Caleb, estaban destinados a entrar en la Tierra de Israel. Fue a estos dos a quienes aludió el faraón cuando preguntó: «¿Quiénes son?». 
Un midrash leyó las palabras del faraón a Moisés en Éxodo 10:10, «véase que el mal está ante su rostro», para indicar que el faraón dedujo que quien hizo una petición para que los jóvenes y los ancianos se fueran solo podía tener un objetivo en mente: huir. El faraón percibió así que Moisés buscaba hacer el mal y huir. Por ello, Faraón dijo que no escucharía nada más de Moisés y, en palabras de Éxodo 10:11, «fueron expulsados de la presencia de Faraón»
El Mishnat Rabbi Eliezer enseñó que el faraón se burló de los israelitas cuando le dijo a Moisés en Éxodo 10:11, «porque eso es lo que deseas». El Mishnat Rabbi Eliezer enseñó que la burla produce resultados malignos, porque Dios no cambió el curso de la naturaleza en ninguna de las plagas hasta que el faraón se burló de los israelitas. El faraón se burló de los israelitas, diciéndole a Moisés: «Me dices: «Los hombres, las mujeres y los niños deben irse»; pero en realidad solo necesitas a los hombres». Y como el faraón se burló de los israelitas, Dios alteró el curso de la naturaleza y convirtió la luz en oscuridad sobre el faraón.
Un midrash leyó las palabras de Faraón a Moisés en Éxodo 10:16, «He pecado contra el Señor tu Dios», para aplicarlas a que Faraón no dejara libres a los israelitas (como Dios le había ordenado a Faraón a través de Moisés). Y las palabras de Faraón a Moisés, «He pecado... . contra ti», se aplica a la expulsión de Moisés de la presencia del faraón, así como a la intención del faraón de maldecir a Moisés cuando dijo en Éxodo 10:10: “Que el Señor esté contigo”. Así, el faraón buscó el perdón en Éxodo 10:17, preguntando a Moisés: “Ahora, pues, perdona, te ruego, mi pecado sólo esta vez”.

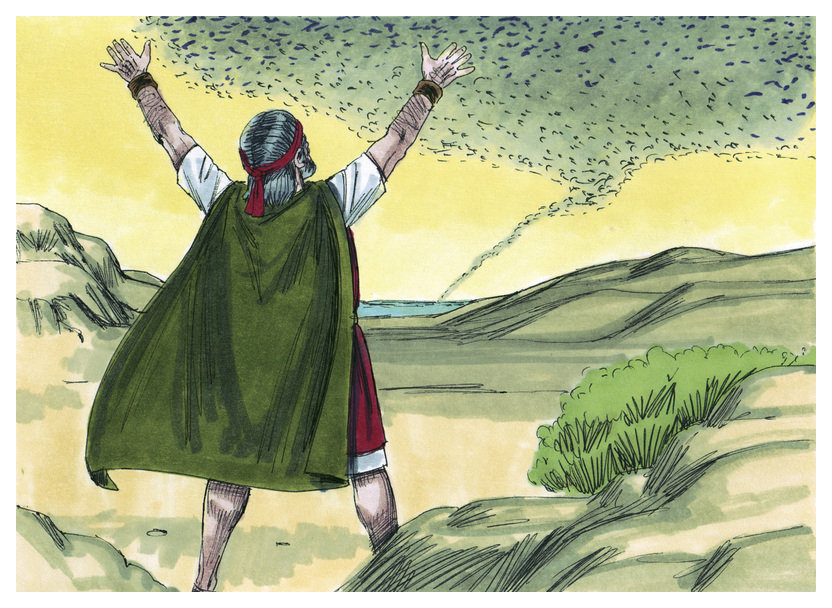
Moisés rezó y Dios hizo que el viento llevara las langostas al mar. (Ilustración de 1984 de Jim Padgett, cortesía de Distant Shores Media/Sweet Publishing)

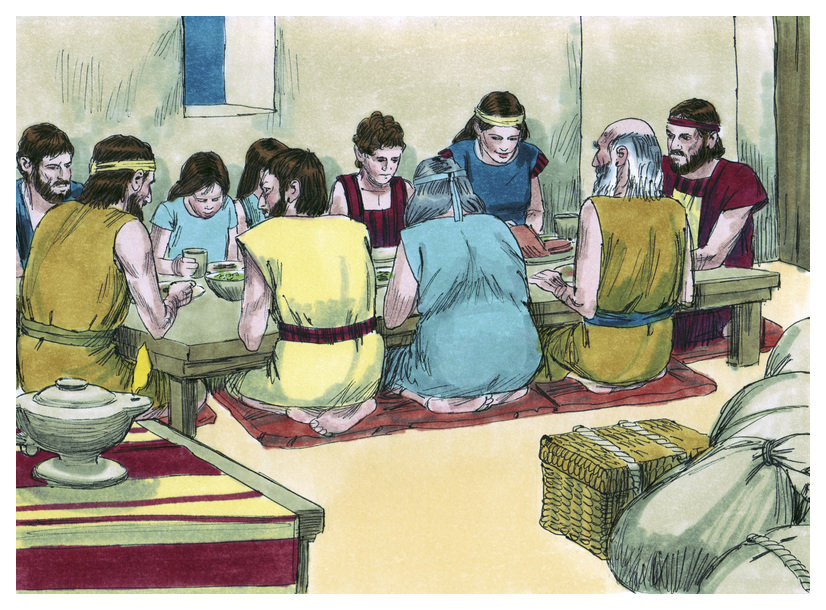
Esa noche, cada familia asó su cordero. (Ilustración de 1984 de Jim Padgett, cortesía de Distant Shores Media/Sweet Publishing)

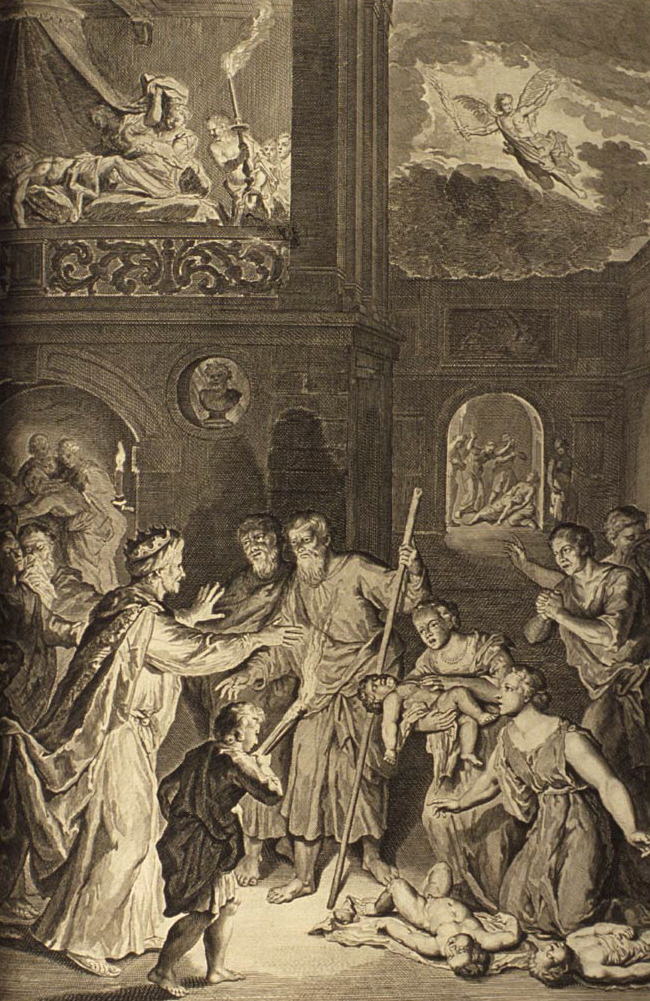
The Egyptian Firstborn Destroyed (ilustración de Figures de la Bible de 1728)

La Mekhilta de Rabí Ishmael llamó al viento del este con el que Dios trajo la plaga de las langostas en Éxodo 10:13 «el más poderoso de los vientos». La Mekhilta del rabino Ishmael enseñaba que Dios utilizó el viento del este para castigar a la generación del relato del diluvio en el Génesis, al pueblo de la Torre de Babel, al pueblo de Sodoma, a los egipcios en Éxodo 10:13, a las tribus de Judá y Benjamín, las Diez tribus, Tiro, un imperio desenfrenado, y los malvados de Gehinnom.
Al leer las palabras de Éxodo 10:19, «no quedó ni una langosta en toda la frontera de Egipto», el rabino Johanan enseñó que cuando llegaron las langostas por primera vez, los egipcios se regocijaron y las recogieron y llenaron barriles con ellas. Entonces Dios se indignó de que los egipcios se alegraran con las plagas que Dios había traído sobre ellos. E inmediatamente (como se relata en Éxodo 10:19), «el Señor hizo soplar un viento del oeste extremadamente fuerte, que se llevó las langostas». Y el midrash interpretó las palabras de Éxodo 10:19, «no quedó ni una langosta en todo el territorio de Egipto», para enseñar que el viento se llevó incluso las langostas que los egipcios habían conservado en sus ollas y barriles.
Un midrash enseñó que Dios trajo oscuridad sobre el pueblo en Éxodo 10:21-23 porque algunos transgresores israelitas tenían patrones egipcios, vivían en la opulencia y el honor, y no estaban dispuestos a abandonar Egipto. Dios razonó que traer una plaga y matar a estos transgresores públicamente haría que los egipcios concluyeran que las plagas castigaban por igual a egipcios e israelitas, y por lo tanto no provenían de Dios. Así, Dios trajo oscuridad sobre los egipcios durante tres días, para que los israelitas pudieran enterrar a los transgresores muertos sin que los egipcios los vieran hacerlo.

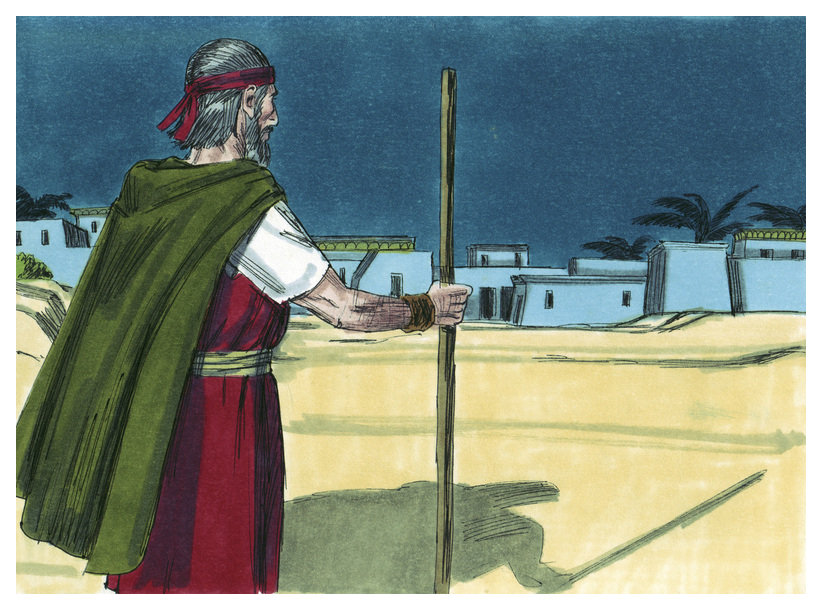
Había oscuridad en toda la tierra de Egipto. (Ilustración de 1984 de Jim Padgett, cortesía de Distant Shores Media/Sweet Publishing)

Al leer las palabras «incluso la oscuridad que se podía sentir» en Éxodo 10:22, los Sabios conjeturaron que era tan espesa como una moneda de un denario, ya que «incluso la oscuridad que se podía sentir» implicaba una oscuridad que tenía sustancia.
El rabino Abdimi de Haifa interpretó las palabras «oscuridad espesa» en Éxodo 10:22 para enseñar que la oscuridad se duplicaba y redoblaba. ref name=ExRab14:3/>
Los rabinos enseñaban que había siete días de oscuridad. Durante los tres primeros días, quien quisiera levantarse de estar sentado podía hacerlo, y quien quisiera sentarse podía hacerlo. Con respecto a estos días, Éxodo 10:22-23 dice: «Y hubo una espesa oscuridad en toda la tierra de Egipto durante tres días; y no se veían unos a otros». Durante los últimos tres días, el que estaba sentado no podía levantarse, el que estaba de pie no podía sentarse y el que estaba acostado no podía levantarse. En cuanto a estos días, Éxodo 10:23 dice: «Ninguno se levantó de su lugar durante tres días».
Durante los tres días de espesa oscuridad, Dios favoreció a los israelitas a los ojos de los egipcios, de modo que estos les prestaron todo. Un israelita entraba en la casa de un egipcio y, si el israelita veía vasijas o prendas de oro y plata, y cuando el israelita las pedía, el egipcio respondía que no tenía nada que prestar, el israelita decía dónde estaban los bienes. Los egipcios razonaban entonces que, si los israelitas hubieran deseado engañar a los egipcios, podrían haber tomado fácilmente los bienes durante la oscuridad y los egipcios no se habrían dado cuenta. Pero como los israelitas no se llevaron los bienes, los egipcios razonaron que los israelitas no los conservarían. Y así, los egipcios prestaron sus cosas a los israelitas, para cumplir lo que predijo el Génesis 15:14: «Después saldrán con gran riqueza».

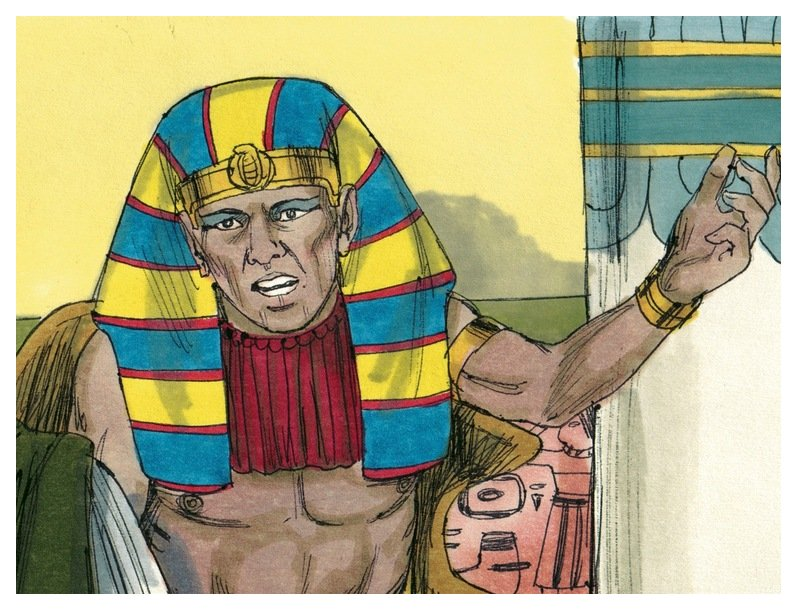
Faraón llamó a Moisés y le dijo: «Puedes ir a adorar al Señor... Pero todos tus animales deben quedarse aquí». (Ilustración de 1984 de Jim Padgett, cortesía de Distant Shores Media/Sweet Publishing)

El midrash señaló que Éxodo 10:23 dice: «pero todos los hijos de Israel tenían luz en sus moradas», no «en la tierra de Gosén», y concluyó que la luz acompañaba a los israelitas dondequiera que iban e iluminaba lo que había dentro de barriles, cajas y cofres del tesoro. Sobre ellos dice el Salmo 119:105: «Tu palabra es lámpara a mis pies».
El midrash enseñaba que los seis días de oscuridad ocurrieron en Egipto, mientras que el séptimo día de oscuridad fue un día de oscuridad del mar, como dice Éxodo 14:20: «Y allí estaba la nube y la oscuridad, pero allí daba luz de noche». Así que Dios envió nubes y oscuridad y cubrió a los egipcios con oscuridad, pero dio luz a los israelitas, como Dios había hecho por ellos en Egipto. Por eso el Salmo 27:1 dice: «El Señor es mi luz y mi salvación». Y el midrash enseñó que en la Era Mesiánica, también, Dios traerá oscuridad a los pecadores, pero luz a Israel, como dice Isaías 60:2: «Porque he aquí que las tinieblas cubrirán la tierra, y oscuridad densa a los pueblos; pero sobre ti brillará el Señor».

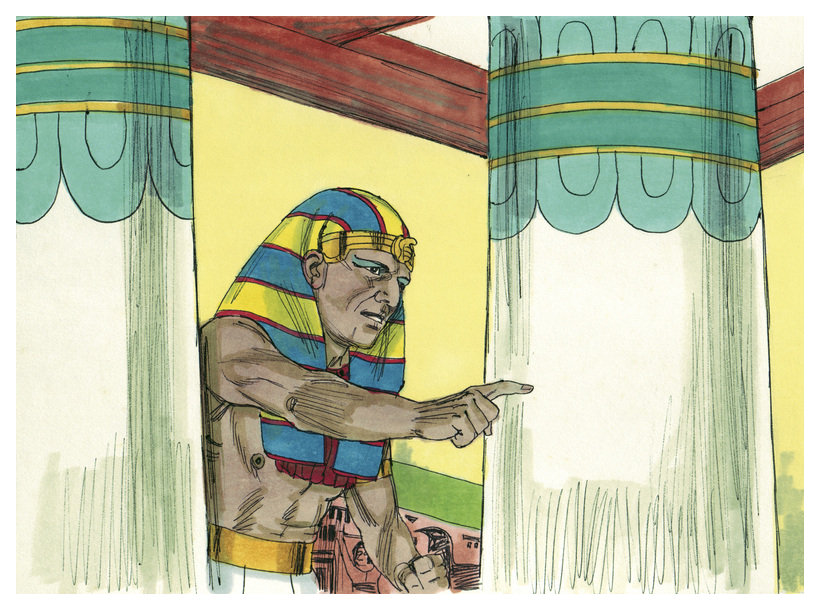
El faraón estaba muy enfadado. (Ilustración de 1984 de Jim Padgett, cortesía de Distant Shores Media/Sweet Publishing)

Un midrash señaló que Éxodo 7:13 informa que «el corazón del faraón se endureció» sin la acción de Dios, y que esto fue así durante las primeras cinco plagas. Como las primeras cinco plagas no movieron al faraón a liberar a los israelitas, Dios decretó que a partir de entonces, incluso si el faraón hubiera accedido a liberar a los israelitas, Dios no lo aceptaría. Así, a partir de la sexta plaga y en adelante, como se relata en Éxodo 10:27, el texto dice: «el Señor endureció el corazón del faraón».

### Éxodo capítulo 11
Un midrash cuenta que inmediatamente después del intercambio entre el faraón y Moisés en Éxodo 10:28-29, en el que el faraón le dijo a Moisés: «Ten cuidado de no volver a ver mi rostro», y Moisés respondió: «No volveré a ver tu rostro nunca más», pero antes de que Moisés dejara la presencia del faraón, Dios pensó que todavía tenía que informar al faraón de una plaga más. Por lo tanto, Dios entró apresuradamente en el palacio del faraón por el bien de Moisés, para que Moisés no pareciera mentiroso por haber dicho que no volvería a ver la cara del faraón. El midrash enseñaba que esta fue la única ocasión en que Dios habló con Moisés en la casa del faraón. Así que Dios se apresuró a entrar en el palacio del faraón y le dijo a Moisés, como relata Éxodo 11:1: «Pero traeré una plaga más sobre el faraón». Cuando Moisés oyó esto, se regocijó. Moisés proclamó entonces, como relata Éxodo 11:4: «Así dice el Señor: «Sobre la medianoche saldré en medio de Egipto»». Moisés le dijo a Faraón que Faraón tenía razón en que Moisés no volvería a ver su rostro, porque Moisés ya no iría a Faraón, sino que Faraón iría a Moisés. Y no solo vendría el faraón, sino también el jefe de sus ejércitos, su gobernador y todos sus cortesanos, implorando y postrándose ante Moisés para que los israelitas salieran de Egipto, como relata Éxodo 11:8 que Moisés dijo: «Y todos estos tus siervos descenderán a mí». Moisés no quiso decir que el faraón se postraría ante él por respeto a la realeza. 

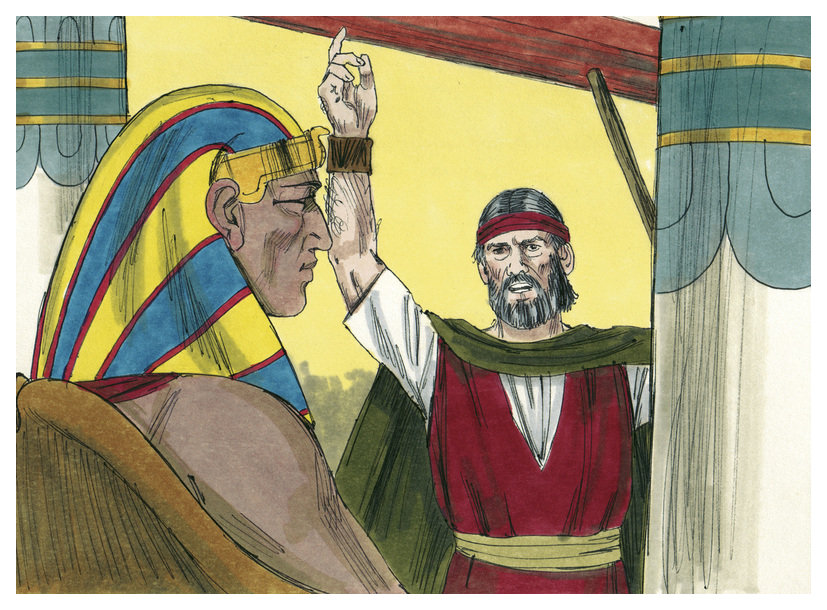
Moisés transmitió el mensaje final de Dios. (Ilustración de 1984 de Jim Padgett, cortesía de Distant Shores Media/Sweet Publishing)

El Guemará dedujo de las palabras «Sobre la medianoche saldré al medio de Egipto», en Éxodo 11:4, que ni siquiera Moisés sabía exactamente cuándo caía la medianoche. El Guemará razonó que Éxodo 11:4 no podía decir «sobre la medianoche» porque Dios le dijo a Moisés «sobre la medianoche», ya que Dios no puede tener ninguna duda sobre cuándo cae la medianoche. Así, el Talmud concluyó que Dios le dijo a Moisés «a medianoche», y luego Moisés le dijo al faraón «cerca de la medianoche» porque Moisés tenía dudas sobre el momento exacto de la medianoche.  Pero Rav Zeira argumentó que Moisés ciertamente conocía la hora exacta de la medianoche, pero dijo «alrededor de la medianoche» porque pensó que los astrólogos del faraón podrían equivocarse en cuanto al momento exacto de la medianoche y luego acusar a Moisés de mentiroso. Y Rav Ashi argumentó que en Éxodo 11:4, Moisés habló a medianoche de la noche del trece de Nisán cuando se convirtió en el catorce de Nisán, y por lo tanto Moisés dijo: «Dios dijo: «Mañana a la hora como la medianoche de esta noche, saldré al medio de Egipto»». 
El rabino Johanan enseñó que el Cantar de los Cantares 2:12 habla de Moisés cuando dice: «La voz de la tortuga (tor) se oye en nuestra tierra», interpretando el versículo en el sentido de «La voz del buen explorador (tayyar) se oye en nuestra tierra». El rabino Johanan enseñó que el Cantar de los Cantares 2:12 habla así de Moisés en el momento del que se informa en Éxodo 11:4: «Y Moisés dijo: «Así dice el Señor: “Sobre la medianoche saldré en medio de Egipto...”.»
La Guemará aconsejaba que, debido al principio de que la realización de un sueño sigue a su interpretación, quien sueñe con un perro debe levantarse temprano y decir las afortunadas palabras de Éxodo 11:7, «Pero contra ninguno de los hijos de Israel agitará la lengua un perro», antes de pensar en las desafortunadas palabras de Isaías 56:11 (sobre la aristocracia corrupta de Israel), «Sí, los perros son codiciosos», para atribuir al sueño el significado más favorable y, por tanto, la realización más afortunada.

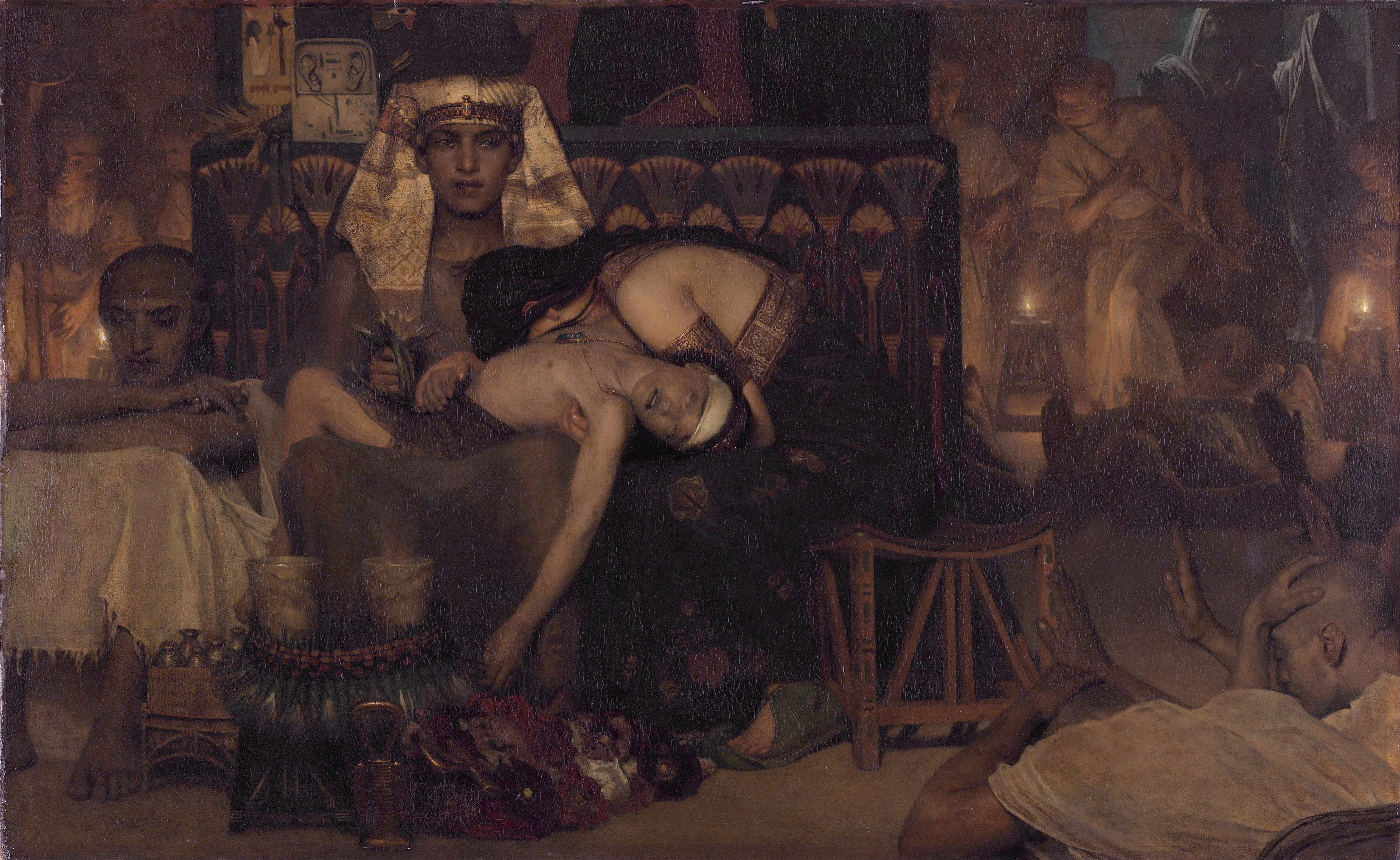
La muerte del primogénito del faraón (pintura de 1872 de Lawrence Alma-Tadema)

El rabino Janai enseñó que uno siempre debe mostrar respeto a un gobernante, siguiendo el ejemplo de Moisés, quien en Éxodo 11:8, le dijo al faraón que «todos tus siervos se postrarán ante mí», pero por respeto a la realeza no dijo que el propio faraón buscaría favores de Moisés, como se informa en Éxodo 12:30-32. Del mismo modo, un midrash interpretó las instrucciones de Dios a Moisés y Aarón en Éxodo 6:13, «y al faraón, rey de Egipto», para transmitir que Dios dijo a Moisés y Aarón que, aunque Dios realmente debería castigar al faraón, Dios quería que Moisés y Aarón mostraran al faraón el respeto debido a su posición real. Y Moisés así lo hizo, como relata Éxodo 11:8 que Moisés le dijo al Faraón que Dios dijo: «Y todos estos tus siervos descenderán a mí». Moisés no dijo que el Faraón descendería, solo que los siervos del Faraón lo harían. Pero Moisés bien podría haber dicho que el propio Faraón descendería, pues Éxodo 12:30 relata: «El Faraón se levantó a medianoche». Pero Moisés no mencionó al faraón específicamente para respetarlo. 
El rabino Josué ben Karhah enseñó que cada caso de «furiosa ira» en la Torá tenía un efecto duradero. La Guemará cuestionó si este principio era válido en el caso de Éxodo 11:8, que relata que Moisés «salió de la presencia de Faraón con furiosa ira», pero no relata que Moisés dijera nada a Faraón debido a su ira. En respuesta, el Talmud informó que Resh Lakish enseñó que Moisés abofeteó al faraón antes de dejar su presencia.

### Éxodo, capítulo 12
La Mishná informó de que en el cuarto sábado del mes de Adar (Shabbat HaChodesh), las congregaciones leían Éxodo 12:1-20.
La Guemará leyó Éxodo 12:2, «Este mes será para vosotros el comienzo de los meses», para enseñar que cuando se observa una luna nueva, el mes debe santificarse sin demora.
La Mishná enseñaba que el primero de Nisán era el año nuevo para los reyes y las fiestas. Y la Tosefta y una baraita deducida de Éxodo 12:2, «Este mes será para vosotros el comienzo de los meses; será para vosotros el primer mes del año», que Nisán es el año nuevo para los meses, y empiezan a contar los meses a partir de Nisán.

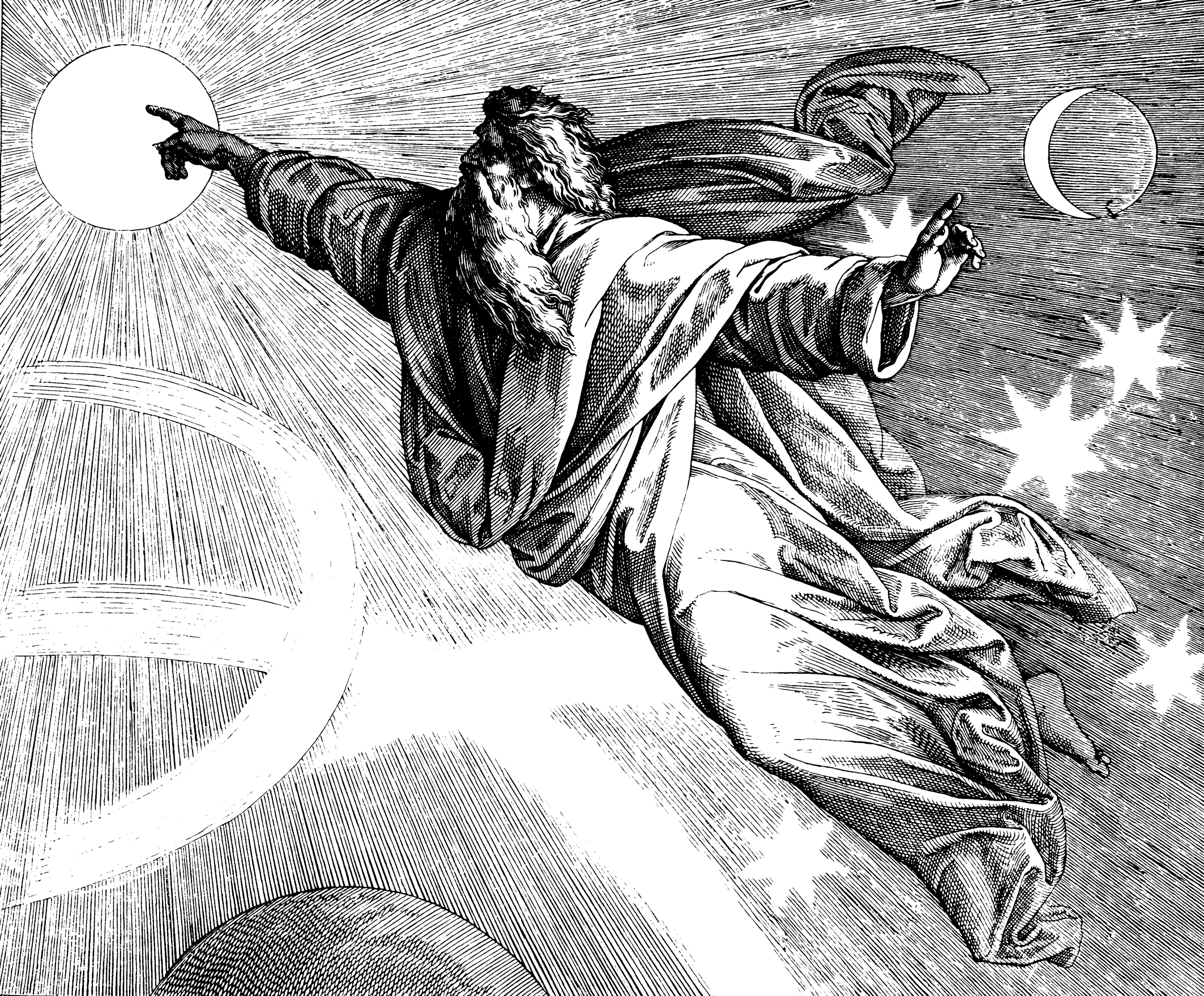
El cuarto día de la creación (grabado en madera por Julius Schnorr von Carolsfeld de la obra Die Bibel in Bildern de 1860)

El Pirke De-Rabbi Eliezer enseñó que cuando Dios creó el sol y la luna, todo el calendario hebreo (años, meses, días, noches, estaciones e intercalación) estaba ante Dios, y Dios intercaló los años y entregó los cálculos a Adán en el Jardín del Edén, como se puede leer en Génesis 5:1: «Este es el cálculo de las generaciones de Adán». Adán transmitió la tradición a Enoc, quien fue iniciado en el principio de la intercalación, como dice Génesis 5:22: «Y Enoc caminó con Dios». Enoc transmitió el principio de la intercalación a Noé, quien transmitió la tradición a Sem, quien la transmitió a Abraham, quien la transmitió a Isaac, quien la transmitió a Jacob, quien la transmitió a José y sus hermanos. Cuando José y sus hermanos murieron, los israelitas dejaron de intercalar, como se relata en Éxodo 1:6: «Y murió José, y todos sus hermanos, y toda aquella generación». Entonces Dios reveló los principios del calendario hebreo a Moisés y Aarón en Egipto, como se relata en Éxodo 12:1-2: «Y habló el Señor a Moisés y a Aarón en la tierra de Egipto, diciendo: «Este mes os será principio de los meses»». El Pirke De-Rabbi Eliezer dedujo de la palabra «diciendo» en Éxodo 12:1 que Dios dijo a Moisés y Aarón que hasta entonces, el principio de la intercalación había estado con Dios, pero a partir de entonces era su derecho intercalar el año. Así, los israelitas intercalaron el año y lo harán hasta que Elías regrese para anunciar la Era Mesiánica. 
Rav Assi (u otros dicen Rav Havivi) de Hozna'ah dedujo de las palabras: «Y sucedió en el primer mes del segundo año, el primer día del mes», en Éxodo 40:17, que el Tabernáculo se erigió el primero de Nisán. Con referencia a esto, un Tanna enseñó que el primero de Nisán recibió diez coronas de distinción en virtud de los diez acontecimientos trascendentales que ocurrieron ese día. El primero de Nisán fue: (1) el primer día de la Creación (como se relata en Génesis 1:1-5), (2) el primer día de las ofrendas de los príncipes (como se relata en Números 7:10-17), (3) el primer día para que el sacerdocio hiciera las ofrendas de sacrificio (como se relata en Levítico 9:1-21), (4) el primer día para el sacrificio público, (5) el primer día para el descenso del fuego del cielo (como se informa en Levítico 9:24), (6) el primero para que los sacerdotes coman alimentos sagrados en el área sagrada, (7) el primero para la morada de la Shejiná en Israel (como se implica en Éxodo 25:8), (8) el primero para la Bendición sacerdotal de Israel (como se relata en Levítico 9:22, empleando la bendición prescrita en Números 6:22-27), (9) la primera para la prohibición de los lugares altos (como se afirma en Levítico 17:3-4), y (10) la primera de los meses del año (como se instruye en Éxodo 12:2).
El Midrash Tanhuma explicaba que antes de que los israelitas erigieran el Tabernáculo, Dios habló con Moisés desde la zarza ardiente, como dice Éxodo 3:4: «Dios lo llamó desde la zarza». Después de eso, Dios habló con Moisés en Madián, como dice Éxodo 4:19: «El Señor dijo a Moisés en Madián». Después de eso, Dios habló con Moisés en Egipto, como dice Éxodo 12:1: «El Señor dijo a Moisés y a Aarón en la tierra de Egipto». Después de eso, Dios habló con Moisés en el Sinaí, como dice Números 1:1: «El Señor habló a Moisés en el desierto del Sinaí». Una vez que los israelitas erigieron el Tabernáculo, Dios dijo: «la modestia es hermosa», como dice Miqueas 6:8, «y caminar humildemente con tu Dios», y Dios comenzó a hablar con Moisés en la Tienda de la Reunión. 
La Guemará citó Éxodo 12:2 para la proposición de que uno debe comenzar a estudiar las leyes de la Pascua dos semanas antes de la festividad. La Guemará informó que una baraita enseñaba que uno comienza a estudiar las leyes de la Pascua 30 días antes de la Pascua. Rabán Shimon ben Gamliel, sin embargo, enseñó que uno comienza a estudiar esas leyes dos semanas antes de la festividad. El Talmud informó que una razón para la posición de Rabban Shimon ben Gamliel podría ser el informe de Éxodo 12:2 de que Moisés estaba de pie el primer día de Nisán e instruyendo sobre la realización de la primera Pascua cuando Dios dijo: «Este mes será para vosotros el comienzo de los meses, el primero de los meses del año», y en el siguiente versículo, Dios comenzó las instrucciones para la primera Pascua. 

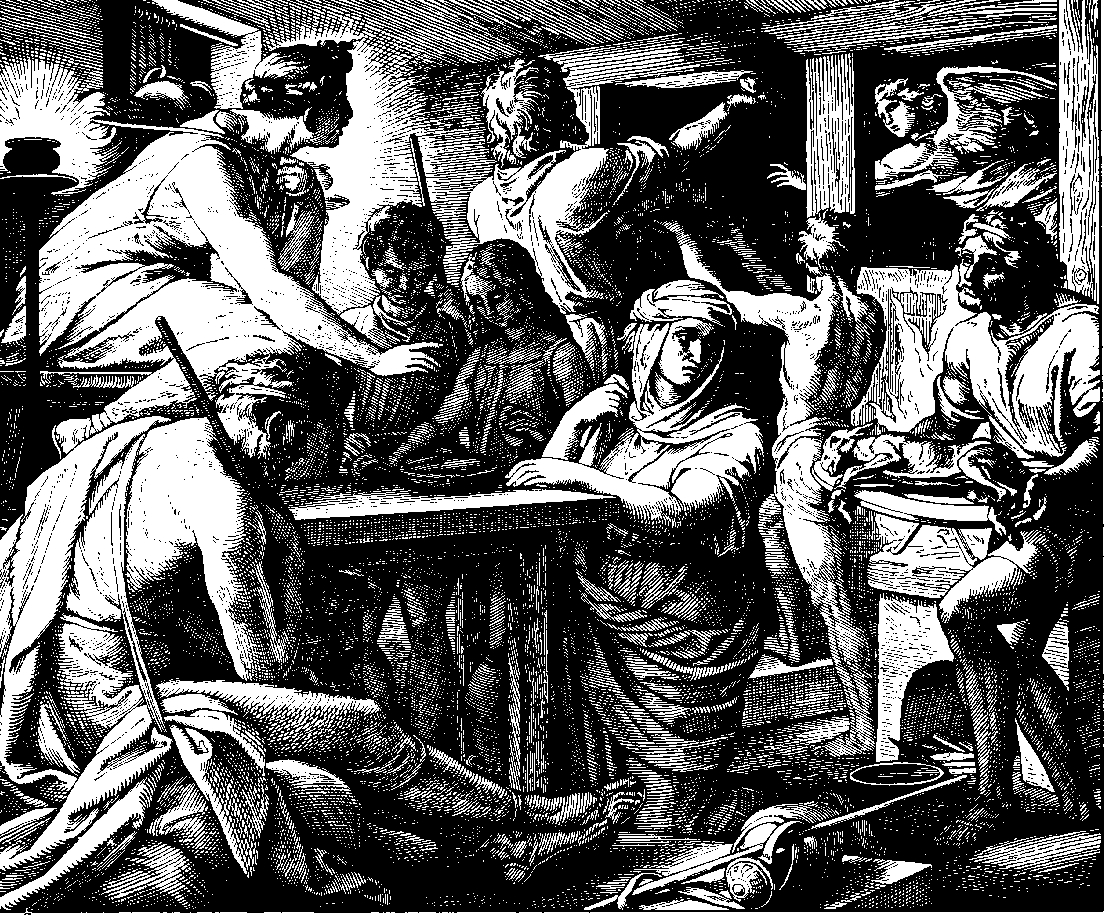
El origen del cordero pascual (xilografía de Julius Schnorr von Carolsfeld de 1860, Die Bibel in Bildern)

El tratado Beitzah en la Mishná, la Tosefta, el Talmud de Jerusalén y el Talmud babilónico interpretaron las leyes comunes a todas las fiestas judías en Éxodo 12:3-27, 43-49; 13:6-10; 23:16; 34: 18-23; Levítico 16; 23:4-43; Números 9:1-14; 28:16-30:1; y Deuteronomio 16:1-17; 31:10-13. [[ref>Mishná Beitzá 1:1–5:7]]; Tosefta Yom Tov (Beitzá) 1:1–4:11; Talmud de Jerusalén Beitzá 1a–49b; 

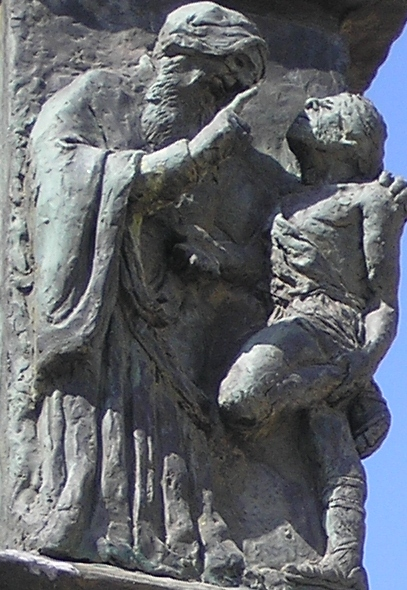
Hillel (escultura en la Menorah de la Knesset, Jerusalén)

El tratado Pesachim en la Mishná, la Tosefta, el Talmud de Jerusalén y el Talmud de Babilonia interpretan las leyes de la Pascua en Éxodo 12:3-27, 43-49; 13:6-10; 23:15; 34: 25; Levítico 23:4-8; Números 9:1-14; 28:16-25; y Deuteronomio 16:1-8. Y en otra parte, la Mishná enseñaba que la intención de comer la ofrenda de Pascua cruda (violando el mandamiento de Éxodo 12:9) o de romper los huesos de la ofrenda (violando el mandamiento de Éxodo 12:46) no invalidaba la ofrenda en sí.  La Mishná en el tratado Jalá enseñaba que cualquiera que coma una porción de pan sin levadura (מַצָּה, matzá) en Pascua ha cumplido con la obligación de Éxodo 12:18, e interpretaba Éxodo 12: 15 para enseñar que cualquiera que coma una onza de pan con levadura (חָמֵץ, jametz) en la Pascua judía puede ser excluido del pueblo judío. Del mismo modo, la Mishná en el tratado Beitzá informó de que la casa de Shamai sostenía que la mayor parte de una aceituna de levadura o la mayor parte de un dátil (que es más que la mayor parte de una aceituna) de pan leudado en la casa de uno hacía responsable, pero la casa de Hillel sostenía que la mayor parte de una aceituna de cualquiera de los dos hacía responsable. La Guemará señaló que la orden de comer pan sin levadura en la primera noche de la Pascua, que aparece en Éxodo 12:18, se aplica a las mujeres (al igual que la orden de Deuteronomio 31:12 de que todos los israelitas se reúnan), aunque la regla general es que las mujeres están exentas de los mandamientos positivos con límite de tiempo. La Guemará citó estas excepciones para apoyar la afirmación del rabino Johanan de que no se pueden sacar conclusiones de las reglas generales, ya que a menudo tienen excepciones.

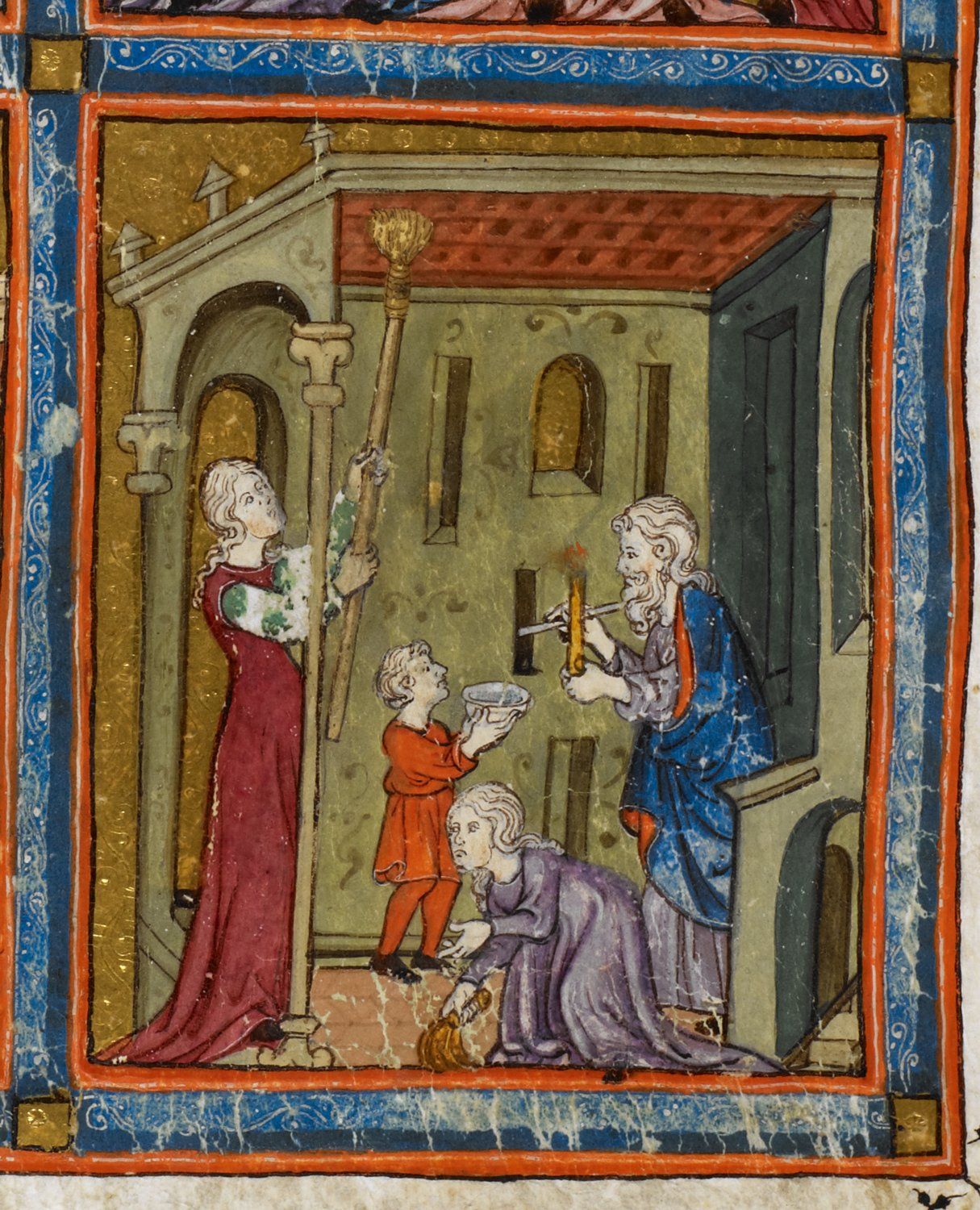
Judíos buscando levadura (escena de La Hagadá de Oro, circa 1320)

La Mishná enseñaba que la tarde del 14 de Nisán, los judíos buscaban comida con levadura en la casa a la luz de las velas. Cualquier lugar en el que no se llevara comida con levadura no requería ser revisado. Los Sabios enseñaron que había que revisar dos filas en una bodega, ya que era un lugar al que se llevaba comida con levadura. La Casa de Shammai enseñó que había que revisar las dos filas delanteras de toda la bodega, pero la Casa de Hillel enseñó que había que revisar sólo las dos filas exteriores que estaban más arriba.  No se preocupaban de que tal vez una comadreja hubiera arrastrado pan con levadura de casa en casa, o de un lugar a otro, porque si lo hubieran hecho, se habrían tenido que preocupar de que la comadreja hubiera arrastrado pan con levadura de patio en patio y de ciudad en ciudad, y el asunto no habría tenido fin.. Rabí Judah enseñó que buscaban alimentos con levadura la tarde del día 14, y la mañana del día 14, y en el momento en que destruían los alimentos con levadura (en la sexta hora, entre las 11 a. m. y el mediodía). Pero los Sabios sostenían que si no buscaban la tarde del 14, tenían que buscar el 14; si no buscaban la mañana del 14, tenían que buscar en el momento en que destruían los alimentos con levadura; si no buscaban en ese momento, tenían que buscar después de ese momento. Y lo que sobrara para la última comida de la mañana antes de la Fiesta, debían guardarlo en un lugar oculto, para no tener que buscarlo después. Rabí Meir enseñó que podían comer alimentos con levadura hasta la quinta hora de la mañana, y que debían quemarlos al comienzo de la sexta hora. El rabino Judá enseñó que podían comerlo hasta la cuarta hora de la mañana, que debían mantenerlo en suspenso durante la quinta hora y que debían quemarlo al comienzo de la sexta hora. El rabino Judá también contó que solían poner dos hogazas no aptas de la ofrenda de agradecimiento en el techo del pórtico del Templo, y mientras las hogazas permanecían allí, todo el pueblo comía alimentos con levadura. Cuando retiraban una hogaza, el pueblo mantenía los alimentos con levadura en suspenso, sin comerlos ni quemarlos. Y cuando retiraban ambas hogazas, el pueblo comenzaba a quemar sus alimentos con levadura. Rabban Gamaliel enseñó que el pan leudado no consagrado (חולין, chullin) podía comerse hasta la cuarta hora de la mañana, y el pan leudado que era una ofrenda de elevación (תְּרוּמָה, terumah) podían comerse hasta la quinta hora, y los quemaban al comienzo de la sexta hora. La Mishná enseñaba que, durante todo el tiempo en que se permitía comer alimentos con levadura, se podía dar de comer a ganado, bestias y aves; venderlos a un gentil; y beneficiarse de ellos de cualquier otra manera. Cuando su período había pasado, se prohibía beneficiarse de ellos, y ni siquiera se permitía encender un horno o una estufa con ellos. El rabino Judá enseñó que no había destrucción de alimentos con levadura excepto por la quema. Pero los sabios sostenían que también se podía desmenuzar y arrojar al viento o echar al mar.
La Mishná enumera el consumo de pan sin levadura en la Pascua entre las 36 transgresiones por las que se puede ser sometido a la escisión (כָּרֵת, karet).

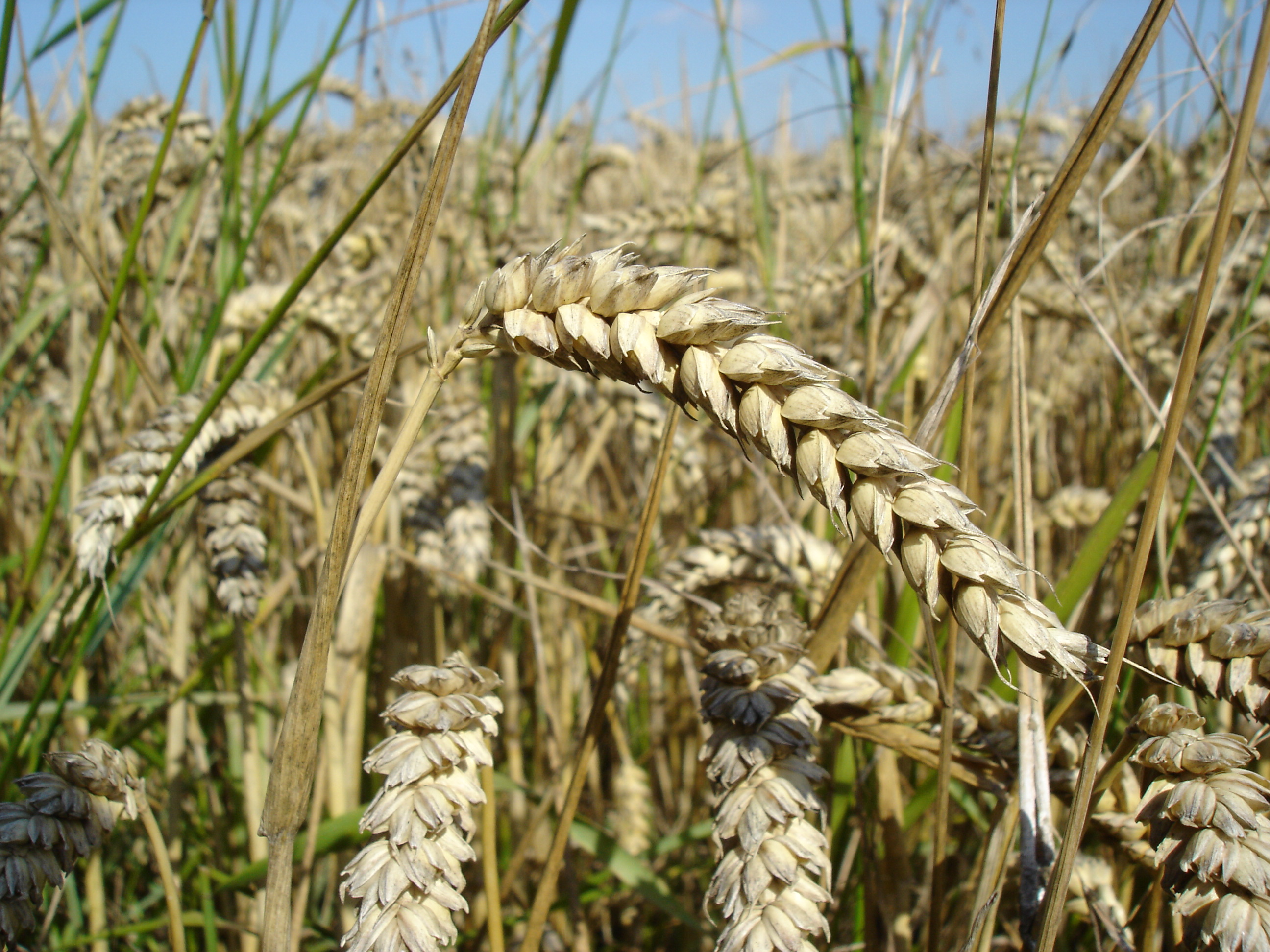
Trigo

La Mishná enseñaba que los granos con los que uno podía cumplir con su obligación (de acuerdo con Éxodo 12:18) de comer pan sin levadura (מַצָּה, matzá) en la Pascua incluían trigo, cebada, espelta, centeno y avena. Y la Mishná enseñaba que cumplían con su obligación incluso con pan sin levadura hecho con productos agrícolas de los que no se sabía si se habían separado los diezmos (דמאי, demai), con el primer diezmo cuya ofrenda había sido separada, y con el segundo diezmo o materiales consagrados que habían sido redimidos. Y los sacerdotes podían cumplir su obligación con pan sin levadura hecho con la porción de masa que se les daba a los sacerdotes (jalá) y la ofrenda (תְּרוּמָה, terumá). Pero no se podía cumplir la obligación con pan ázimo hecho de grano mezclado o sin separar (tevel), ni con el primer diezmo cuyo ofrenda de elevación no se hubiera separado, ni con el segundo diezmo o materiales consagrados que no se hubieran redimido. En cuanto a los panes sin levadura de la ofrenda de agradecimiento y las obleas traídas por un nazirita (נָזִיר, nazir), los Sabios hicieron esta distinción: Si uno los hacía para sí mismo, no podía cumplir con la obligación con ellos. Pero si uno los hacía para venderlos en el mercado a quienes requerían tales productos, uno podía cumplir con la obligación con ellos.
La Mishná informó de que si el 14 de Nisán cae en sábado, el rabino Meir enseñó que hay que destruir la levadura antes del sábado (excepto la necesaria para el comienzo del propio sábado). Pero los sabios sostenían que se destruye la levadura a su hora habitual (la mañana del día 14). El rabino Eleazar bar Zadok enseñó que había que destruir la carne consagrada antes del sabbat (porque si quedaba algo, nadie podía comerla), y la comida no consagrada a su hora habitual (porque se podía encontrar fácilmente a alguien que se la comiera). La Mishná enseñaba que aquellos que, de camino a realizar sus deberes religiosos, recuerdan que tienen levadura en casa, si pueden volver, destruirla y luego regresar al deber religioso, deben volver y destruirla. Pero si no pueden, entonces la anulan en su corazón. Del mismo modo, aquellos que van de camino a salvar a personas de una emergencia la anulan en su corazón. Pero aquellos que van a designar una estación de Shabat para establecer los límites de dónde pueden viajar en Shabat deben regresar inmediatamente para destruir la levadura. Del mismo modo, aquellos que salieron de Jerusalén y recordaron que llevaban carne consagrada, si habían pasado el monte Scopus, la quemaban donde estaban. Pero si no habían viajado tan lejos, regresaban y la quemaban frente al Templo con la leña dispuesta para su uso en el altar. La Mishná luego discutió por qué cantidad tenían que regresar. Rabí Meir dijo que tanto para la levadura como para la carne consagrada, tenían que devolver una cantidad equivalente a un huevo. Rabí Judá dijo que cuando había tanto como una aceituna. Pero los Sabios dictaminaron que para la carne consagrada, tenían que devolver tanto como una aceituna; mientras que para la levadura, tenían que devolver tanto como un huevo.
La Mishná enseñaba que donde los habitantes solían trabajar en la víspera de la Pascua hasta el mediodía, uno podía hacerlo, mientras que en un lugar donde los habitantes no solían trabajar, uno no podía hacerlo. Quien viajaba de un lugar donde sí trabajaba a un lugar donde no trabajaba, o de un lugar donde no trabajaba a un lugar donde sí trabajaba, estaba sujeto a las exigencias de cualquiera de los dos. La Mishná enseñaba que una persona no debe desviarse de las costumbres establecidas de un lugar debido al desacuerdo al que tal conducta podría conducir.
Rabí Ḥanina, el jefe adjunto de los sacerdotes, enseñó que durante todos los días de los sacerdotes, nunca se abstuvieron de quemar carne de sacrificio («terumah») que se había vuelto impura por una fuente secundaria de impureza junto con carne de sacrificio que se había vuelto impura por una fuente primaria de impureza, aunque esto agregaría impureza a la impureza. El rabino Akiva añadió que durante todos los días de los sacerdotes, nunca se abstuvieron de encender aceite que se había vuelto impropio por el contacto con una persona que se había sumergido ese día para purificarse, pero que aún necesitaba esperar al anochecer para ser completamente pura (un «tevul yom») en una lámpara que se había vuelto impura por alguien que se había vuelto impuro por un cadáver, aunque al hacerlo agregaran impureza a la impureza. Basándose en esas enseñanzas, el rabino Meir argumentó que en la Pascua, los sacerdotes podían quemar carne de sacrificio que era pura pero que incluía levadura (jametz), junto con carne de sacrificio que era impura. El rabino José respondió que tal caso no era análogo. Incluso el rabino Eliezer y el rabino Josué admitieron que cada uno se quemaba por separado. Sin embargo, discrepaban sobre la carne del sacrificio cuyo estado de pureza estaba en duda y la carne del sacrificio impura, donde el rabino Eliezer enseñaba que cada una tenía que quemarse por separado, mientras que el rabino Josué enseñaba que ambas podían quemarse juntas. 
Los Sabios informaron que en Judea trabajaban desde la víspera de la Pascua hasta el mediodía, mientras que en Galilea no trabajaban en absoluto ese día. En la tarde del catorce de Nisán, en lugares como Galilea, la Escuela de Shamai prohibía trabajar, pero la Escuela de Hillel lo permitía hasta el amanecer. El rabino Meir enseñó que el día catorce se podía terminar el trabajo que se había empezado antes del catorce, pero no se podía empezar a trabajar el catorce, aunque se pudiera terminar ese día. Los Sabios enseñaron que los sastres, barberos y lavanderos podían trabajar en la víspera de la Pascua hasta el mediodía, y el rabino Jose ben Judah enseñó que incluso los fabricantes de correas de zapatos podían hacerlo. La Mishná enseñaba que se podían poner pollos en los gallineros el día catorce, se podía volver a poner en su lugar a una gallina que se hubiera escapado y se podía poner otra gallina en el lugar de una gallina que hubiera muerto. El día catorce se podía rastrillar el estiércol del establo que estaba bajo las patas de los animales domésticos, pero solo para llevarlo a los lados del establo durante los días de la fiesta. Se podían llevar recipientes y otros artículos a la casa de un artesano y de vuelta, aunque no fueran necesarios durante la festividad. La Mishnah enseñaba que los hombres de Jericó injertaban palmeras durante todo el día catorce, y los Sabios no protestaban.
La Mishná informó de que, mientras que los sacerdotes solían sacrificar la ofrenda diaria media hora después de la octava hora y sacrificarla una hora después, en la víspera de la Pascua, los sacerdotes sacrificaban la ofrenda diaria media hora después de la séptima hora y la sacrificaban una hora después, tanto si la víspera de la Pascua caía en un día laborable como si caía en sábado. Pero si la víspera de la Pascua caía en viernes, los sacerdotes sacrificaban la ofrenda diaria media hora después de la sexta hora y la sacrificaban una hora después, y luego sacrificaban el sacrificio de la Pascua después. 
La Mishná enseñaba que un sacrificio de Pascua quedaba descalificado si se sacrificaba sin intención específica para ello, o si su sangre se recibía o se llevaba al altar o se rociaba sin intención específica para ello, o si se realizaba cualquier acto de sacrificio sin intención específica para ello. Un acto de sacrificio se realizaba sin intención específica para un sacrificio de Pascua si se realizaba con la intención de que fuera una ofrenda de paz («shelamim»). La Mishná enseñaba que un sacrificio de Pascua quedaba descalificado si se sacrificaba para personas que no estaban cualificadas para comerlo, como hombres no circuncidados o personas en estado de impureza. Pero era apto si se sacrificaba para personas que podían comerlo y personas que no podían comerlo, o para personas que estaban designadas para ello y personas que no estaban designadas para ello, o para hombres circuncidados y hombres incircuncisos, o para personas en estado de impureza y personas en estado de pureza. No era apta si se sacrificaba antes del mediodía, como dice Levítico 23:5, «entre las tardes». Era apto si se sacrificaba antes de la ofrenda diaria de la tarde, pero solo si alguien había estado removiendo la sangre hasta que la sangre de la ofrenda diaria hubiera sido rociada. Y si esa sangre ya había sido rociada, el sacrificio de la Pascua seguía siendo apto. 
La Mishná enseñaba que se transgredía un mandamiento negativo si se sacrificaba un animal para la Pascua mientras se estaba en posesión de productos de grano con levadura (jametz). El rabino Judá enseñaba que esto también se aplicaba a la ofrenda diaria. El rabino Simeón enseñó que si uno sacrificaba un animal para la Pascua el día catorce con intención específica, era culpable, pero si lo sacrificaba sin intención específica, estaba exento. Sin embargo, para todos los demás sacrificios, ya fuera con o sin intención específica, uno estaba exento. Si uno sacrificaba un animal para la Pascua en la propia festividad de la Pascua con intención específica, estaba exento; si lo hacía sin intención específica, era culpable. Con respecto a todos los demás sacrificios, uno era culpable si los sacrificaba durante la fiesta con o sin intención específica, excepto las ofrendas traídas para expiar el pecado («jatat») sacrificadas sin intención específica.
La Mishná informó que sacrificaron el cordero pascual en tres grupos: asamblea, congregación e Israel, como dice Éxodo 12:6: «Lo sacrificará toda la asamblea de la congregación de Israel». El primer grupo entró hasta llenar el patio del Templo, y luego cerraron las puertas del patio. Luego tocaron Tekiah (una llamada larga e ininterrumpida), Teruah (una llamada larga y entrecortada) y Tekiah. Los sacerdotes se ponían en filas dobles sosteniendo vasos de plata y vasos de oro, una fila completamente de plata y otra fila completamente de oro. Ninguno de los vasos tenía el fondo plano, para que los sacerdotes no pudieran dejarlos en el suelo y permitir que la sangre se coagulara.
Un israelita común sacrificaba el cordero de Pascua, y un sacerdote recibía la sangre y se la daba a otro sacerdote, que se la daba a otro sacerdote, y así sucesivamente hasta que el sacerdote más cercano al altar la rociaba de una sola vez en la base del altar. A continuación, ese sacerdote le devolvía un vaso vacío al sacerdote que tenía a su lado, quien se lo daba a otro sacerdote, y así sucesivamente, cada sacerdote recibía vasos llenos y también devolvía vasos vacíos. 
Cuando salía el primer grupo, entraba el segundo; cuando salía el segundo, entraba el tercero. Cada grupo procedía de la misma manera. Cada grupo recitaba el Hallel (Salmos 113-118). Si lo terminaban, lo repetían, pero durante todos sus días, nunca lo recitaban por tercera vez. El rabino Judá dijo que durante todos los días del tercer grupo, nunca llegaron al Salmo 116:1, «Amo que el Señor escuche (ahavti ki yishma Adonai), porque ese grupo era pequeño.
La Mishná enseñaba que donde los habitantes solían comer carne asada en la noche de Pascua, uno podía comerla, mientras que donde los habitantes no solían comerla, uno no podía comerla.

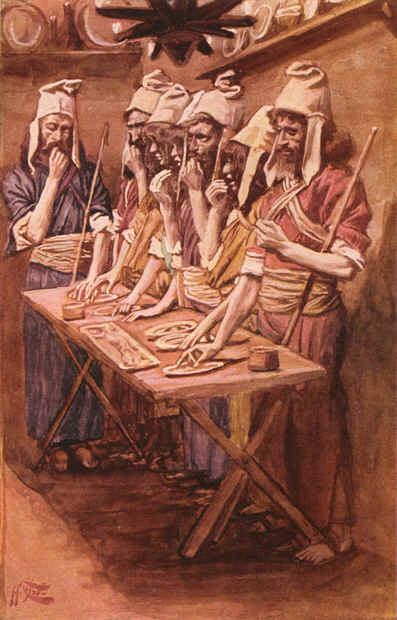
La Pascua judía (acuarela de James Tissot, circa 1896-1902)

El capítulo 10 de la Mishná Pesajim enseñaba el procedimiento para el Séder de Pascua. En la víspera de la Pascua, nadie debía comer antes de la ofrenda de la Minjá (alrededor de las 3:00 p. m.) hasta el anochecer. Esa noche, incluso las personas más pobres de Israel no debían comer hasta que se recostaran a la manera de las personas libres. Cada persona debía beber no menos de cuatro copas de vino, incluso si las organizaciones benéficas públicas tenían que proporcionarlo.
Pero no se debía comer pan sin levadura (מַצָּה, matzá) durante el día anterior al Seder. El rabino Levi dijo que aquellos que comen pan sin levadura el día anterior a la Pascua son como aquellos que cohabitan con su prometida antes de casarse por completo. Rava solía beber vino todo el día antes del Seder para abrir el apetito y poder comer más pan sin levadura por la noche.

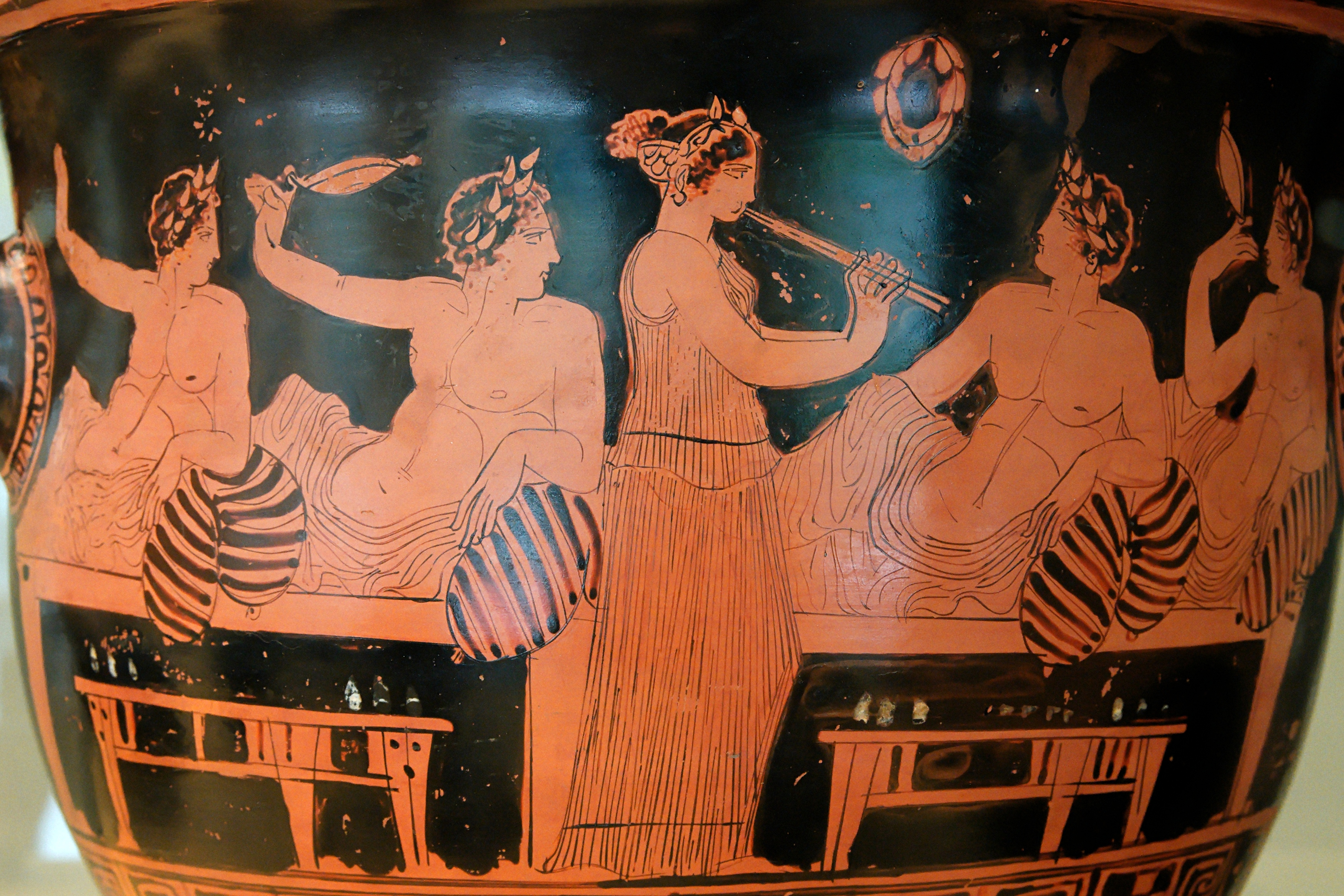
Hombres griegos reclinados en un simposio —en el que se inspira la postura reclinada en el seder de Pascua (escena de un cráter ático de alrededor del 420 a. C.)—

La Guemará enseñaba que había que reclinarse para comer el pan sin levadura (מַצָּה, matzá) y para beber el vino, pero no para las hierbas amargas. Talmud babilónico Pesajim 108a.

Los egipcios instan a Moisés a partir (ilustración de la Biblia Holman de 1890)

Una baraita enseñaba que cada una de las cuatro copas de vino debía contener al menos un «reviis» de vino (el volumen de un huevo y medio, o aproximadamente de 113 a 148 gramos). Y Rav Nachman bar Yitzchak enseñó que hay que beber la mayor parte de cada copa. 
La Tosefta enseñó que es un deber religioso alegrar a los hijos y a las personas a cargo en la Pascua. La Tosefta enseñó que se les alegra con vino, como dice el Salmo 104:15: «El vino... alegra el corazón del hombre». El rabino Judá enseñó que se da a las mujeres lo que es adecuado para alegrarlas y a los niños lo que es adecuado para alegrarlos. Del mismo modo, en el Talmud babilónico, los rabinos enseñaron que los judíos tienen el deber de hacer que sus hijos y su familia se regocijen en una fiesta, pues Deuteronomio 16:14 dice: «Y os alegraréis, tú y tu hijo y tu hija, en vuestra fiesta». La Guemará enseñaba que uno los hace regocijarse con vino. El rabino Judá enseñaba que los hombres se alegran con lo que es adecuado para ellos, y las mujeres con lo que es adecuado para ellas. La Guemará explicaba que lo adecuado para los hombres es el vino. Y el rabino Yosef enseñaba que en Babilonia se alegraban a las mujeres con prendas de colores, mientras que en la Tierra de Israel se alegraban a las mujeres con prendas de lino planchado. El rabino Judah ben Bathyra enseñó que en los días del Templo de Jerusalén, los judíos no podían alegrarse sin carne (de una ofrenda), como dice Deuteronomio 27:7: «Y sacrificaréis ofrendas de paz, y comeréis allí; y os alegraréis delante del Señor vuestro Dios». Pero ahora que el Templo ya no existe, los judíos no pueden alegrarse sin vino, como dice el Salmo 104:15: «Y el vino alegra el corazón del hombre».

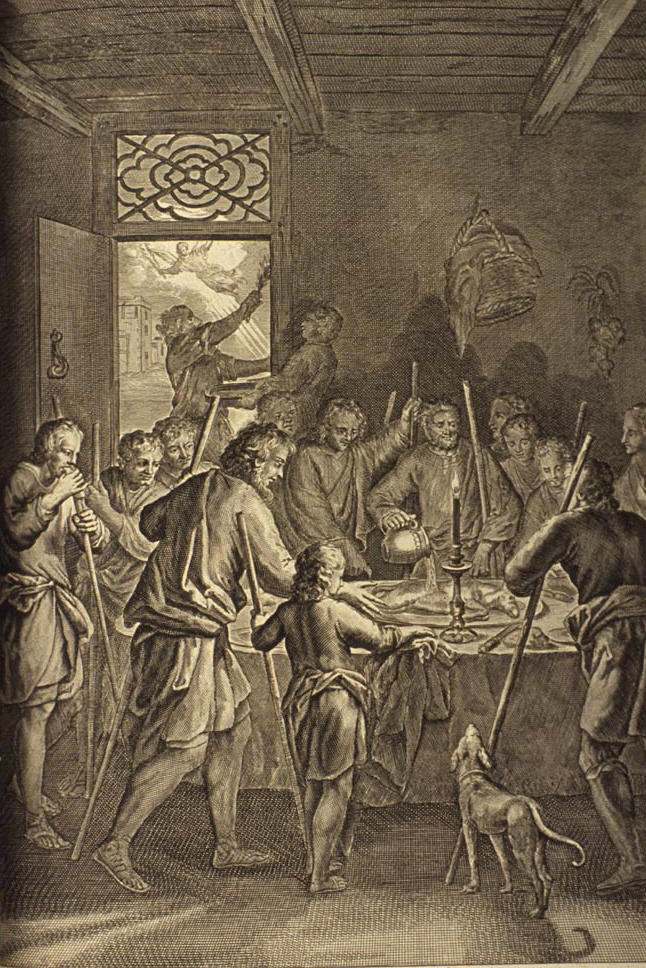
Los israelitas comen la Pascua (ilustración de 1728 Figures de la Bible)

La Mishná continuaba diciendo que mezclaban la primera copa de vino para el líder del Séder. La Casa de Shamai enseñaba que el líder recitaba primero una bendición por el día, y luego una bendición sobre el vino, mientras que la Casa de Hillel dictaminaba que el líder recitaba primero una bendición sobre el vino, y luego recitaba una bendición por el día. Mishnah Pesachim 10:2; Babylonian Talmud Pesachim 114a.</ref>
Luego pusieron la comida delante del líder. El líder mojó y comió lechuga (que era «karpas») antes que el pan. Pusieron ante el líder pan sin levadura (מַצָּה, matzá), lechuga (hazeret), charoset y dos platos cocinados. El charoset no era obligatorio, aunque el rabino Eleazar, hijo del rabino Sadoc, dijo que sí lo era. En los días del Templo de Jerusalén, llevaban el cuerpo del cordero de Pascua ante el líder.
La Mishná enumeraba varias verduras que podían cumplir el requisito de tener una hierba amarga (maror). Se han traducido como lechuga, achicoria, hierba pimienta, endivias y diente de león.

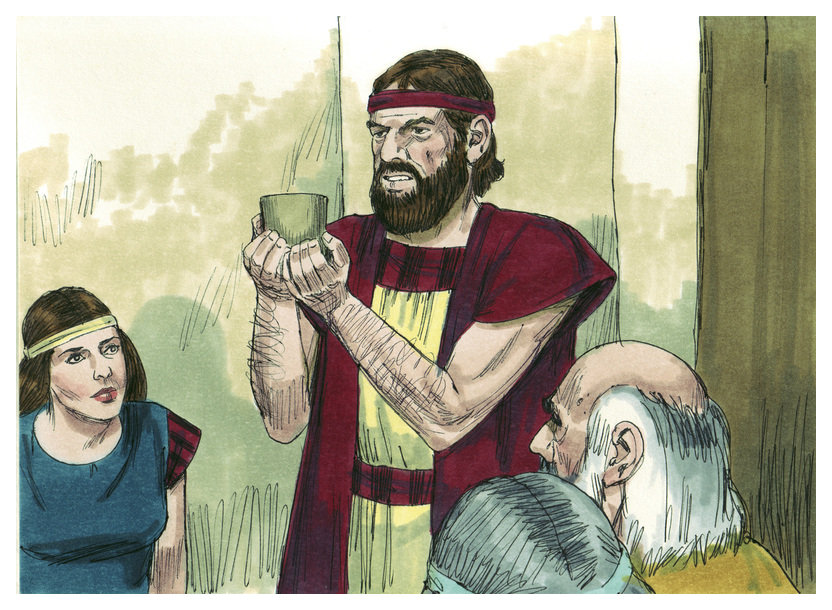
Bebieron vino en la cena de Pascua. (Ilustración de 1984 de Jim Padgett, cortesía de Distant Shores Media/Sweet Publishing)

Llenaron una segunda copa de vino para el líder. Entonces un niño hizo preguntas. Si el niño no era inteligente, el padre le indicaba que preguntara por qué esta noche era diferente de todas las demás noches. Todas las demás noches comían pan con y sin levadura, mientras que esta noche solo comían pan sin levadura (מַצָּה, matzá). El resto de noches comían todo tipo de hierbas, mientras que esta noche solo comían hierbas amargas. (Las primeras ediciones de la Mishná y algunas ediciones del Talmud de Jerusalén no incluían este elemento.) Todas las demás noches comían carne asada, guisada o hervida, mientras que esta noche solo comían carne asada. Todas las demás noches mojaban una vez, mientras que esta noche mojaban dos veces. (Mientras que el Talmud de Jerusalén conservó esta lectura, algunas ediciones del Talmud de Babilonia enmendaron este punto para que dijera: «Todas las demás noches no tenemos que mojar ni una sola vez...») Y el padre instruía según la inteligencia del niño. El padre comenzó a responder a las preguntas relatando los humildes comienzos del pueblo y concluyó con sus alabanzas. El padre relató el credo de Deuteronomio 26:5-8: «Mi padre era un arameo errante...»
|   | Talmud de Jerusalén | Talmud Babilónico | Haggadot contemporáneas |
| - | ------------------- | ----------------- | ----------------------- |
| 1 | Mojar               | Matzah            | Matzah                  |
| 2 | Matzah              | Maror             | Maror                   |
| 3 | Carne asada         | Carne asada       | Salsa                   |
| 4 |                     | Salsa             | Recostado               |

Los rabinos enseñaron en una baraita que si un niño es lo suficientemente inteligente como para hacer las cuatro preguntas, el niño las hace. Si el niño no es lo suficientemente inteligente, la esposa las hace. Si la esposa no hace las preguntas, el líder del seder las hace. E incluso dos eruditos que conocen las leyes de la Pascua deben preguntarse el uno al otro (si nadie más puede preguntar).
La Mishná afirma que una respuesta a las preguntas de por qué esta noche es diferente de todas las demás noches es que en todas las demás noches mojamos una vez; sin embargo, en esta noche mojamos dos veces.  En el Talmud babilónico, Rava se opuso a esta afirmación, cuestionando si en los demás días había un requisito de mojar una vez. Más bien, Rava dijo que la Mishná enseñaba que en todas las demás noches «no estamos obligados» a mojar ni una sola vez; sin embargo, en esta noche estamos obligados a mojar dos veces. Rav Safra se opuso a esta explicación, cuestionando si se podía deducir esto de lo que hacemos simplemente para despertar la curiosidad de los niños. Más bien, Rav Safra dijo que la Mishná enseñaba que «normalmente» no mojamos ni una sola vez; sin embargo, en esta noche mojamos dos veces.
La Mishná enseñaba que el padre comienza la respuesta con la desgracia y concluye con la gloria. La Guemará preguntó qué quería decir la Mishná con «con la desgracia». En el Talmud babilónico, Rav (Abba Arika) enseñó que la desgracia era que al principio nuestros antepasados eran adoradores de ídolos, mientras que Samuel de Nehardea enseñó que la desgracia era que éramos esclavos.  En el Talmud de Jerusalén, Rav enseñó que hay que empezar con las palabras de Josué en Josué 24:2-3 (que explican que Terah adoraba ídolos): «Vuestros padres habitaron desde tiempos antiguos más allá del río, incluso Terah, el padre de Abraham, y el padre de Nahor; y sirvieron a otros dioses». Por lo tanto, los judíos siguen el modelo de Josué, remontando sus ignominiosos orígenes al trasfondo idólatra de sus antepasados.
Rabí Akiva repartía palomitas de maíz y frutos secos a los niños en la víspera de la Pascua, para que no se durmieran y formularan las cuatro preguntas. Rabí Eliezer enseñó que el pan sin levadura (מַצָּה, matzá) se comía apresuradamente la noche de la Pascua, por los niños, para que no se durmieran. El rabino Akiva nunca dijo en la casa de estudio que era hora de dejar de estudiar, excepto en la víspera de la Pascua y en la víspera del Día de la Expiación. En la víspera de la Pascua, era por los niños, para que no se durmieran, y en la víspera del Día de la Expiación, era para que dieran de comer a sus hijos antes del ayuno.
La Mekhilta del rabino Ishmael enseñaba que hay cuatro tipos de niños (como lo demuestran las cuatro veces —en Éxodo 12:26; 13:8; 13:14; y Deuteronomio 6:20— que las Escrituras informan que se le dice a un niño): el sabio, el simple, el malvado y el que no sabe preguntar. El niño sabio pregunta, en palabras de Deuteronomio 6:20: «¿Qué significan los testimonios, los estatutos y las ordenanzas que el Señor nuestro Dios os ha mandado?». La Mekhilta enseñaba que explicamos a este niño todas las leyes de la Pascua. El niño sencillo pregunta, en palabras de Éxodo 13:14: «¿Qué es esto?». La Mekhilta enseñaba que respondíamos simplemente con las palabras de Éxodo 13:14: «Por la fuerza de su mano, el Señor nos sacó de Egipto, de la casa de la esclavitud». El niño malvado pregunta, en palabras de Éxodo 12:26: «¿Qué queréis decir con este servicio?». La Mekhilta enseñó que, debido a que los niños malvados se excluyen a sí mismos, también debemos excluir a este niño al responder y decir, en palabras de Éxodo 13:8: «Es por lo que el Señor hizo por «mí» cuando salí de Egipto», para mí, pero no para ti; si hubieras estado allí, no te habrías salvado. En cuanto al niño que no sabe cómo preguntar, la Mekhilta enseñó que tomamos la iniciativa, como dice Éxodo 13:8 (sin haber informado de que el niño preguntó): «Se lo dirás a tu hijo ese día».
Rabí Gamaliel dijo que uno necesitaba mencionar tres cosas en la Pascua para cumplir con su deber: la ofrenda de Pascua, el pan sin levadura (מַצָּה, matzá) y las hierbas amargas (maror). La ofrenda de Pascua se sacrificaba porque Dios pasó por alto las casas de los israelitas en Egipto. Comían pan sin levadura porque los israelitas fueron redimidos de Egipto. Y comían hierbas amargas porque los egipcios amargaron la vida de los israelitas en Egipto. En cada generación, todos estaban obligados a considerarse a sí mismos como si hubieran salido personalmente de Egipto, porque Éxodo 13:8 dice: «En aquel día dirás a tu hijo: «Es por lo que el Señor hizo por mí cuando salí de Egipto»». Por lo tanto, era deber de todos dar gracias y alabar a Dios por realizar esos milagros para los israelitas y sus descendientes. Dios los sacó de la esclavitud a la libertad, de la tristeza a la alegría, del luto a la fiesta, de la oscuridad a la luz y de la servidumbre a la redención. Por lo tanto, ¡debían decir aleluya!.

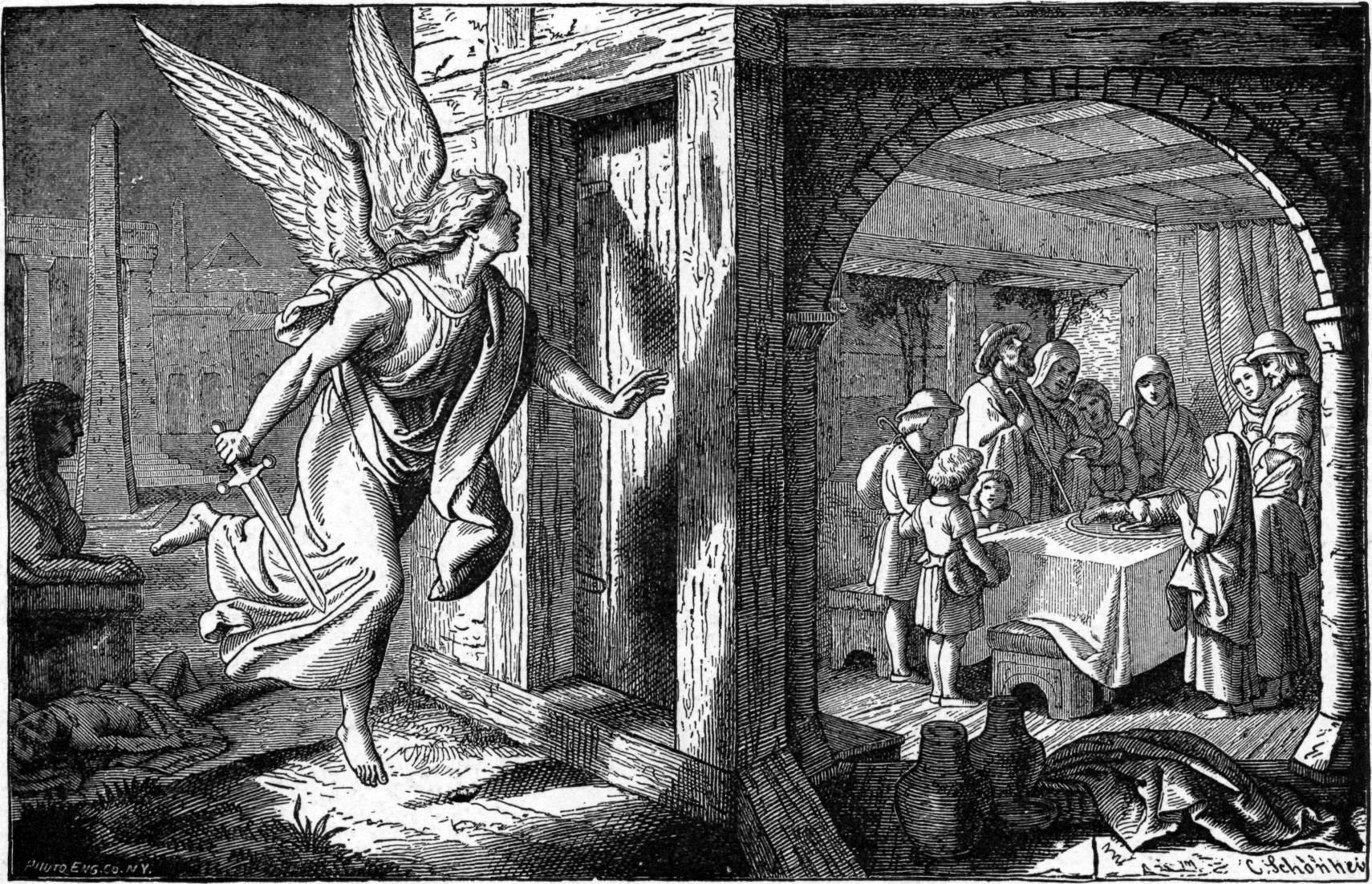
El ángel de la muerte y la primera Pascua (ilustración de 1897 de Bible Pictures and What They Teach Us de Charles Foster)

En la Mishná, la Casa de Shamai y la Casa de Hillel discrepaban sobre hasta dónde se debía recitar en el Halel, los Salmos 113-118. La Casa de Shammai sostenía que se recitaba hasta las palabras «como una madre alegre de hijos» en el Salmo 113:9, mientras que la Casa de Hillel decía que se recitaba hasta las palabras «el pedernal en una fuente de aguas» en el Salmo 114:8.  La Tosefta y el Talmud de Jerusalén informaron de que la Casa de Shammai argumentó ante la Casa de Hillel que, dado que la comida original de la Pascua en Egipto precedió al Éxodo, sería inapropiado dar gracias por el Éxodo en un seder de Pascua. La Casa de Hillel argumentó ante la Casa de Shammai que, dado que los israelitas solo salieron de Egipto al mediodía (para lo cual el Talmud de Jerusalén citó Éxodo 12:51, que decía: «Y sucedió a mediodía»), seguiría siendo inapropiado mencionar el Éxodo la mañana después del seder.  El Talmud de Jerusalén informó que la Casa de Hillel concluyó que una vez que uno ha comenzado un deber religioso, debe terminarlo. Y el rabino Abuna bar Sehorah cuestionó el argumento de la Casa de Shammai, ya que uno ya habrá mencionado el Éxodo de Egipto en la bendición de Santificación dicha sobre una copa al comienzo del seder. 
La Mishná enseñaba que se concluía con una bendición de redención. El rabino Tarfón solía decir (que la bendición incluía): «que nos redimió a nosotros y a nuestros padres de Egipto», pero no se concluía con una bendición. El rabino Akiva dijo (que uno añadió a la versión del rabino Tarfon lo siguiente): «Que el Señor nuestro Dios y el Dios de nuestros padres nos permitan llegar a otras estaciones y festivales en paz, regocijándonos en la reconstrucción de Tu ciudad y alegres en Tu servicio, y allí comeremos los sacrificios y las ofrendas de la Pascua...», (y uno procedió) hasta «Bendito seas, oh Señor, que has redimido a Israel».
La Mishná continuó diciendo que llenaron la tercera copa de vino. El líder recitó entonces la bendición después de las comidas. Con la cuarta copa, el líder concluyó el Hallel y recitó la bendición de la canción. Entre la primera, la segunda y la tercera copa, se podía beber si se quería, pero entre la tercera y la cuarta copa no se permitía beber.
No se puede concluir la comida de Pascua con manjares.  Si algunos de los comensales se quedaban dormidos, podían comer cuando se despertaran, pero si todos se quedaban dormidos, no se les permitía comer. [Jose ben Halafta|Rabí Jose] dijo que si dormían ligeramente, podían comer, pero si se quedaban profundamente dormidos, no se les permitía comer.
Rabban Gamaliel se recostó una vez en un seder de Pascua en la casa de Boethus ben Zeno en Lud, y discutieron las leyes de la Pascua toda la noche hasta que cantó el gallo. Luego levantaron la mesa, se estiraron y fueron a la casa de estudio.
La Mishná señaló diferencias entre la primera Pascua en Éxodo 12:3-27, 43-49; 13:6-10; 23:15; 34:25; Levítico 23:4-8; Números 9:1-14; 28:16-25; y Deuteronomio 16:1-8. y la segunda Pascua en Números 9:9-13. La Mishná enseñaba que las prohibiciones de Éxodo 12:19 de que «durante siete días no se hallará levadura en vuestras casas» y de Éxodo 13:7 de que «no se verá levadura en todo vuestro territorio» se aplicaban a la primera Pascua; mientras que en la segunda Pascua, se podía tener pan con y sin levadura en la propia casa. Y la Mishná enseñaba que para la primera Pascua, se requería recitar el Hallel (Salmos 113-118) cuando se comía el cordero de Pascua; mientras que la segunda Pascua no requería la recitación del Hallel cuando se comía el cordero de Pascua. Pero tanto la primera como la segunda Pascua requerían la recitación del Hallel cuando se ofrecían los corderos de Pascua, y ambos corderos de Pascua se comían asados con pan sin levadura (מַצָּה, matzá) y hierbas amargas. Y tanto la primera como la segunda Pascua tenían prioridad sobre el sábado. 

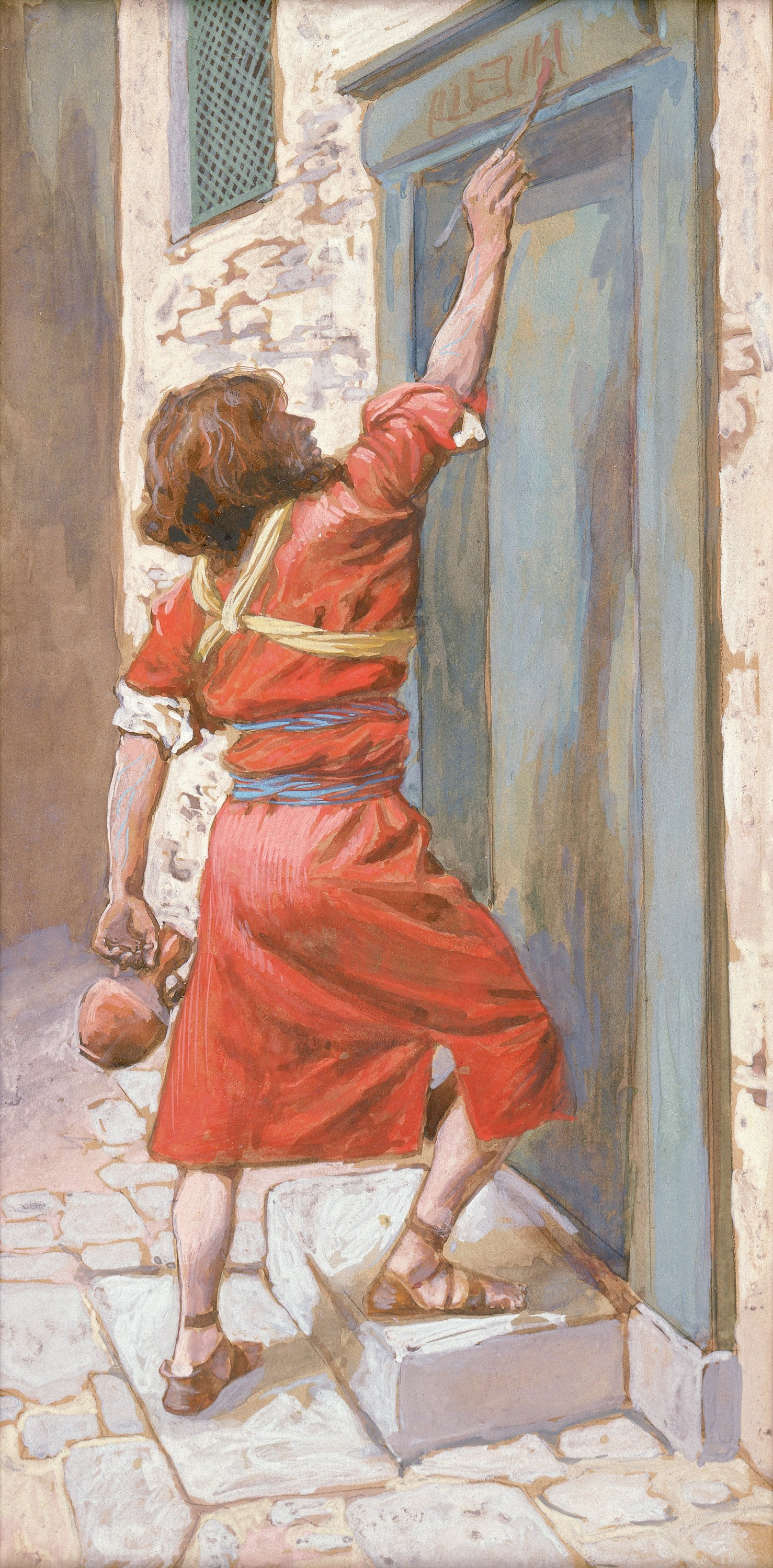
Los signos en la puerta (acuarela circa 1896-1902 por James Tissot)

Un midrash interpretó las palabras de Éxodo 8:22, «He aquí, si sacrificamos la abominación de los egipcios delante de sus ojos, ¿no nos apedrearán?», para enseñar que los egipcios veían al cordero como un dios. Así, cuando Dios le dijo a Moisés que sacrificara el cordero pascual (como se refleja en Éxodo 12:21), Moisés le preguntó a Dios cómo podría hacerlo, cuando el cordero era como un dios egipcio. Dios respondió que los israelitas no saldrían de Egipto hasta que sacrificaran a los dioses egipcios ante los ojos de los egipcios, para que Dios pudiera enseñarles que sus dioses no eran realmente nada. Y así lo hizo Dios, pues la misma noche en que Dios mató a los primogénitos egipcios, los israelitas sacrificaron sus corderos pascuales y se los comieron. Cuando los egipcios vieron a sus primogénitos muertos y a sus dioses sacrificados, no pudieron hacer nada, como se relata en Números 33:4: «Mientras los egipcios enterraban a los que el Señor había herido entre ellos, incluso a todos sus primogénitos, el Señor también ejecutó juicio sobre sus dioses». 

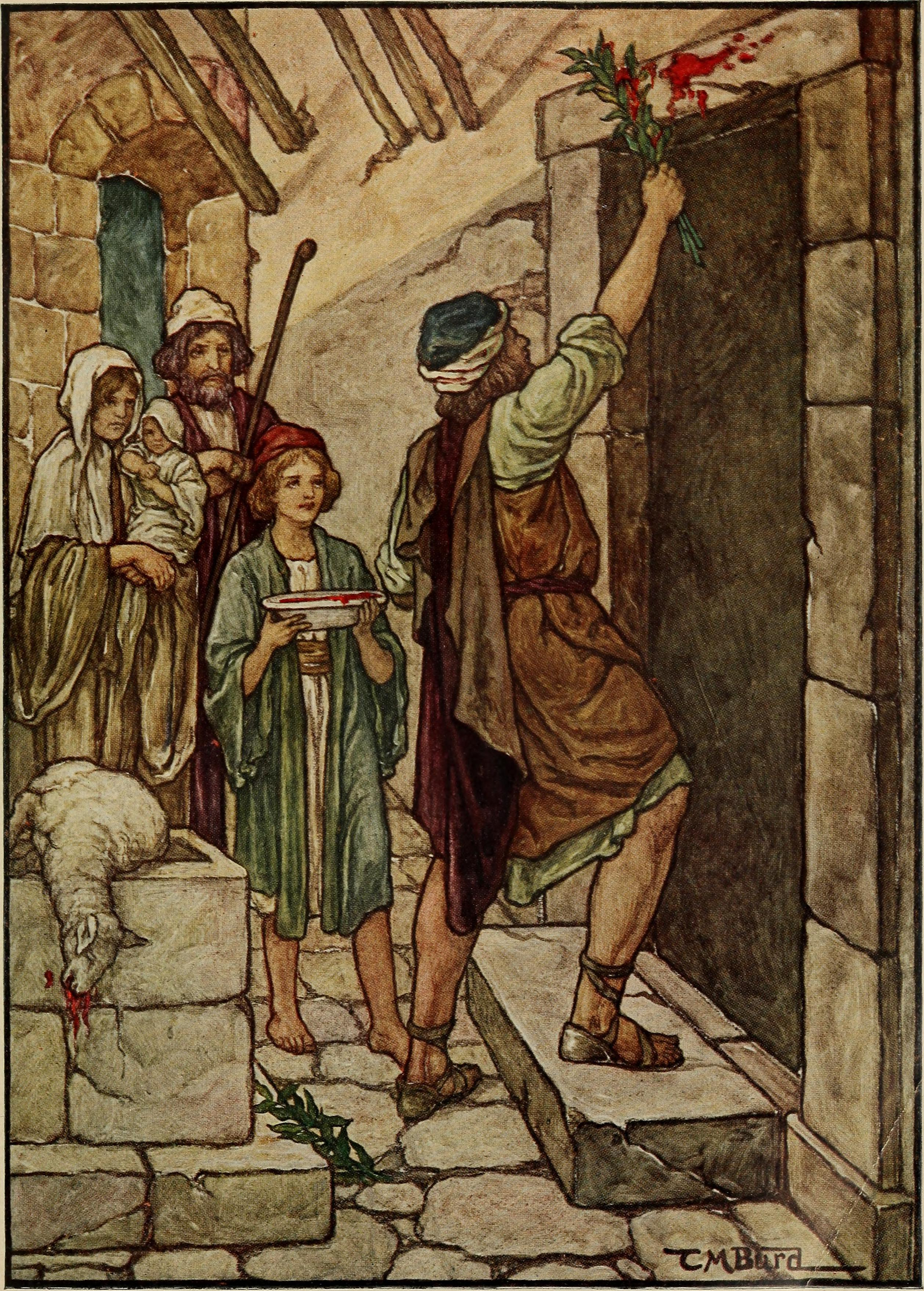
Preparándose para el paso del ángel de la muerte (ilustración del libro de 1911 «Con los niños los domingos, a través de la puerta de los ojos y la puerta de los oídos a la ciudad del alma infantil», de Sylvanus Stall)

Un midrash señaló que Dios ordenó a los israelitas que cumplieran ciertos preceptos con material similar de los árboles: Dios ordenó a los israelitas que arrojaran madera de cedro e hisopo en la mezcla de la vaca roja de Números 19:6 y que usaran hisopo para rociar las aguas de purificación resultantes en Números 19:18; Dios ordenó a los israelitas que usaran madera de cedro e hisopo para purificar a los afectados por enfermedades de la piel en Levítico 14: 4-6; y en Egipto Dios ordenó a los israelitas que usaran el manojo de hisopo para golpear el dintel y los dos postes laterales con sangre en Éxodo 12:22.
El midrash señaló que muchas cosas parecen humildes, pero Dios ordenó que se cumplieran muchos preceptos con ellas. El hisopo, por ejemplo, parece no tener ningún valor para las personas, pero su poder es grande a los ojos de Dios, quien lo puso al mismo nivel que el cedro en la purificación del leproso en Levítico 14:4-6 y la quema de la vaca roja en Números 19:6, 18, y lo empleó en el Éxodo de Egipto en Éxodo 12:22.

El Éxodo (acuarela circa 1896-1902 de James Tissot)

Un midrash enseñaba que las palabras del Cantar de los Cantares 2:13, «Los higuerales echaron sus higos verdes», se refieren a los pecadores de Israel que murieron en los tres días de oscuridad, como dice Éxodo 10:22-23: «Y hubo una espesa oscuridad... no se vieron unos a otros».
La Mishná describía el hisopo apropiado para uso ceremonial como un manojo que contuviera tres tallos con tres yemas. El rabino Judá dijo que tres tallos con tres yemas cada uno.
Al leer Éxodo 21:6, sobre el siervo hebreo que decidió no ser liberado y cuyo amo lo llevó al dintel de la puerta y le agujereó la oreja con un punzón, El rabino Simeón bar Rabí explicó que Dios eligió el dintel de todas las demás partes de la casa porque el dintel fue testigo en Egipto cuando Dios pasó por encima del dintel y los postes (como se relata en Éxodo 12) y proclamó (en palabras de Levítico 25:55): «Porque para mí los hijos de Israel son siervos, son mis siervos», y no siervos de siervos, y así Dios los sacó de la esclavitud a la libertad, pero este siervo adquirió un amo para sí mismo. 
Rav Joseph interpretó las palabras de Éxodo 12:22, «Y ninguno de vosotros saldrá por la puerta de su casa hasta la mañana», para enseñar que una vez que Dios ha concedido permiso al Destructor, no distingue entre justos e impíos. Además, incluso comienza con los justos desde el principio, como dice Ezequiel 21:8: «Y exterminaré de ti al justo y al impío» (mencionando primero a los justos). El rabino José lloró al oír esto, pero Abaye lo consoló, diciendo que esto es para su ventaja, como dice Isaías 57:1: «Para que el justo sea librado de la calamidad venidera».

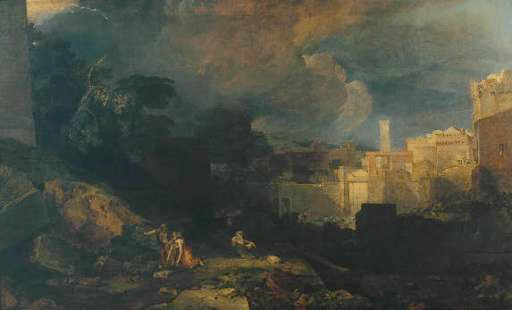
La plaga de los primogénitos (pintura de 1802 de J. M. W. Turner)

Al leer Éxodo 12:23, «Porque el Señor pasará para herir a los egipcios», un midrash observó que algunos dicen que Dios actuó a través de un ángel («el Destructor», הַמַּשְׁחִית, ha-mashchit), mientras que otros decían que Dios actuó por sí mismo.
Un midrash dedujo de Éxodo 12:23, «Y el Señor pasará por la puerta», que Dios estaba en la puerta en ese momento. El midrash se preguntó, por tanto, por qué Éxodo 12:23 dice: «Y cuando Él vea la sangre sobre el dintel». El midrash explicaba que esto seguía la práctica habitual, al igual que un carnicero marca con pintura roja las ovejas destinadas al matadero para distinguirlas de las que el carnicero desea mantener vivas. Así que el midrash contaba que Dios estaba en la puerta y apartó al Destructor para que no golpeara a los israelitas.
La Mekhilta del rabino Ishmael interpretó las palabras «el primogénito del faraón que se sentaba en su trono» en Éxodo 12:29 para enseñar que el faraón mismo también era un primogénito. Y la Mekhilta del rabino Ishmael enseñó que Dios lo preservó como el único primogénito de Egipto que sobrevivió a la plaga.
La Mekhilta del rabino Ishmael preguntó cómo habían pecado los cautivos para que Dios castigara a sus primogénitos, como se relata en Éxodo 12:29. La Mekhilta del rabino Ishmael explicó que Dios los castigó para que no dijeran que su dios trajo este castigo sobre los egipcios, pero no sobre ellos. Alternativamente, la Mekhilta del rabino Ishmael decía que Dios los golpeó porque los cautivos solían regocijarse por cada decreto que el faraón decretaba contra los israelitas. Y la Mekhilta del rabino Ishmael enseñaba que los sirvientes egipcios también lo hacían, explicando así por qué Dios dijo en Éxodo 11:5 que Dios golpearía al primogénito de la sierva que estaba detrás del molino.

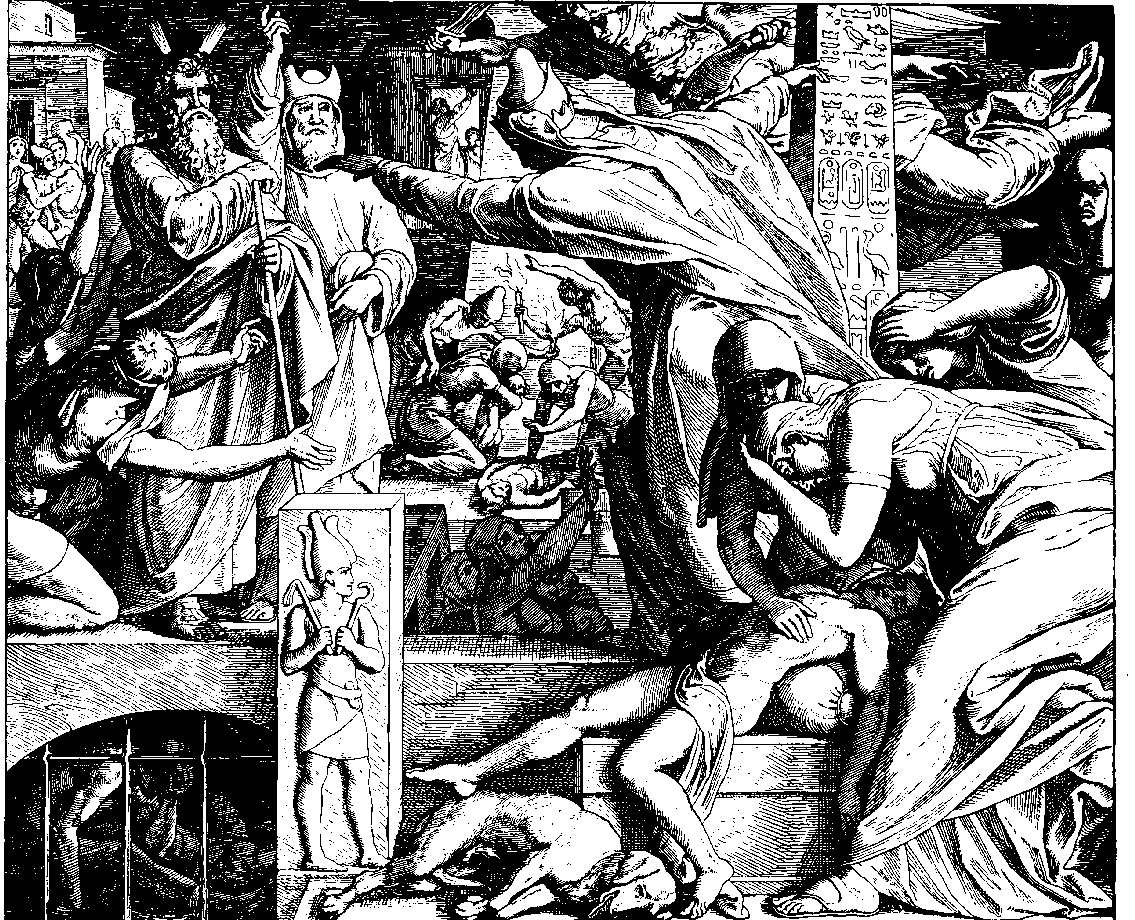
El faraón insta a Moisés y Aarón a partir (grabado en madera de Julius Schnorr von Carolsfeld de 1860 Die Bibel in Bildern)

Al leer el relato del Éxodo 12:30 que dice que «no había casa donde no hubiera un muerto», el rabino Natán preguntó si no había casas sin primogénitos. La Mekhilta del rabino Ishmael explicaba que cuando moría un primogénito egipcio, los padres colocaban una estatua del primogénito en la casa. La Mekhilta del rabino Ishmael enseñaba además que en la noche de la plaga de los primogénitos, Dios aplastó, molió y esparció también esas estatuas, y los padres volvieron a llorar como si acabaran de enterrar a su primogénito.
La Mekhilta del rabino Ishmael interpretó las palabras «y llamó a Moisés y a Aarón» en Éxodo 12:31 para enseñar que el faraón recorrió la tierra de Egipto preguntando a todos dónde vivían Moisés y Aarón.
La Mekhilta del rabino Ishmael explicaba que los egipcios dijeron: «Somos todos hombres muertos», en Éxodo 12:33, porque en muchas familias murieron muchos hijos. Los egipcios habían pensado que un hombre que tenía cuatro o cinco hijos solo habría perdido al mayor, de acuerdo con la advertencia de Moisés en Éxodo 11:5 de que «el primogénito» en la tierra de Egipto morirá. Pero no sabían, según la Mekhilta del rabino Ishmael, que todos sus hijos eran los primogénitos de diferentes solteros con los que sus esposas habían cometido adulterio. Dios expuso el adulterio de las mujeres y todos los hijos murieron. La Mekhilta del rabino Ishmael enseñaba que si Dios hace público el mal, que es de menor importancia, cuánto más recompensará Dios el bien, que es de mayor importancia.
Rabí Ammi leyó las palabras de Éxodo 12:36, «Y les dieron lo que pidieron», para enseñar que los egipcios dejaron que los israelitas se quedaran con sus bienes en contra de su voluntad. Algunos dijeron que fue en contra de la voluntad de los egipcios, mientras que otros dijeron que fue en contra de la voluntad de los israelitas. Los que dijeron que fue en contra de la voluntad de los egipcios citaron el Salmo 68:13: «Y la que espera en casa reparte el botín». Los que dijeron que fue en contra de la voluntad de los israelitas dijeron que fue por la carga de llevar los bienes de los egipcios. El rabino Ammi leyó las palabras de Éxodo 12:36, «Y despojaron a Egipto», para enseñar que convirtieron a Egipto en una trampa para pájaros sin grano (como cebo). Resh Lakish dijo que convirtieron a Egipto en un estanque sin peces.
Rav Judah, en nombre de Samuel de Nehardea, dedujo de Génesis 47:14 que José reunió y trajo a Egipto todo el oro y la plata del mundo. La Guemará señaló que Génesis 47:14 dice: «Y José reunió todo el dinero que se encontraba en la tierra de Egipto y en la tierra de Canaán», y por lo tanto se refería a la riqueza solo de Egipto y Canaán. La Guemará encontró apoyo para la proposición de que José reunió la riqueza de otros países en Génesis 41:57, que dice: «Y todos los países vinieron a Egipto a José para comprar maíz». La Guemará dedujo de las palabras «y despojaron a los egipcios» en Éxodo 12:36 que cuando los israelitas salieron de Egipto, se llevaron esa riqueza con ellos. La Guemará enseña que la riqueza permaneció en Israel hasta la época del rey Roboam, cuando el rey Sisac de Egipto se la arrebató a Roboam, como relata 1 Reyes 14:25-26: «Y sucedió que en el quinto año del rey Roboam, Sisac, rey de Egipto, subió contra Jerusalén; y se llevó los tesoros de la casa del Señor y los tesoros de la casa del rey».

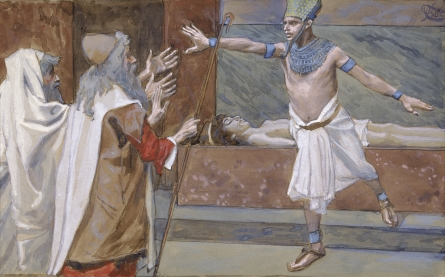
Faraón y su hijo muerto (acuarela circa 1896-1902 por James Tissot)

De manera similar, al leer las palabras de Dios en Éxodo 25:2, «aceptad de mi parte los regalos de cada persona cuyo corazón así se conmueva», la Mekhilta de Rabí Simeón dedujo que todos y cada uno de los israelitas eran tan ricos por haber despojado a los egipcios, como se relata en Éxodo 12:36, que cada israelita tenía los medios para erigir la Tienda de la Reunión, con todos sus utensilios, todos sus ganchos de oro, tablas, barras de madera, columnas y pedestales. 
Una baraita enseñaba que en la época de Alejandro Magno, los egipcios convocaron a los israelitas ante Alejandro, exigiéndoles el oro y la plata que, según Éxodo 12:36, los israelitas habían tomado prestados de los egipcios. Los sabios concedieron a Gebiah ben Pesisa permiso para ser el abogado de Israel. Gebiah preguntó a los egipcios cuáles eran las pruebas de su afirmación, y los egipcios respondieron que la Torá proporcionaba sus pruebas. Entonces Gebiah dijo que él también traería pruebas de la Torá en defensa de Israel. Citó Éxodo 12:40 y exigió a los egipcios el pago de los salarios atrasados por el trabajo de 600 000 hombres israelitas a los que los egipcios habían obligado a trabajar para ellos durante 430 años. Alejandro pidió a los egipcios una respuesta adecuada. Los egipcios pidieron tres días de tiempo, pero no pudieron encontrar una respuesta satisfactoria y huyeron.
El rabino Eliezer interpretó las palabras «los hijos de Israel viajaron de Ramesés a Sucot» en Éxodo 12:37 en el sentido de que los israelitas fueron a un lugar donde montaron cabañas, «Sucot». Otros sabios dijeron que Sucot era simplemente el nombre de un lugar, como en Números 33:6. El rabino Akiva enseñó que Succot en Éxodo 12:37 significa las nubes de gloria, como en Isaías 4:5. 
Un midrash enseñaba que los israelitas fueron contados en diez ocasiones: (1) cuando bajaron a Egipto (Deuteronomio 10:22); (2) cuando salieron de Egipto (Éxodo 12:37); (3) en el primer censo en Números (Números 1:1-46); (4) en el segundo censo en Números (Números 26:1-65); (5) una vez para las banderas; (6) una vez en la época de Josué para la división de la Tierra de Israel; (7) una vez por Saúl (1 Samuel 11:8); (8) una segunda vez por Saúl (1 Samuel 15:4); (9) una vez por David (2 Samuel 24:9); y una vez en la época de Esdras (Esdras 2:64).

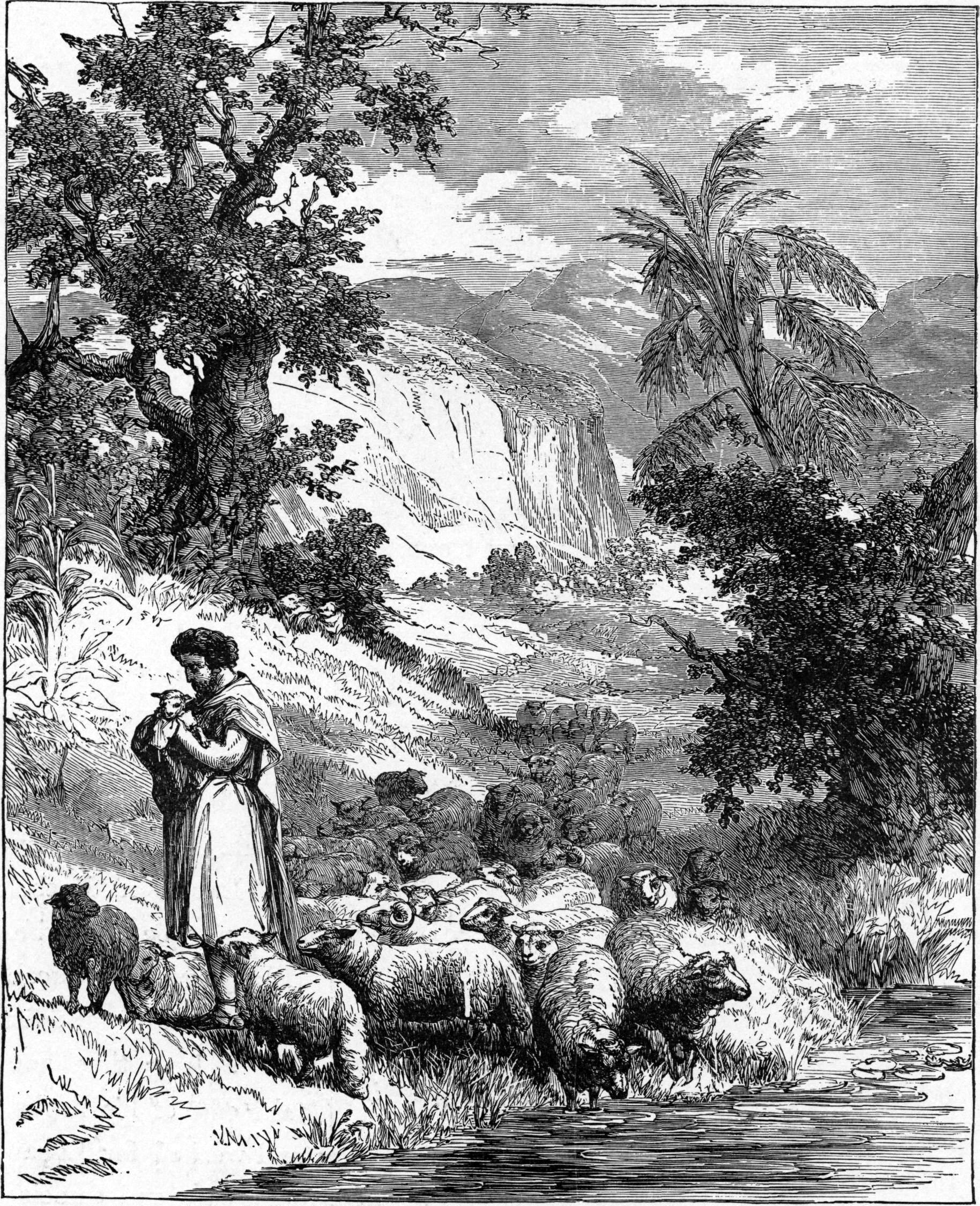
A Shepherd (ilustración de Bible Pictures and What They Teach Us de 1897, de Charles Foster)

Un midrash explicaba que Moisés contó a los israelitas como un pastor al que un propietario confió un rebaño por número. Cuando el pastor llegaba al final de su tiempo, al devolverlos, el pastor tenía que contarlos de nuevo. Cuando Israel salió de Egipto, Dios confió a los israelitas a Moisés por número, como relata Números 1:1: «Y el Señor habló a Moisés en el desierto de Sinaí... «Haz la cuenta de toda la congregación de los hijos de Israel»». . . 'Haz la cuenta de toda la congregación de los hijos de Israel'». Y Éxodo 12:37 registra que «los hijos de Israel partieron de Ramesés a Sucot, unos 600 000 hombres a pie», lo que demuestra que Moisés asumió la responsabilidad de los israelitas en Egipto por número. Por lo tanto, cuando Moisés estaba a punto de partir del mundo en la llanura de Moab, los devolvió a Dios por número después de hacerlos contar en el censo que se relata en Números 26:1-51.
La Mekhilta del rabino Ishmael interpretó el relato de las tortas de masa sin levadura en Éxodo 12:39 para enseñar que los israelitas habían amasado la masa pero no tuvieron tiempo suficiente para dejarla leudar antes de ser redimidos. 
Una baraita enseñaba que el rey Ptolomeo reunió a 72 ancianos y los colocó en 72 habitaciones separadas, sin decirles por qué los había reunido, y pidió a cada uno de ellos que tradujera la Torá. Dios entonces incitó a cada uno de los ancianos a concebir la misma idea y a no seguir el Texto Masorético en su traducción en varios casos, incluyendo Éxodo 12:40, «Y la morada de los hijos de Israel en Egipto y en otras tierras fue de 400 años». La traducción de los 72 ancianos insertó las palabras «y en otras tierras», porque, según el relato bíblico, los israelitas estuvieron en Egipto como máximo 210 años.
Una baraita enseñaba que cuando Moisés rompió las tablas de piedra en Éxodo 32:19, fue una de las tres acciones que Moisés tomó basándose en su propio entendimiento con el que Dios entonces estuvo de acuerdo. La Guemará explicó que Moisés razonó que si el cordero de la Pascua, que era solo uno de los 613 mandamientos, estaba prohibido por Éxodo 12:43 a los extranjeros, entonces ciertamente toda la Torá debería estar prohibida a los israelitas, que habían actuado como apóstatas con el Becerro de Oro. La Guemará dedujo la aprobación de Dios por la mención que hace Dios de Moisés rompiendo las tablas en Éxodo 34:1. Resh Lakish interpretó que esto significaba que Dios le dio fuerza a Moisés porque rompió las tablas. 
Al leer la prohibición de que los no judíos coman el sacrificio de la Pascua en Éxodo 12:43 y 48, la Guemará contó la historia de un cierto no judío sirio que solía comer de los sacrificios de la Pascua en Jerusalén, jactándose de que Éxodo 12:43 dice: «Ningún extranjero comerá de él», y Éxodo 12:48 dice: «Ningún incircunciso comerá de él», y, sin embargo, comió de lo mejor. El rabino Judá ben Bathyra le preguntó si alguna vez había comido de la cola gorda, y el sirio respondió que no. Entonces el rabino Judá ben Bathyra le dijo al sirio que la próxima vez que fuera a Jerusalén para la Pascua, debería pedirles que le dieran la cola gorda. Así que cuando el sirio subió, les pidió la cola gorda. Le respondieron que la cola gorda pertenece a Dios (y se quema en el altar) y le preguntaron quién le dijo que la pidiera. El sirio les dijo que el rabino Judá ben Bathyra lo había hecho. Sus sospechas despertaron, investigaron quién era el sirio, descubrieron que no era judío y lo mataron. Luego enviaron un mensaje al rabino Judá ben Bathyra diciendo que estaba en Nisibis (en el norte de Mesopotamia), pero que su red estaba extendida en Jerusalén.
Un midrash preguntó cómo conciliar el mandamiento de Éxodo 12:43, «Y el Señor dijo a Moisés y a Aarón: «Esta es la ordenanza de la Pascua: Ningún extranjero comerá de ella», con la advertencia de Isaías 56:3, «Ni el extranjero que se haya unido al Señor hable, diciendo: “El Señor seguramente me separará de su pueblo”». (Isaías nos ordena tratar al converso como a un israelita nativo). El midrash citó Job 31:32, en el que Job dijo: «El extranjero no se alojó en la calle» (es decir, a nadie se le negó la hospitalidad), para mostrar que Dios no descalifica a nadie, sino que recibe a todos; las puertas de la ciudad estaban abiertas todo el tiempo y cualquiera podía entrar en ellas. El midrash equiparó Job 31:32, «El extranjero no se alojó en la calle», con las palabras de Éxodo 20:10, Deuteronomio 5:14 y Deuteronomio 31:12, «Y tu extranjero que está dentro de tus puertas», que implican que los extranjeros se integraban en la comunidad. Así, estos versículos reflejan el ejemplo divino de aceptar a todos. El rabino Berekiah explicó que en Job 31:32, Job dijo: «El extranjero no se alojó en la calle», porque los extranjeros algún día serán sacerdotes en el Templo, como dice Isaías 14:1: «Y el extranjero se unirá a ellos, y se unirán (וְנִסְפְּחוּ, venispechu) a la casa de Jacob», y la palabra «unirse» (וְנִסְפְּחוּ, «venispechu») siempre se refiere al sacerdocio, como dice 1 Samuel 2:36: «Por favor, ponme (סְפָחֵנִי, «sefacheini») en uno de los oficios sacerdotales». El midrash enseñaba que los extranjeros algún día participarán del pan de la proposición, porque sus hijas se casarán con sacerdotes. El midrash reportó otra interpretación de Isaías 56:3: «Ni el extranjero, que se ha unido al Señor, hable diciendo: 'El Señor seguramente me separará de su pueblo'»: En esta interpretación, Dios se dirigía a los conversos al judaísmo, asegurándoles que no están excluidos de las celebraciones de la Pascua, señalando que los conversos podrían tener dudas, porque Dios descalificaba a los extranjeros de la celebración de la Pascua al ordenar en Éxodo 12:43: «Ningún extranjero comerá de ella». El midrash enseñaba que Dios amonestaba a los conversos a que observaran la bondad con la que Dios trató a los gabaonitas, a pesar de que engañaron a los israelitas para que juraran preservarlos en Josué 9:3-15. El midrash enseñaba que si Dios les permitió satisfacción por sus errores en 2 Samuel 21:8-9, cuánto más Dios recibiría favorablemente y promovería a los prosélitos que vienen a servir a Dios por puro amor. Por eso Isaías 56:3 dice: «Ni el extranjero, que se ha unido al Señor, hable diciendo: «El Señor seguramente me separará de su pueblo»». Y los conversos pueden celebrar la ofrenda pascual.
Observando que Éxodo 12:43, «Esta es la ordenanza (חֻקַּת, chukat) de la Pascua», utiliza el mismo término que Números 19:2, «Este es el estatuto (חֻקַּת, chukat) de la Ley», un midrash encontró que el estatuto de la Pascua y el estatuto de la Vaca Roja son similares. El midrash enseñó que el Salmo 119:80, «Que mi corazón sea indiviso en tus estatutos», se refiere a esta similitud, y preguntó qué estatuto es mayor que el otro. El midrash comparó esto con el caso de dos damas que caminaban juntas, aparentemente en pie de igualdad; ¿quién es la mayor? Aquella a la que su amiga acompaña a su casa y, por tanto, es realmente seguida por la amiga. El midrash concluyó que la ley de la Vaca Roja es la más importante, ya que quienes comen la Pascua necesitan las cenizas purificadoras de la Vaca Roja, como dice Números 19:17: «Y para los impuros tomarán de las cenizas de la quema de la purificación del pecado».
La Mekhilta del rabino Ishmael se preguntaba por qué Éxodo 12:49 ordenaba que hubiera una sola ley tanto para el nativo como para el extranjero que reside entre nosotros, cuando Éxodo 12:48 acababa de ordenar que el extranjero fuera tratado como alguien nacido en la tierra. La Mekhilta del rabino Ishmael concluyó que Éxodo 12:49 viene a declarar que el convertido es igual al judío nacido con respecto a todos los mandamientos de la Torá.
El Pirke de-Rabbi Eliezer leyó Éxodo 12:51 para decir: «Y sucedió que, a la parte esencial del día, el Señor sacó a los hijos de Israel de la tierra de Egipto por sus huestes». El Pirke de-Rabbi Eliezer enseñó que Dios pensó que si Dios sacaba a los israelitas de noche, los egipcios dirían que Dios actuaba como un ladrón. Por lo tanto, Dios decidió sacar a los israelitas cuando el sol estuviera en su cenit al mediodía.

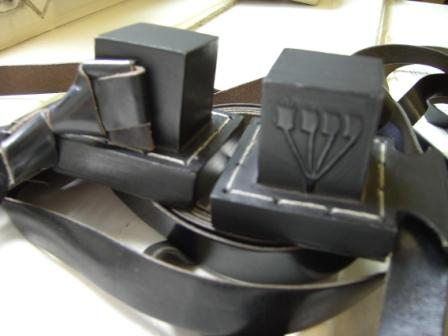
Tefillin

### Éxodo, capítulo 13
La Mishná enseñaba que la ausencia de una de las cuatro porciones de las Escrituras en los Tefilín —Éxodo 13:1–10 y 11–16 y Deuteronomio 6:4–8 y 11:13–21— invalida las demás, y de hecho, incluso una letra imperfecta puede invalidar todo el conjunto. 
El tratado Bekhorot en la Mishná, la Tosefta y el Talmud interpretaron las leyes del primogénito en Éxodo 13:1-2, 12-13; 22:28-29; y 34:19-20; y Números 3:13 y 8:17. En otra parte, la Mishná extrajo de Éxodo 13:13 que el dinero a cambio de un asno primogénito podía entregarse a cualquier Kohen; que si una persona teje el pelo de un burro primogénito en un saco, el saco debe ser quemado; que no redimieron con el primogénito de un burro un animal que entraba en las categorías de salvaje y doméstico (un «koy»); y que estaba prohibido obtener beneficio alguno de un burro primogénito no redimido. Y en otra parte, la Mishná enseñaba que antes de que los israelitas construyeran el Tabernáculo, los primogénitos realizaban los servicios de sacrificio, pero después de que los israelitas construyeran el Tabernáculo, los sacerdotes (כֹּהֲנִים, «Kohanim») realizaban los servicios.

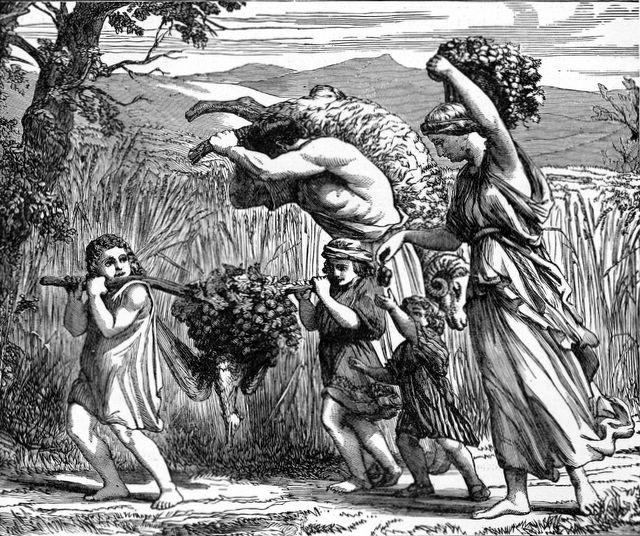
A Land Flowing with Milk and Honey (ilustración de Henry Davenport Northrop's 1894 Treasures of the Bible)

La Guemará recogió varios informes de rabinos sobre cómo la Tierra de Israel sí que fluía con «leche y miel», como se describe en Éxodo 3:8 y 17, 13:5 y 33:3, Levítico 20:24, Números 13:27 y 14:8, y Deuteronomio 6:3, 11:9, 26:9 y 15, 27:3 y 31:20. Una vez, cuando Rami bar Ezekiel visitó Bnei Brak, vio cabras pastando bajo higueras mientras la miel fluía de los higos, y la leche goteaba de las cabras mezclándose con la miel de higo, lo que le hizo comentar que era efectivamente una tierra que fluía leche y miel. El rabino Jacob ben Dostai dijo que hay unos cinco kilómetros de Lod a Ono, y una vez se levantó temprano por la mañana y caminó todo ese camino hasta los tobillos en miel de higo. Resh Lakish dijo que vio que el flujo de la leche y la miel de Seforis se extendía sobre un área de veinticuatro kilómetros por veinticuatro kilómetros. Rabbah bar Bar Hana dijo que vio el flujo de la leche y la miel en toda la Tierra de Israel y que el área total era igual a un área de veintidós parasangs por seis parasangs.
Rabban Gamaliel enseñó que en cada generación, todos están obligados a considerarlo como si hubieran salido personalmente de Egipto, como dice Éxodo 13:8: «Y le dirás a tu hijo en ese día diciendo: es por lo que el Señor hizo por mí cuando salí de Egipto».
Al leer Éxodo 13:13, «Y todo primogénito de asna redimirás con un cordero», y Éxodo 34:20, «y el primogénito de asna redimirás con un cordero», la Mishná señaló que la Torá establece esta ley dos veces, y dedujo que, por lo tanto, no se está obligado por esta ley a menos que tanto el animal que pare como el animal nacido sean asnos. La Mishná concluyó así que una vaca que da a luz a un ternero como un asno y un asno que da a luz a un potro como un caballo están exentos de que su descendencia sea considerada primogénita.

## En la interpretación judía medieval

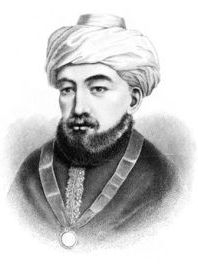
Maimónides

La parashá se discute en estas fuentes judías medievales:

### Éxodo, capítulo 10
Al leer el mandato de Dios a Moisés en Éxodo 10:1, «Entra a ver al faraón, porque yo he endurecido su corazón y el corazón de sus siervos», y declaraciones similares en Éxodo 4:21; 7:3, 9:12, 10:20, 27; 11:10; y 14:4, 8 y 17, Maimónides concluyó que es posible que una persona cometa un pecado tan grande, o tantos pecados, que Dios decrete que el castigo por estos actos voluntarios y conscientes sea la eliminación del privilegio del arrepentimiento (teshuvah). Así, se impediría al delincuente hacer arrepentimiento y no tendría el poder de volver de la ofensa, y el delincuente moriría y se perdería a causa de la ofensa. Maimónides interpretó que esto era lo que Dios dijo en Isaías 6:10: «Engorda el corazón de este pueblo, y endurece sus oídos, y debilita sus ojos, para que no vean con sus ojos, ni oigan con sus oídos, ni su corazón entienda, se arrepienta y sea sanado». De manera similar, 2 Crónicas 36:16 informa: «Se burlaron de los mensajeros de Dios, desdeñaron sus palabras e insultaron a sus profetas hasta que la ira de Dios se levantó sobre el pueblo, sin posibilidad de curación». Maimónides interpretó estos versículos para enseñar que pecaron voluntariamente y en una medida tan atroz que merecían que se les negara el arrepentimiento. Debido a que el faraón pecó por su cuenta al principio, perjudicando a los judíos que vivían en su tierra, como relata Éxodo 1:10 al intrigar: «Tratemos con astucia», Dios dictaminó que se le negaría el arrepentimiento al faraón hasta que recibiera su castigo. Por lo tanto, Dios dijo en Éxodo 14:4: «Yo endureceré el corazón de Faraón». Maimónides explicó que Dios envió a Moisés para decirle a Faraón que enviara a los judíos y se arrepintiera, cuando Dios ya le había dicho a Moisés que Faraón se negaría, porque Dios buscaba informar a la humanidad de que cuando Dios niega el arrepentimiento a un pecador, el pecador no podrá arrepentirse. Maimónides dejó claro que Dios no decretó que el faraón hiciera daño al pueblo judío; más bien, el faraón pecó voluntariamente por su cuenta, y por lo tanto merecía que se le negara el privilegio del arrepentimiento.
Según Ezequías ben Manoa (Hizkuni), los cortesanos del faraón en Éxodo 10:7 «cuestionaron el juicio del faraón preguntándole si quería esperar hasta que todo Egipto estuviera arruinado. Dieron a entender que si Egipto se arruinaba, al final el faraón no tendría más remedio que ceder a las demandas de los israelitas. ¿Por qué no ceder mientras Egipto seguía siendo una nación en funcionamiento?»
Al leer Éxodo 10:9, «Moisés dijo: «Iremos con nuestros jóvenes y con nuestros viejos»», el Lekach Tov enseñó que Moisés le dijo al faraón que así como «todos» habían estado al servicio del faraón, «todos» estarían al servicio de Dios.

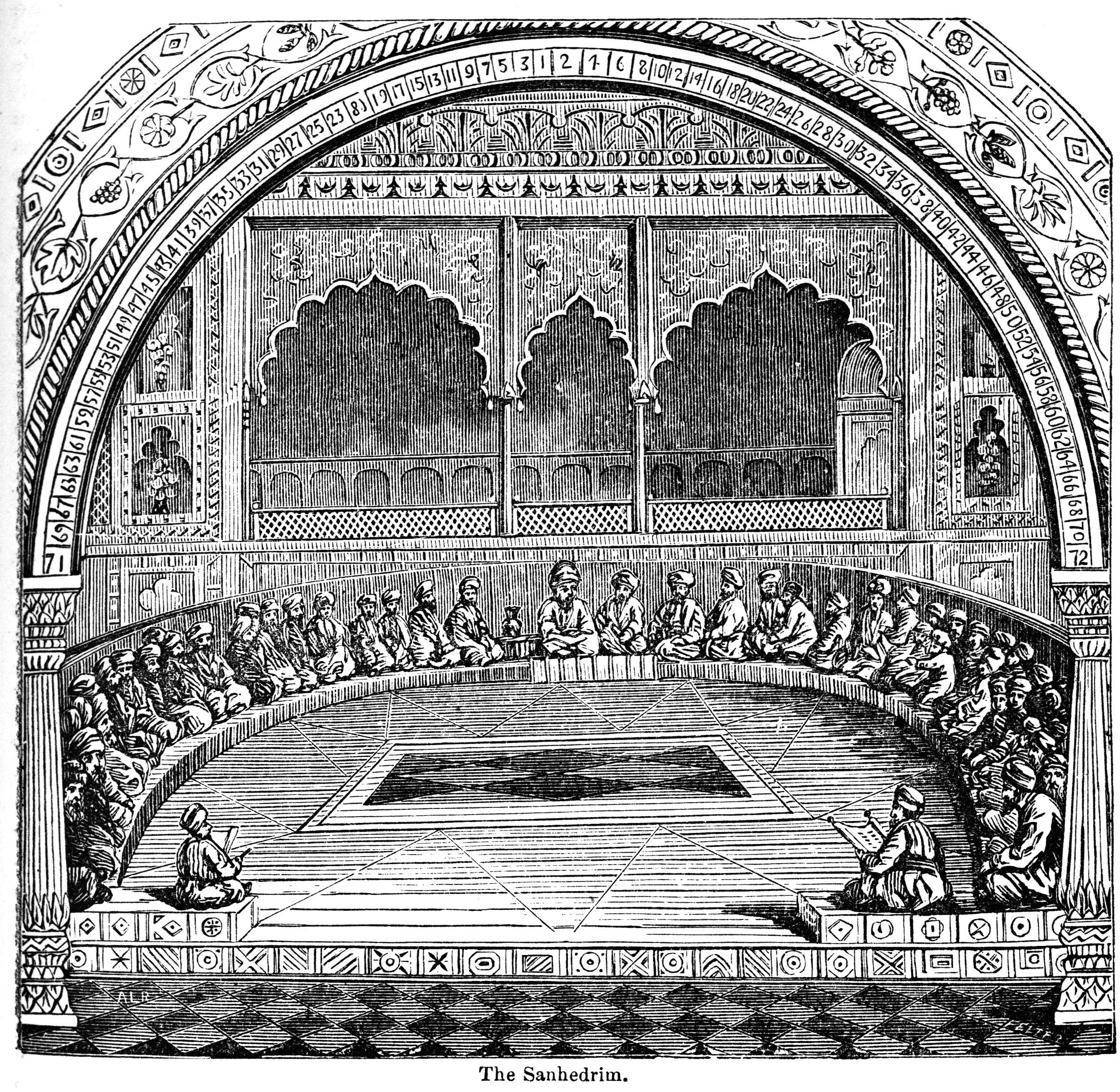
El Sanedrín (ilustración de la Enciclopedia Popular del Conocimiento Universal de 1883)

### Éxodo, capítulo 12
Maimónides enseñó que la prerrogativa de santificar la Luna Nueva en su avistamiento y de establecer un año bisiesto para reconciliar el calendario se aplicaba al Sanedrín en la Tierra de Israel. Maimónides enseñó que esto se derivaba del mandato dado a Moisés y Aarón en Éxodo 12:2: «Este mes será para vosotros el primero de los meses», que, según informó Maimónides, la Tradición Oral interpretaba en el sentido de que este testimonio fue confiado a Moisés y Aarón y a los sabios que se levantaron después de ellos y que ocuparon su puesto. Cuando el Sanedrín terminó en la Tierra de Israel, los judíos establecieron el calendario mensual e instituyeron los años bisiestos únicamente de acuerdo con el calendario fijo que se sigue ahora. Así que la visión de la luna ya no tiene ninguna consecuencia.
Según Maimónides, la Pascua se celebra durante siete días, porque una semana es la unidad de tiempo intermedia entre un día y un mes. La Pascua enseña a la gente a recordar los milagros que Dios realizó en Egipto, animando a la gente a dar gracias a Dios repetidamente y a llevar una vida modesta y humilde. Por lo tanto, los judíos comen pan sin levadura y hierbas amargas en la Pascua en memoria de lo que les sucedió a los israelitas. Y comen pan sin levadura durante una semana porque si solo lo comieran un día, los judíos podrían no notarlo.

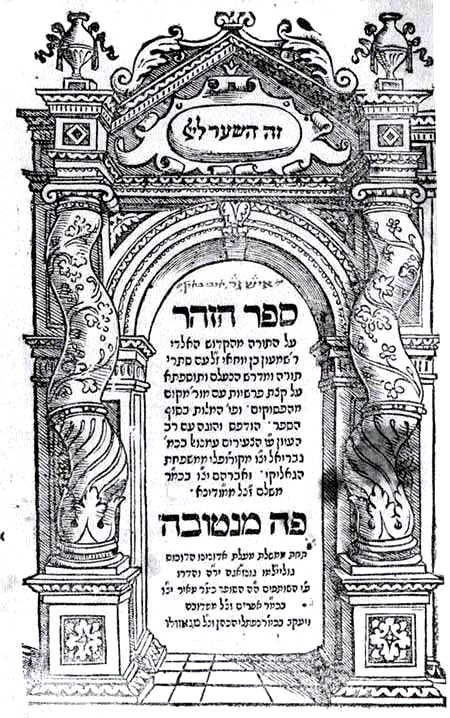
La primera página del Zóhar

El Zóhar enseñaba que en la noche del Éxodo hubo tres matanzas en Egipto. Primero, los primogénitos mataron a quien pudieron. Luego, Dios ejecutó el juicio a medianoche. Y por último, el faraón, al ver el caos causado en su propia casa, se levantó, como dice Éxodo 12:30, «Se levantó a medianoche», y con amargura y furia mató a los príncipes y nobles que le habían aconsejado perseguir a Israel, igual que un perro, si le golpean con una piedra, va y muerde a otro perro.
Al leer Éxodo 12:34, «Y el pueblo tomó su masa antes de que estuviera leudada», el Zóhar enseñó que «levadura» y «sin levadura» simbolizan la inclinación al mal (יֵצֶר רַע, yeitzer ra) y la inclinación al bien en las personas. El Zóhar enseñaba que aquel que relata con fervor y alegría la historia del Éxodo en la Pascua, contando la historia con el corazón en alto, será digno de regocijarse en la Presencia Divina (Shejiná) en el Mundo Venidero. El Zóhar enseñaba que la alegría de Israel hace que Dios se alegre, de modo que Dios convoca a toda la familia celestial para escuchar las alabanzas que los hijos de Dios le traen a Dios. Entonces todos los ángeles y seres celestiales se reúnen y observan a Israel cantando y regocijándose por la redención de Dios, y los seres celestiales también estallan en júbilo porque Dios posee en la tierra un pueblo tan santo, cuya alegría en la redención de Dios es tan grande y tan poderosa. Y el Zóhar enseñó que el regocijo en la Tierra de abajo aumenta el poder de Dios y de las huestes de Dios en las regiones de arriba, al igual que un rey terrenal gana fuerza con las alabanzas de sus súbditos y el renombre de su gloria se difunde por el mundo.

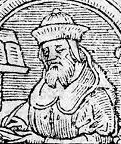
Rashi

Leyendo los números 1:1–2 «El Señor habló... en el desierto del Sinaí... el primer día del mes... 'Haz un censo'», Rashi enseñó que Dios contaba a los israelitas a menudo porque eran queridos por Dios. Cuando salieron de Egipto, Dios los contó en Éxodo 12:37; cuando muchos cayeron por el pecado del Becerro de Oro, Dios los contó en Éxodo 32:28 para saber el número de los que sobrevivieron; cuando Dios vino a hacer que la Presencia Divina descansara entre ellos, Dios los contó. El primero de Nisán se erigió el Tabernáculo, y el primero de Iyar, Dios los contó.
El Zóhar enseñaba que la «multitud mixta» (עֵרֶב רַב, erev rav) mencionada en Éxodo 12:38 estaba formada en su totalidad por hechiceros y magos egipcios, que trataban de oponerse a las obras de Dios, como se relata en Éxodo 7:11: «Y los magos de Egipto, también hicieron lo mismo con sus encantamientos». Cuando contemplaron las señales y los prodigios que Moisés realizó, acudieron a él para convertirse. Dios aconsejó a Moisés que no los aceptara, pero Moisés argumentó que ahora que habían visto el poder de Dios, deseaban aceptar la fe de los israelitas, y si veían el poder de Dios todos los días, aprenderían que no hay Dios como Dios. Así que Moisés los aceptó. Éxodo 12:38 los llamó una «multitud heterogénea» porque estaban formados por magos egipcios de todos los grados, encabezados por Jannes y Jambres. Durante el día, estos magos practicaban sus encantamientos, y después de la puesta del sol, hacían observaciones de los cielos hasta la mitad de la novena hora, que se llamaba la «gran tarde» (עֵרֶב רַב, «erev rav», que significa tanto «gran multitud» como «gran tarde»). Los magos menores hicieron observaciones hasta medianoche. Los egipcios, que tenían gran fe en los magos principales, los llamaron así la «gran tarde» (עֵרֶב רַב, «erev rav»).

### Éxodo, capítulo 13
Al observar la aplicación universal de las leyes de los «tefilín» en Éxodo 13:9, 16, Maimónides enseñó que Dios diseñó el uso de los «tefilín» como una forma de adoración más duradera que la práctica de los sacrificios, que Maimónides enseñó que eran un paso de transición para apartar a los israelitas de la adoración de los tiempos y llevarlos hacia la oración como el principal medio de adoración. Maimónides señaló que en la naturaleza, Dios creó animales que se desarrollan gradualmente. Por ejemplo, cuando nace un mamífero, es extremadamente tierno y no puede comer alimentos secos, por lo que Dios le proporcionó pechos que producen leche para alimentar al animal joven, hasta que pueda comer alimentos secos. De manera similar, enseñó Maimónides, Dios instituyó muchas leyes como medidas temporales, ya que habría sido imposible para los israelitas interrumpir repentinamente todo aquello a lo que se habían acostumbrado. Así que Dios envió a Moisés para hacer de los israelitas (en palabras de Éxodo 19:6) «un reino de sacerdotes y una nación santa». Pero la costumbre general de adoración en aquellos días era sacrificar animales en templos que contenían ídolos. Así que Dios no ordenó a los israelitas que abandonaran esas formas de culto, sino que les permitió continuar. Dios cambió el culto a los ídolos por el culto al Santuario (Éxodo 25:8), para erigir el altar al nombre de Dios (Éxodo 20:21), para ofrecer sacrificios a Dios (Levítico 1:2), para inclinarse ante Dios y para quemar incienso ante Dios. Dios prohibió hacer cualquiera de estas cosas a cualquier otro ser y seleccionó sacerdotes para el servicio en el templo en Éxodo 28:41. Mediante este plan divino, Dios borró los rastros de idolatría y estableció el gran principio de la Existencia y Unidad de Dios. Pero el servicio de sacrificio, enseñó Maimónides, no era el objetivo principal de los mandamientos de Dios sobre el sacrificio; más bien, las súplicas, las oraciones y otros tipos similares de culto están más cerca del objetivo principal. Por lo tanto, Dios limitó el sacrificio a un solo templo (véase Deuteronomio 12:26) y el sacerdocio a los miembros de una familia en particular. Estas restricciones, enseñó Maimónides, sirvieron para limitar el culto sacrificial y mantenerlo dentro de tales límites que Dios no consideró necesario abolir por completo el servicio sacrificial. Pero en el plan divino, la oración y la súplica pueden ser ofrecidas en todas partes y por todas las personas, al igual que el uso de Flecos (Números 15:38) y Tefilín (Éxodo 13:9, 16) y otros tipos de servicio similares.
Maimónides explicó las leyes que rigen la redención de un hijo primogénito («pidyon haben») en Éxodo 13:13-16.  Maimónides enseñó que es un mandamiento positivo para todo hombre judío redimir a su hijo que sea el primogénito de una madre judía, como dice Éxodo 34:19: «Todos los primogénitos me pertenecen», y Números 18:15: «Y ciertamente redimirás al primogénito de los hombres». Maimónides enseñó que una madre no está obligada a redimir a su hijo. Si un padre no redime a su hijo, cuando este alcanza la mayoría de edad, está obligado a redimirse a sí mismo. Si es necesario que un hombre se redima a sí mismo y a su hijo, debe redimirse primero a sí mismo y luego a su hijo. Si solo tiene dinero suficiente para una redención, debe redimirse a sí mismo. El padre puede pagar la redención en plata o en bienes muebles que tengan valor financiero como el de las monedas de plata. Si el Cohen desea devolver la redención al padre, puede hacerlo. Sin embargo, el padre no debe dársela al Cohen con la intención de que él la devuelva. El padre debe dársela al Cohen con la resolución de que le está dando un regalo sin ninguna reserva. Los cohenes y los levitas están exentos de la redención de su primogénito, ya que sirvieron como redención del primogénito de los israelitas en el desierto. Un niño nacido de una mujer de una familia sacerdotal o levita está exento, ya que el asunto depende de la madre, como indican Éxodo 13:2 y Números 3:12. Un bebé nacido por cesárea y cualquier nacimiento posterior están exentos: el primero porque no salió del útero, y el segundo, porque fue precedido por otro nacimiento. La obligación de redención entra en vigor cuando el bebé cumple 30 días de vida, como dice Números 18:16: «Y los que han de ser redimidos serán redimidos a partir de la edad de un mes».

## Mandamientos
Según Sefer ha-Chinuch, hay 9 mandamientos positivos y 11 negativos en la parashá:
- Los tribunales deben calcular para determinar cuándo comienza un nuevo mes.[233]

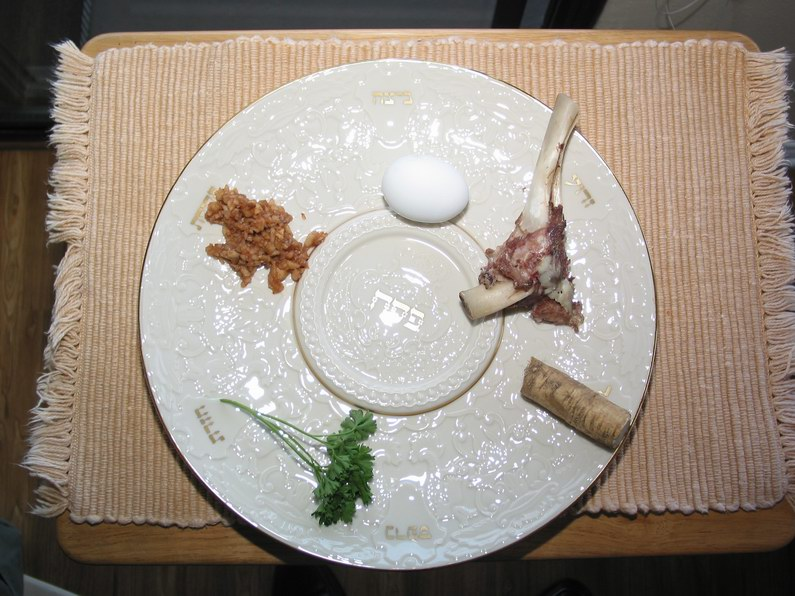
Plato de Seder de Pascua judía

- Sacrificar la cordero de la Pascua a la hora especificada[234]
- Comer el cordero de Pascua con pan sin levadura (מַצָּה, matzá) y hierbas amargas (maror) la noche del catorce de Nisán[235]
- No comer la carne de la Pascua cruda o hervida[236]
- No dejar carne del cordero de la Pascua hasta la mañana siguiente[237]
- Destruir todo el pan con levadura el 14 de Nisán[238]
- Comer pan sin levadura (מַצָּה, matzá) la primera noche de la Pascua[239]
- No encontrar jametz en su dominio siete días[240]
- No comer mezclas que contengan jametz durante los siete días de la Pascua[241]
- Un apóstata no debe comer del cordero de la Pascua. [242]
- Un trabajador contratado permanente o temporal no debe comer de él. [243]
- No tomar la carne pascual de los confines del grupo[244]
- No romper ningún hueso del cordero pascual[244]
- Un varón no circuncidado no debe comer de él. [245]
- Apartar los animales primogénitos [246]
- No comer jametz durante los siete días de la Pascua[247]
- No ver jametz en su dominio durante siete días[248]
- Relatar el Éxodo desde Egipto en la primera noche de Pascua[249]
- Para redimir al primer burro nacido dándole un cordero a un Kohen[250]
- Para romper el cuello del burro si el propietario no tiene intención de redimirlo[250]

## En la liturgia

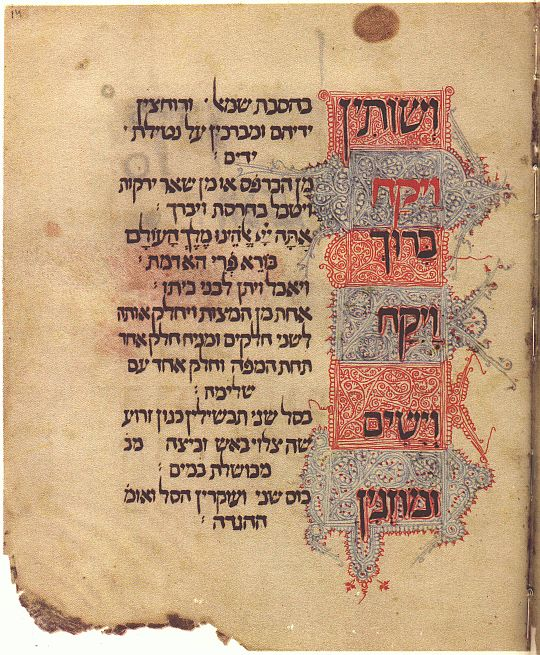
Una página de la Haggadah de Kaufmann del siglo XIV

Al leer la Hagadá de Pesaj, en la sección del maguid del Seder, muchos judíos retiran gotas de vino de sus copas por cada una de las diez plagas de Éxodo 7:14-12:29 para mostrar que su alegría disminuye debido al sufrimiento de los egipcios.

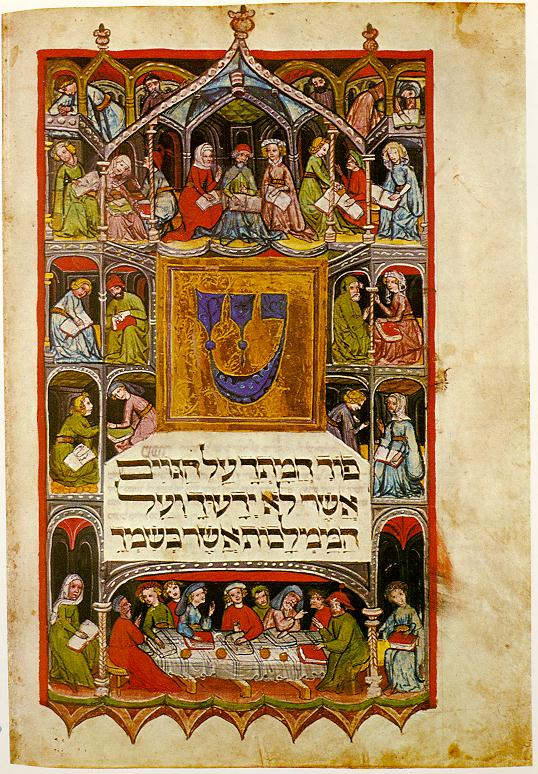
Una página de una Haggadah alemana del siglo XIV

También en la sección «magid», la Hagadá cita Éxodo 12:12 para aclarar el informe en Deuteronomio 26:8 de que «el Señor nos sacó de Egipto con mano poderosa». La Hagadá cita Éxodo 12:12 para la proposición de que Dios sacó a los israelitas de Egipto no a través de un ángel, no a través de un serafín, no a través de un agente, sino por sí mismo.
También en la sección magid, la Hagadá cita Éxodo 12:26 para plantear la pregunta del hijo malvado y cita Éxodo 13:8 para responderle. Y poco después, la Hagadá cita Éxodo 13:14 para responder al niño sencillo y cita de nuevo Éxodo 13:8 para responder al niño que no sabe preguntar.
También en la sección «magid», la Haggadah cita Éxodo 12:27 para responder a la pregunta: ¿Con qué propósito comieron los israelitas la ofrenda de la Pascua en la época del Templo de Jerusalén? La Hagadá cita Éxodo 12:27 para la proposición de que los israelitas lo hicieron porque Dios pasó por alto las casas de los israelitas en Egipto.
En la sección final de nirtzah, la Hagadá cita las palabras «es el sacrificio de la Pascua» de Éxodo 12:27 ocho veces como el estribillo de un poema de Eleazar Ben Killir. También en la sección «nirtzah», la Hagadá cita las palabras «era medianoche» de Éxodo 12:29 ocho veces como estribillo de un poema de Yannai.
La tradición rabínica interpretó el Salmo 113 como el salmo que los israelitas recitaban en Egipto la noche en que Dios mató a todos los primogénitos en la tierra de Egipto en Éxodo 12:29, y por lo tanto los judíos recitan el Salmo 113 como el primer salmo del Aleluya en las festividades y durante el Seder de Pascua.
También en la sección «nirtzah», en referencia al despojo de los egipcios por parte de los israelitas en Éxodo 12:36, la Hagadá relata cómo los egipcios no pudieron encontrar sus riquezas cuando se levantaron por la noche.
En la sección «magid», la Hagadá cita Éxodo 12:39-40 para responder a la pregunta: ¿Con qué propósito comen los judíos pan sin levadura (מַצָּה, matzá)? La Hagadá cita Éxodo 12:39-40 para la proposición de que los judíos lo hacen porque no hubo tiempo suficiente para que la masa de los israelitas se fermentara antes de que Dios los redimiera.
En la sección «magid», la Hagadá responde a una pregunta que «uno podría pensar» que plantea Éxodo 13:5-6 —que la obligación de contar la historia del Éxodo comienza el primer día del mes— y aclara que la obligación comienza cuando los judíos tienen su maztah y maror frente a ellos. 
También en la sección «magid», la Hagadá cita Éxodo 13:8 —haciendo hincapié en la palabra «para mí» («li»)— para la proposición de que en cada generación, los judíos tienen el deber de considerarse a sí mismos como si hubieran salido personalmente de Egipto.
Muchos judíos recitan Éxodo 13:1-10 y 13:11-16, dos de los cuatro textos contenidos en los tefilín, ya sea inmediatamente después de ponerse los tefilín o antes de quitárselos, ya que los judíos interpretan Éxodo 13:9 como una referencia a los tefilín cuando dice: «y será para ti una señal en tu mano y un recordatorio entre tus ojos», y Éxodo 13:16 para hacer referencia a los tefilín cuando dice: «y será como una señal sobre tu mano y como una medalla entre tus ojos».
Gran parte del lenguaje de la oración «leshem yihud» antes de ponerse tefilín se extrae del comentario de Rambán sobre Éxodo 13:11. 

## Haftarah
La Haftará para la parashá es el Libro de Jeremías 46:13-28.

### Conexión con la Parashá
Tanto la parashá como la haftará describen el juicio de Dios contra Egipto. La parashá relata que Dios le dijo a Moisés que fuera (bo) a ver al faraón; la haftará relata la palabra de Dios de que Nabucodonosor vendría (la-vo) a ver al faraón.  Tanto la parashá como la haftará informan de una plaga de langostas, literal en la parashá y figurada en la haftará.  Tanto la parashá como la haftará relatan el castigo de Dios a los dioses de Egipto.  Y tanto la parashá como la haftará relatan la liberación definitiva de los israelitas de su cautiverio por parte de Dios.

### Bíblico
- Genesis 7:12–23 (God's destruction employing the flood); 15:14 (leaving Egypt with wealth); 19:23–29 (God's destruction of Sodom and Gomorrah).
- Exodus 1:22 (command to kill sons); 4:21 (hardening Pharaoh's heart); 7:3 (hardening Pharaoh's heart); 9:12 (hardening Pharaoh's heart); 14:4 (hardening Pharaoh's heart); 14:8 (hardening Pharaoh's heart); 22:28–29 (firstborn); 23:15 (Passover); 34:25 (Passover).
- Leviticus 14:4–6, 49–52 (hyssop); 23:4–8 (Passover).
- Numbers 3:11–13 (firstborn); 9:1–14 (Passover); 18:15–18 (firstborn); 19:6, 18 (hyssop); 28:16–25 (Passover).
- Deuteronomy 2:30 (hardening of heart); 15:7 (hardening of heart); 15:13–14 (parting gifts for freed slaves); 15:19–23 (firstborn); 16:1–8 (Passover).
- Joshua 2:18–21 (destruction of all but those with a red mark on their dwelling); 11:20 (hardening of heart).
- Jeremiah 31:8 (firstborn).
- Ezekiel 9:4–6 (slaying those without the mark).
- Joel 2:2 (darkness).
- Psalm 51:9 ("Purge me with hyssop"); 78:44–51 (plagues); 105:23–38 (plagues); 119:62 (midnight).
- Job 34:20 (midnight).

### Antiguo no rabínico
- The Passover Letter. Elephantine, 419–418 BCE. In, e.g., The Context of Scripture, Volume III: Archival Documents from the Biblical World, pages 116–17. Edited by William W. Hallo. New York: Brill, 2002.
- Ezekiel the Tragedian. Exagōgē. Greece, 2nd century BCE. Translated by R.G. Robertson. In The Old Testament Pseudepigrapha: Volume 2: Expansions of the "Old Testament" and Legends, Wisdom and Philosophical Literature, Prayers, Psalms, and Odes, Fragments of Lost Judeo-Hellenistic works. Edited by James H. Charlesworth, pages 814–17. New York: Anchor Bible, 1985.
- Jubilees chapter 49 Land of Israel, 2nd century BCE. In, e.g., The Book of Jubilees or the Little Genesis. Translated by Robert H. Charles. London: Black, 1902. In, e.g., The Book of Jubilees: Translation of Early Jewish and Palestinian Texts, pages 216–19. Lexington, Kentucky: Forgotten Books, 2007. (Passover).
- Wisdom of Solomon chapters 17–18. Alexandria, Egypt, 2nd–1st century BCE.
- 1 Corinthians 5:6–8. Circa 53–54. (Passover).
- Romans 9:14–18. 1st century. (hardening Pharaoh's heart).
- Hebrews 9:19 (hyssop); 11:28 (Passover). Late 1st century.
- Mark 14:12–26. Circa 70 CE. (Passover).
- Matthew 26:17–30. Circa 70–100 CE. (Passover).
- Josephus. The Wars of the Jews, 5:9:4. Circa 75 CE. In, e.g., The Works of Josephus: Complete and Unabridged, New Updated Edition. Translated by William Whiston, 716. Peabody, Massachusetts: Hendrickson Publishers, 1987.
- 1 Peter 1:19 Circa 81 CE. (Passover).
- Luke 2:41; 22:14–20. Circa 80–150 CE. (Passover).
- Josephus, Antiquities of the Jews 2:14:4–2:15:1. Circa 93–94. In, e.g., The Works of Josephus: Complete and Unabridged, New Updated Edition. Translated by William Whiston, pages 73–74. Peabody, Massachusetts: Hendrickson Publishers, 1987.
- Revelation 17:17. Late 1st century. (changing hearts to God's purpose).
- John 19:29 (hyssop); 19:36. Circa 90–110. ("Not one of his bones will be broken").
- Justin Martyr. Dialogue with Trypho, chapters 40, 46. Circa 155–167. In, e.g., Justin Martyr. Dialogue with Trypho. Translated by Thomas B. Falls, edited by Michael Slusser. Washington, D.C.: Catholic University of America Press, revised edition, 2002. (Passover).
- Melito of Sardis. On Pascha. Circa 180. In, e.g., On Pascha and Fragments. Edited by Stewart George Hall. Oxford: Clarendon Press, 1979. (Passover).

### Rabino clásico
- Mishnah: Challah 1:2, 4:9; Orlah 3:3; Bikkurim 2:9; Pesachim 1:1–10:9; Beitzah 1:1–5:7; Rosh Hashanah 1:1; Megillah 3:4; Avodah Zarah 5:9; Zevahim 3:6; Menachot 3:7; Bekhorot 1:1–6:12, 8:1; Keritot 1:1; Parah 11:9. 3rd century. In, e.g., The Mishnah: A New Translation. Translated by Jacob Neusner, pages 148, 157, 165, 171, 229–51, 291–99, 320–21, 672, 705, 739, 787–800, 803, 836. New Haven: Yale University Press, 1988.
- Tosefta: Terumot 10:7; Challah 2:9; Pisha (Pesachim) 1:1–10:13; Sukkah 2:1; Yom Tov (Beitzah) 1:4–5; Rosh Hashanah 1:1–3; Megillah 3:4; Sotah 4:5; Makkot 4:1; Zevachim 1:1; Menachot 8:28; Bekhorot 1:1–7:15. (Land of Israel, circa 250 CE). In, e.g., The Tosefta: Translated from the Hebrew, with a New Introduction. Translated by Jacob Neusner, volume 1, pages 198, 339, 471–522, 572, 585–86, 605, 645, 846; volume 2, pages 1208–09, 1308, 1445, 1469–94. Peabody, Massachusetts: Hendrickson Publishers, 2002.
- Jerusalem Talmud: Berakhot 9a, 21b, 37a, 61a; Challah 49a; Orlah 35a; Shabbat 17a, 18b, 30a, 61a–b; Eruvin 24b, 63b; Pesachim 1a–86a; Shekalim 1b; Yoma 2a; Beitzah 1a–49b; Rosh Hashanah 1b, 6a, 11a, 17b–18a; Taanit 26a; Megillah 14b, 17b, 21a–b, 29b; Chagigah 13b; Yevamot 42a–43a; Nazir 22a; Gittin 20b; Kiddushin 19b, 22a; Sanhedrin 11b, 13a, 31a–b, 51b, 69a; Horayot 10a. Tiberias, Land of Israel, circa 400 C.E. In, e.g., Talmud Yerushalmi. Edited by Chaim Malinowitz, Yisroel Simcha Schorr, and Mordechai Marcus, volumes 1–2, 11–14, 16–19, 20–21, 23–27, 30, 34, 38, 40, 44–45, 49. Brooklyn: Mesorah Publications, 2005–2020. And in, e.g., The Jerusalem Talmud: A Translation and Commentary. Edited by Jacob Neusner and translated by Jacob Neusner, Tzvee Zahavy, B. Barry Levy, and Edward Goldman. Peabody, Massachusetts: Hendrickson Publishers, 2009
- Mekhilta of Rabbi Ishmael, Tractate Pisha, chapters 1:1–18:2. Land of Israel, late 4th century. In, e.g., Mekhilta de-Rabbi Ishmael. Translated by Jacob Z. Lauterbach, volume 1, pages 1–114. Philadelphia: Jewish Publication Society, 1933, reissued 2004.
- Mekhilta of Rabbi Simeon, Tractate Pisha, chapters 3–19. Land of Israel, 5th century. In, e.g., Mekhilta de-Rabbi Shimon bar Yohai. Translated by W. David Nelson, pages 10–79. Philadelphia: Jewish Publication Society, 2006.

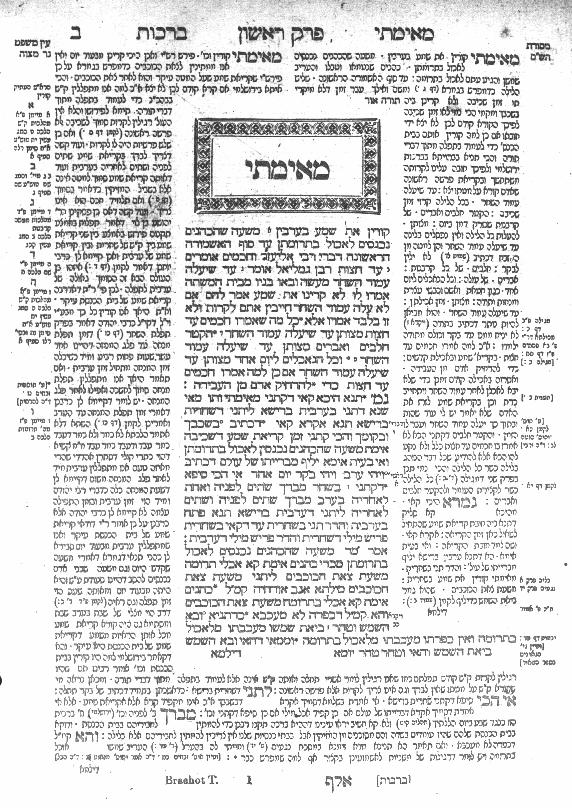
Talmud

- Babylonian Talmud: Berakhot 3b–4a, 9a–b, 10b, 37a, 38b, 55b–56b; Shabbat 24b–25a, 28b, 60b, 87a–b, 108a, 114b, 133a, 147b; Eruvin 23a, 27a, 96a; Pesachim 2a–121b; Yoma 36a, 49b, 51a, 79b; Sukkah 11b, 13a, 27a, 29a, 33a, 42b; Beitzah 2a–40b, Rosh Hashanah 2a, 4a–b, 7a, 8b, 11b, 20a, 22a, 25b; Taanit 7a; Megillah 5a, 6b, 7b, 21a, 29a, 30a, 31a; Chagigah 7b, 10b, 16b–17a; Yevamot 5b, 40a, 46a, 48a, 62a, 70a–71a, 72a, 74a; Ketubot 7a, 102a, 111b; Nedarim 25a, 36a; Nazir 7a, 23a; Gittin 10a, 25a, 38a; Kiddushin 6b, 29a, 34a, 35a, 37a–b, 41b–42a, 57b, 72b, 76a; Bava Kamma 13a, 37b, 41a, 50b, 54a–b, 60a, 63a, 64a, 76b, 78a, 110b; Bava Metzia 6b, 42a, 115b; Bava Batra 97b, 118b; Sanhedrin 4b, 12b, 18a, 36a, 42a, 48b, 63a, 91a, 100a; Makkot 4b, 8b, 11a, 13a–b, 15a, 16a, 17a–b, 21b–22a; Shevuot 3b; Avodah Zarah 24a, 27a, 74a; Zevachim 7a–b, 9a, 10b–12a, 23a, 25b, 36a, 37b, 57b, 91a, 102a, 106b, 116a; Menachot 28a, 29a–b, 34a–b, 36b–37a, 42b, 47b, 49b, 53a, 66a, 67a, 82b, 83b, 98a; Chullin 11a, 17b, 68a, 69b–70a, 74b, 78b, 82b, 91a, 115a, 120a, 129a, 133b–34a, 136b, 141b; Bekhorot 2a–61a; Arakhin 8b, 13b, 18a–b, 19b, 24b; Temurah 4b, 5b, 18b, 30b; Keritot 2a, 4a, 28a; Meilah 13a. Sasanian Empire, 6th century. In, e.g., Talmud Bavli. Edited by Yisroel Simcha Schorr, Chaim Malinowitz, and Mordechai Marcus, 72 volumes. Brooklyn: Mesorah Publications, 2006.
- Song of Songs Rabbah. 6th–7th century. In, e.g., Midrash Rabbah: Song of Songs. Translated by Maurice Simon, volume 9, pages 2, 45, 47, 80–81, 100, 117–18, 121–23, 138–39, 163, 165, 219, 238, 283. London: Soncino Press, 1939.

### Medieval
- Saadia Gaon. El libro de las creencias y opiniones. Bagdad, Babilonia, 933. Traducido por Samuel Rosenblatt, páginas 119, 199, 254, 272, 299, 424. New Haven: Yale University Press, 1948.
- Éxodo Rabbah 13:1–19:8. Siglo X. En, por ejemplo, Midrash Rabbah: Éxodo. Traducido por S. M. Lehrman. Londres: Soncino Press, 1939.
- Rashi. Comentario. Éxodo 10-13. Troyes, Francia, finales del siglo XI. En, por ejemplo, Rashi. La Torá: con el comentario de Rashi traducido, anotado y elucidado. Traducido y anotado por Yisrael Isser Zvi Herczeg, volumen 2, páginas 91-141. Brooklyn: Mesorah Publications, 1994.

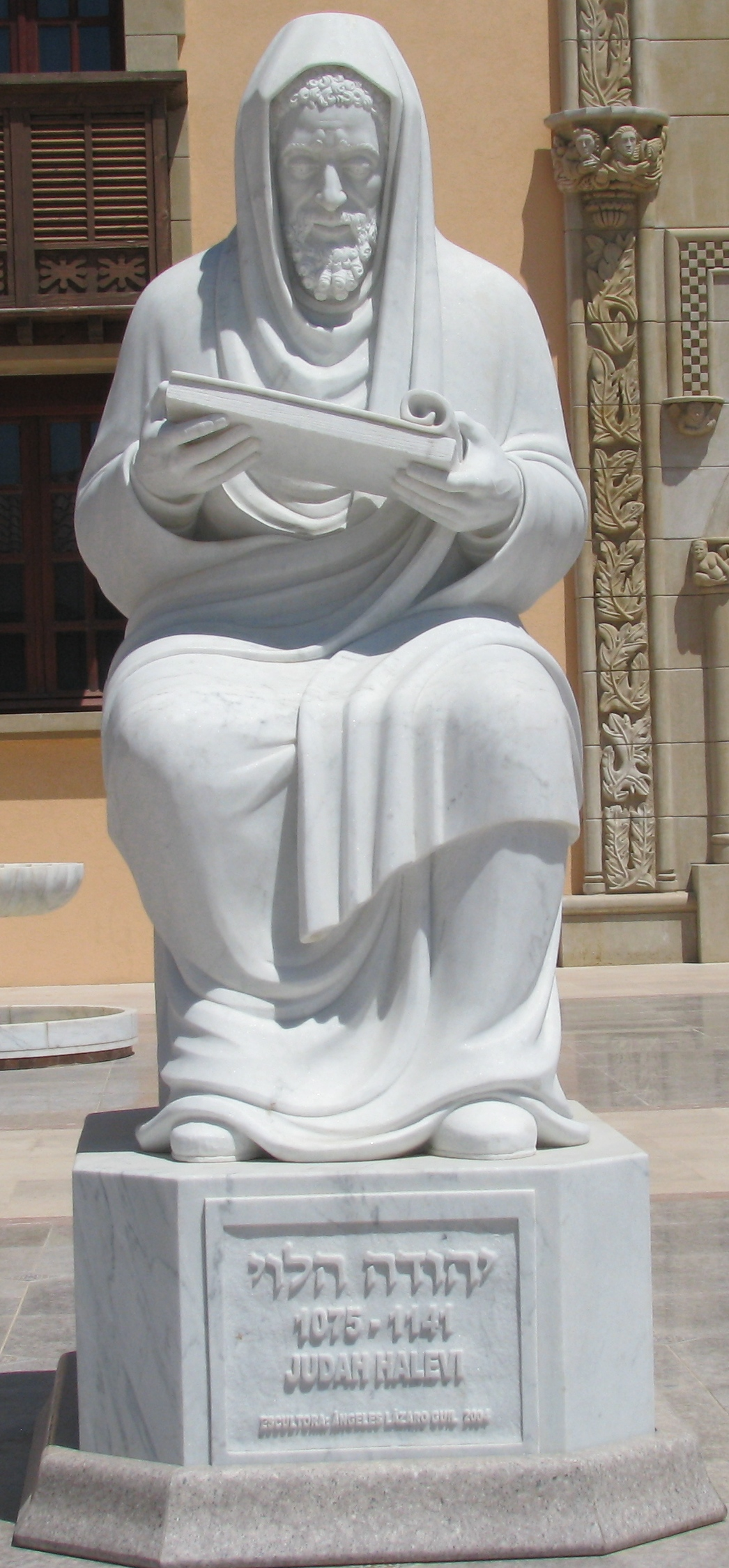
Judah Halevi

- Rashbam. Comentario sobre la Torá. Troyes, principios del siglo XII. En, por ejemplo, Comentario de Rashbam sobre el Éxodo: Una traducción anotada. Editado y traducido por Martin I. Lockshin, páginas 93-132. Atlanta: Scholars Press, 1997.
- Judah Halevi. Kuzari. 2:80; 3:35. Toledo, España, 1130-1140. En, por ejemplo, Jehuda Halevi. Kuzari: An Argument for the Faith of Israel. Introducción de Henry Slonimsky, páginas 132, 166. Nueva York: Schocken, 1964.
- Abraham ibn Ezra. Commentary on the Torah. Francia, 1153. En, por ejemplo, Ibn Ezra's Commentary on the Pentateuch: Exodus (Shemot). Traducido y anotado por H. Norman Strickman y Arthur M. Silver, volumen 2, páginas 183-266. Nueva York: Menorah Publishing Company, 1996.

Maimónides

- Maimónides. Mishné Torá: Hiljot Teshuvá, capítulo 3, párrafo 3. Egipto. Circa 1170-1180. En, por ejemplo, «Mishneh Torah: Hilchot Teshuvah: The Laws of Repentance». Traducido por Eliyahu Touger, páginas 140-48. Nueva York: Moznaim Publishing, 1990.
- Maimónides. «Mishneh Torah»: [«http://www.chabad.org/library/article_cdo/aid/947922/jewish/Kiddush-HaChodesh-Chapter-Five.htm» «Hiljot Shekalim (Las leyes de Shekalim) y Hiljot Kiddush HaChodesh (Las leyes de la santificación de la luna nueva)», capítulo 5]. En, por ejemplo, «Mishneh Torah: Hilchot Shekalim: Las leyes de Shekalim: y Hilchot Kiddush HaChodesh: Las leyes de la santificación de la luna nueva». Traducido por Eliyahu Touger, volumen 14, páginas 102-13. Nueva York: Moznaim Publishing, 1993.
- Maimónides. Los ocho capítulos sobre ética, capítulo 8. Egipto. Finales del siglo XII. En, por ejemplo, Los ocho capítulos de Maimónides sobre ética (Shemoná Perakim): Un tratado psicológico y ético. Editado, anotado y traducido, con una introducción de Joseph I. Gorfinkle, páginas 95-96. Nueva York: Columbia University Press, 1912. Reimpresión de Forgotten Books, 2012.
- Maimónides. La guía para perplejos. El Cairo, Egipto, 1190. En, por ejemplo, Moisés Maimónides. La guía para perplejos. Traducido por Michael Friedländer, páginas 27, 30, 32, 36, 55-56, 214, 325, 340, 346, 359, 361, 370. Nueva York: Dover Publications, 1956.

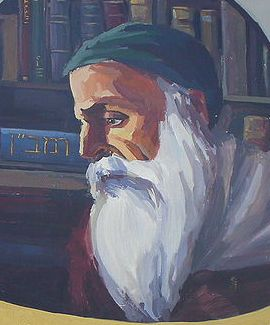
Nahmanides

- Ezequías ben Manoa. Hizkuni. Francia, circa 1240. En, por ejemplo, Ezequías ben Manoa. Hizkuni: Comentario de la Torá. Traducido y anotado por Eliyahu Munk, volumen 2, páginas 400-41. Jerusalén: Ktav Publishers, 2013.
- Nachmanides. Comentario sobre la Torá. Jerusalén, circa 1270. En, por ejemplo, Ramban (Nachmanides): Comentario sobre la Torá. Traducido por Charles B. Chavel, volumen 2, páginas 100-75. Nueva York: Shilo Publishing House, 1973.
- [[Zohar]', parte 2, páginas 32b-44a. España, finales del siglo XIII. En, por ejemplo, The Zohar: Pritzker Edition. Traducción y comentario de Daniel C. Matt, volumen 4, páginas 136-200. Stanford: Stanford University Press, 2007.
- Bahya ben Asher. Comentario sobre la Torá. España, principios del siglo XIV. En, por ejemplo, Midrash Rabbeinu Bachya: Comentario de la Torá por el rabino Bachya ben Asher. Traducido y anotado por Eliyahu Munk, volumen 3, páginas 855-921. Jerusalén: Lambda Publishers, 2003.
- Jacob ben Asher (Baal Ha-Turim). Comentario sobre la Torá. Principios del siglo XIV. En, por ejemplo, Baal Haturim Jumas: Shemos/Éxodo. Traducido por Eliyahu Touger, editado y anotado por Avie Gold, volumen 2, páginas 609-51. Brooklyn: Mesorah Publications, 2000.
- Nissim de Gerona (El Ran). Derashos HaRan (Discursos del Ran). Discurso 3. Barcelona, Cataluña, siglo XIV. En, por ejemplo, Yehuda Meir Keilson. «Derashos HaRan: Discursos del Ran, Rabbeinu Nissim ben Reuven de Gerona, traducidos, anotados y explicados». Volumen 1, páginas 199-275. Brooklyn: Mesorah Publications, 2019.
- Isaac ben Moses Arama. «Akedat Yizhak (La atadura de Isaac)». Finales del siglo XV. En, por ejemplo, Yitzchak Arama. Akeydat Yitzchak: Comentario del rabino Yitzchak Arama sobre la Torá. Traducido y condensado por Eliyahu Munk, volumen 1, páginas 345-67. Nueva York, Lambda Publishers, 2001.

### Moderno
- Isaac Abravanel. Commentary on the Torah. Italy, between 1492 and 1509. In, e.g., Abarbanel: Selected Commentaries on the Torah: Volume 2: Shemos/Exodus. Translated and annotated by Israel Lazar, pages 134–72. Brooklyn: CreateSpace, 2015.
- Abraham Saba. Ẓeror ha-Mor (Bundle of Myrrh). Fez, Morocco, circa 1500. In, e.g., Tzror Hamor: Torah Commentary by Rabbi Avraham Sabba. Translated and annotated by Eliyahu Munk, volume 3, pages 921–67. Jerusalem, Lambda Publishers, 2008.
- Obadiah ben Jacob Sforno. Commentary on the Torah. Venice, 1567. In, e.g., Sforno: Commentary on the Torah. Translation and explanatory notes by Raphael Pelcovitz, pages 328–45. Brooklyn: Mesorah Publications, 1997.
- Moshe Alshich. Commentary on the Torah. Safed, circa 1593. In, e.g., Moshe Alshich. Midrash of Rabbi Moshe Alshich on the Torah. Translated and annotated by Eliyahu Munk, volume 2, pages 401–29. New York, Lambda Publishers, 2000.

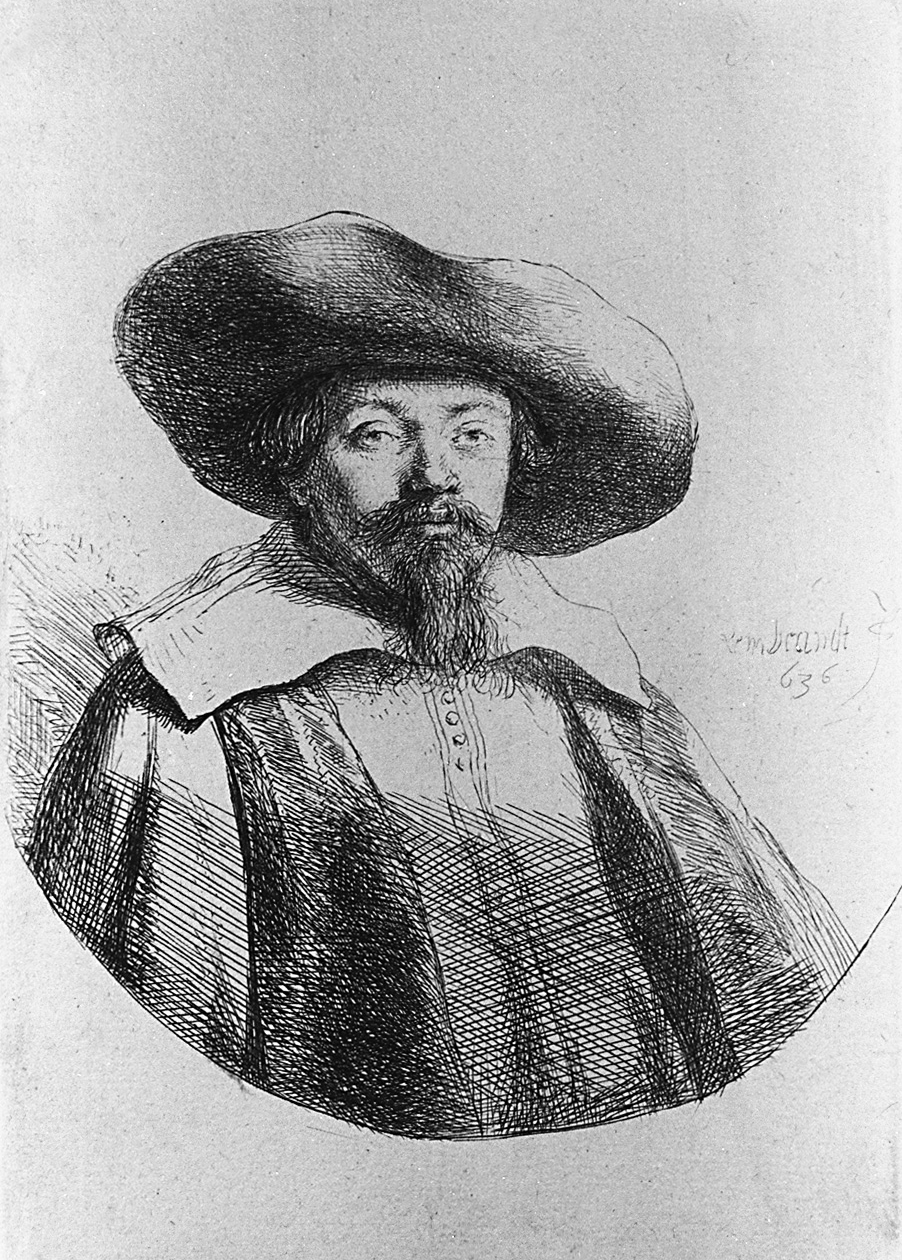
Menasseh ben Israel

- Shlomo Ephraim Luntschitz. Kli Yakar. Lublin, 1602. In, e.g., Kli Yakar: Shemos. Translated by Elihu Levine, volume 1, pages 131–94. Southfield, Michigan: Targum Press/Feldheim Publishers, 2002.
- Menasseh ben Israel. El Conciliador (The Conciliator). Amsterdam, 1632. In The Conciliator of R. Manasseh Ben Israel: A Reconcilement of the Apparent Contradictions in Holy Scripture: To Which Are Added Explanatory Notes, and Biographical Notices of the Quoted Authorities. Translated by Elias Hiam Lindo, pages 124–36. London, 1842. Reprinted by, e.g., Nabu Press, 2010.
- Avraham Yehoshua Heschel. Commentaries on the Torah. Cracow, Poland, mid 17th century. Compiled as Chanukat HaTorah. Edited by Chanoch Henoch Erzohn. Piotrkow, Poland, 1900. In Avraham Yehoshua Heschel. Chanukas HaTorah: Mystical Insights of Rav Avraham Yehoshua Heschel on Chumash. Translated by Avraham Peretz Friedman, pages 132–41. Southfield, Michigan: Targum Press/Feldheim Publishers, 2004.

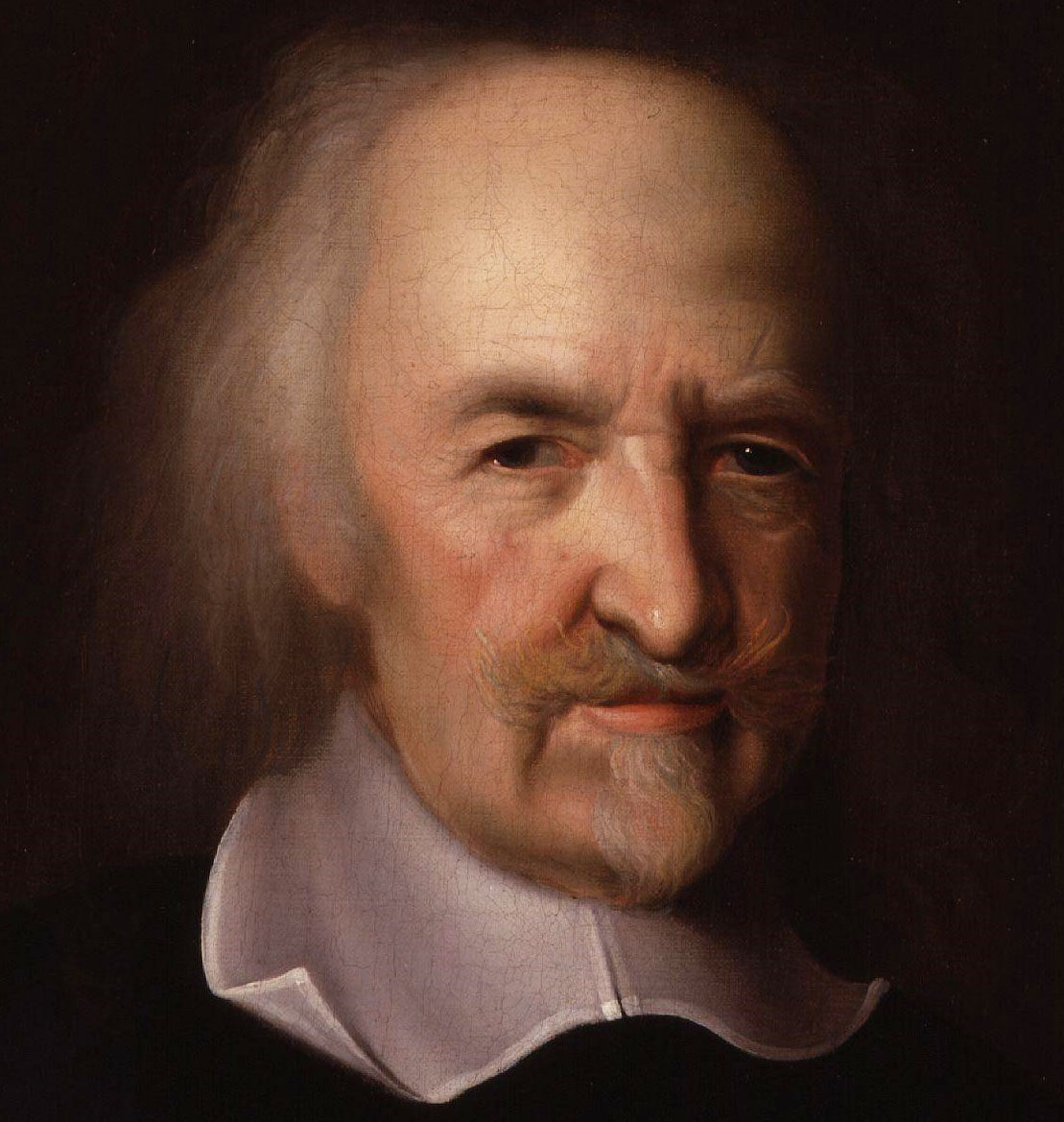
Hobbes

- Yaakov Culi. Me'am Lo'ez. Constantinople, 1732. In Yaakov Culi. The Torah Anthology: Me'am Lo'ez. Translated by Aryeh Kaplan, volume 5, pages 1–150. Jerusalem: Moznaim Publishing, 1979.
- Thomas Hobbes. Leviathan, 3:38. England, 1651. Reprint edited by C. B. Macpherson, page 487. Harmondsworth, England: Penguin Classics, 1982.
- Shabbethai Bass. Sifsei Chachamim. Amsterdam, 1680. In, e.g., Sefer Shemos: From the Five Books of the Torah: Volume 1: Shemos–Yitro: Chumash: Targum Okelos: Rashi: Sifsei Chachamim: Yalkut: Haftaros, translated by Avrohom Y. Davis, pages 119–85. Lakewood Township, New Jersey: Metsudah Publications, 2009.
- Chaim ibn Attar. Ohr ha-Chaim. Venice, 1742. In Chayim ben Attar. Or Hachayim: Commentary on the Torah. Translated by Eliyahu Munk, volume 2, pages 533–73. Brooklyn: Lambda Publishers, 1999.
- Nachman of Breslov. Teachings. Bratslav, Ukraine, before 1811. In Rebbe Nachman's Torah: Breslov Insights into the Weekly Torah Reading: Exodus-Leviticus. Compiled by Chaim Kramer, edited by Y. Hall, pages 64–95. Jerusalem: Breslov Research Institute, 2011.
- Samson Raphael Hirsch. The Pentateuch: Exodus. Translated by Isaac Levy, volume 2, pages 107–74. Gateshead: Judaica Press, 2nd edition 1999. Originally published as Der Pentateuch uebersetzt und erklaert. Frankfurt, 1867–1878.

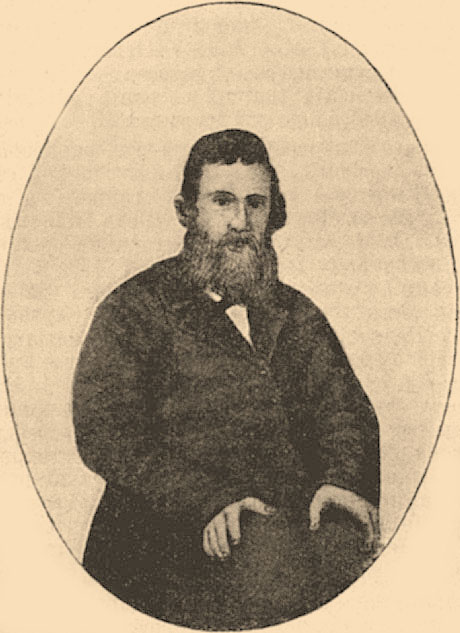
Malbim

- Samuel David Luzzatto (Shadal). Commentary on the Torah. Padua, 1871. In, e.g., Samuel David Luzzatto. Torah Commentary. Translated and annotated by Eliyahu Munk, volume 2, pages 594–633. New York: Lambda Publishers, 2012.
- Malbim. The Torah and the Commandments. Warsaw, 1874–80. In, e.g., Malbim: Rabbenu Meir Leibush ben Yechiel Michel. Commentary on the Torah. Translated by Zvi Faier, volume 4, pages 254–84; volume 5, pages 1–386. Israel: M.P. Press/Hillel Press, 1984.

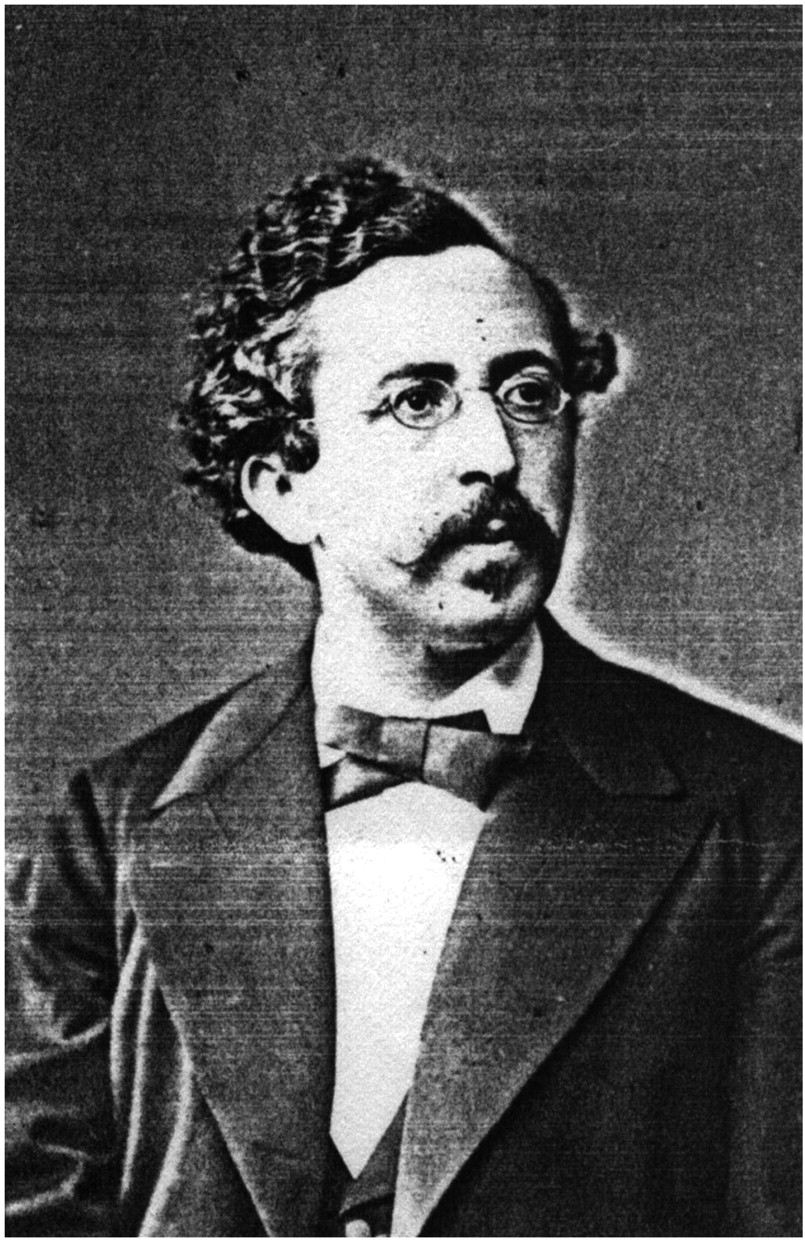
Cohen

- Yehudah Aryeh Leib Alter. Sefat Emet. Góra Kalwaria (Ger), Poland, before 1906. Excerpted in The Language of Truth: The Torah Commentary of Sefat Emet. Translated and interpreted by Arthur Green, pages 93–97. Philadelphia: Jewish Publication Society, 1998. Reprinted 2012.
- Hermann Cohen. Religion of Reason: Out of the Sources of Judaism. Translated with an introduction by Simon Kaplan; introductory essays by Leo Strauss, pages 121, 328. New York: Ungar, 1972. Reprinted Atlanta: Scholars Press, 1995. Originally published as Religion der Vernunft aus den Quellen des Judentums. Leipzig: Gustav Fock, 1919.
- Alexander Alan Steinbach. Sabbath Queen: Fifty-four Bible Talks to the Young Based on Each Portion of the Pentateuch, pages 45–48. New York: Behrman's Jewish Book House, 1936.
- Benno Jacob. The Second Book of the Bible: Exodus. London, 1940. Translated by Walter Jacob, pages 280–376. Hoboken, New Jersey: KTAV Publishing House, 1992.
- A. M. Klein. Concerning Four Strange Sons. Circa 1937. Haggadah. 1940. In The Collected Poems of A.M. Klein, pages 78–79, 143–46. Toronto: McGraw-Hill Ryerson, 1974.
- Thomas Mann. Joseph and His Brothers. Translated by John E. Woods, pages 79, 384–86, 715, 788. New York: Alfred A. Knopf, 2005. Originally published as Joseph und seine Brüder. Stockholm: Bermann-Fischer Verlag, 1943.
- Umberto Cassuto. A Commentary on the Book of Exodus. Jerusalem, 1951. Translated by Israel Abrahams, pages 122–54. Jerusalem: The Magnes Press, The Hebrew University, 1967.
- Ziony Zevit. "The Priestly Redaction and Interpretation of the Plague Narrative in Exodus." The Jewish Quarterly Review, new series, volume 66, number 4 (April 1976): pages 193–211.
- Robert R. Wilson, "The Hardening of Pharaoh's Heart." Catholic Biblical Quarterly, volume 41 (number 1) (1979): pages 18–36.
- Elie Munk. The Call of the Torah: An Anthology of Interpretation and Commentary on the Five Books of Moses. Translated by E.S. Mazer, volume 2, pages 112–61. Brooklyn: Mesorah Publications, 1995. Originally published as La Voix de la Thora. Paris: Fondation Samuel et Odette Levy, 1981.
- Judith R. Baskin. Pharaoh's Counsellors: Job, Jethro, and Balaam in Rabbinic and Patristic Tradition. Brown Judaic Studies, 1983.
- Dan Jacobson. "A Plague of Darkness." In Gates to the New City: A Treasury of Modern Jewish Tales. Edited by Howard Schwartz, pages 157–60. New York: Avon, 1983. Reissue edition Jason Aronson, 1991.
- Baruch M. Bokser. Origins of the Seder: The Passover Rite and Early Rabbinic Judaism. Oakland: University of California Press, 1984; reprinted New York: Jewish Theological Seminary Press, 2002.
- Mayer Rabinowitz. "A Pesah Guide." New York: Rabbinical Assembly, 1984. OH 453.1984.
- Pinchas H. Peli. Torah Today: A Renewed Encounter with Scripture, pages 63–66. Washington, D.C.: B'nai B'rith Books, 1987.
- Ziony Zevit. "Three Ways to Look at the Ten Plagues: Were they natural disasters, a demonstration of the impotence of the Egyptian gods or an undoing of Creation? Bible Review, volume 6, number 3 (1990).
- Harvey J. Fields. A Torah Commentary for Our Times: Volume II: Exodus and Leviticus, pages 25–31. New York: UAHC Press, 1991.
- Nahum M. Sarna. The JPS Torah Commentary: Exodus: The Traditional Hebrew Text with the New JPS Translation, pages 48–68, 270–73. Philadelphia: Jewish Publication Society, 1991.
- Nehama Leibowitz. New Studies in Shemot (Exodus), volume 1, pages 178–230. Jerusalem: Haomanim Press, 1993. Reprinted as New Studies in the Weekly Parasha. Lambda Publishers, 2010.
- Gerald Skolnik. "Should There Be a Special Ceremony in Recognition of a First-Born Female Child?" New York: Rabbinical Assembly, 1993. YD 305:1.1993. In Responsa: 1991–2000: The Committee on Jewish Law and Standards of the Conservative Movement. Edited by Kassel Abelson and David J. Fine, pages 163–65. New York: Rabbinical Assembly, 2002.
- Aaron Wildavsky. Assimilation versus Separation: Joseph the Administrator and the Politics of Religion in Biblical Israel, page 14. New Brunswick, New Jersey: Transaction Publishers, 1993.
- Joseph B. Soloveitchik. Festival of Freedom: Essays on Pesah and the Haggadah. Before 1994. Reprinted Ktav Publishing, 2006.
- Walter Brueggemann. "The Book of Exodus." In The New Interpreter's Bible. Edited by Leander E. Keck, volume 1, pages 760–987. Nashville: Abingdon Press, 1994.
- Shimon Finkelman, Moshe Dov Stein, Moshe Lieber, Nosson Scherman. Pesach-Passover: Its Observance, Laws and Significance / A Presentation Based on Talmudic and Traditional Sources. Brooklyn: Mesorah Publications, 1994.
- Judith S. Antonelli. "Firstborn Daughters." In In the Image of God: A Feminist Commentary on the Torah, pages 154–66. Northvale, New Jersey: Jason Aronson, 1995.
- W. Gunther Plaut. The Haftarah Commentary, pages 140–48. New York: UAHC Press, 1996.

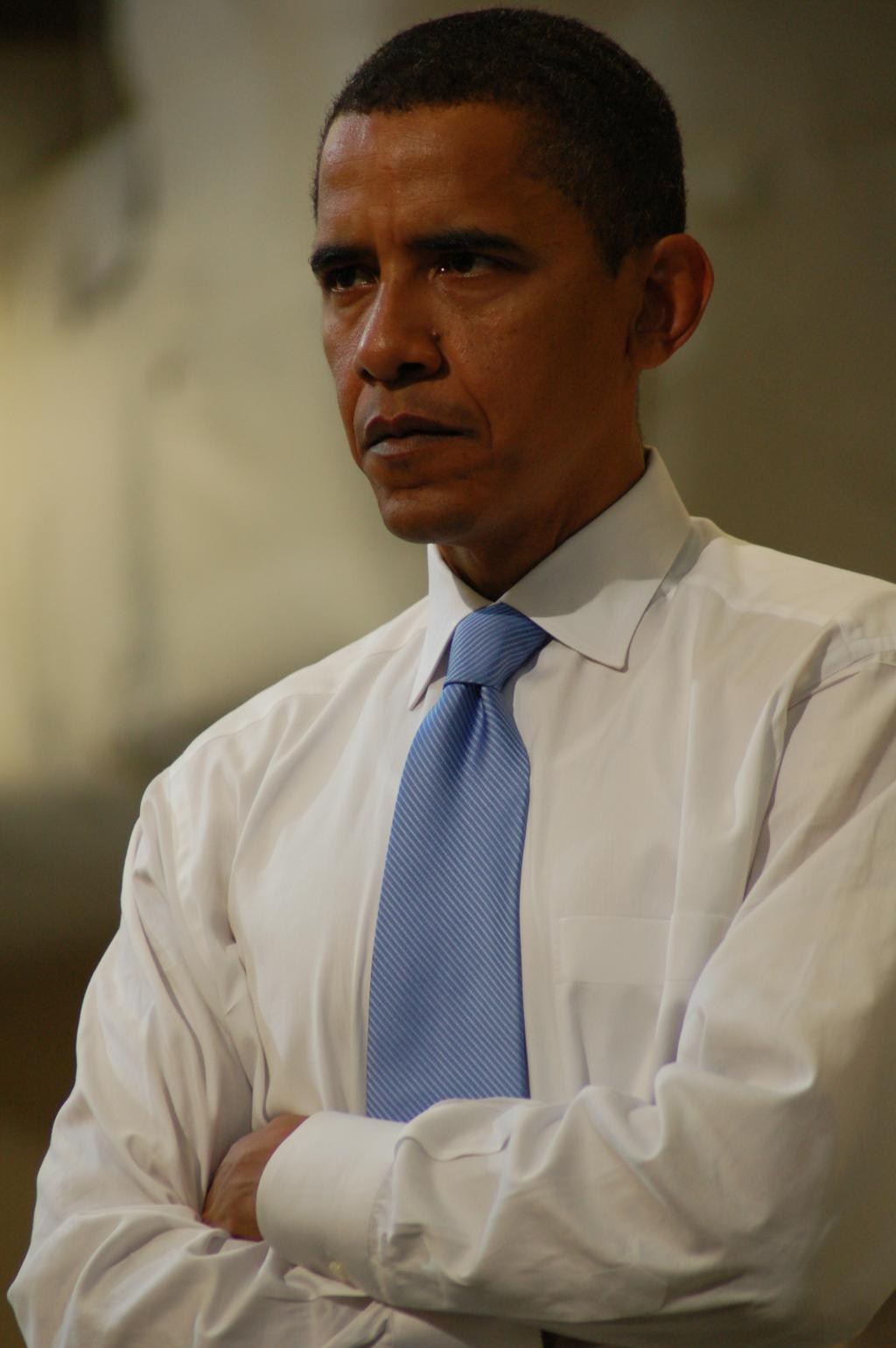
Obama

- Sorel Goldberg Loeb and Barbara Binder Kadden. Teaching Torah: A Treasury of Insights and Activities, pages 100–06. Denver: A.R.E. Publishing, 1997.
- Barack Obama. Dreams from My Father, page 294. New York: Three Rivers Press, 1995, 2004. (Moses and Pharaoh).
- Jacob Milgrom. "The Alien in Your Midst: Every Nation Has Its Ger: The Permanent Resident. The Torah Commands Us, First, Not To Oppress the Ger, and Then To Befriend and Love Him." Bible Review, volume 11 (numbers 6) (Dec. 1995).
- Ellen Frankel. The Five Books of Miriam: A Woman's Commentary on the Torah, pages 105–08. New York: G. P. Putnam's Sons, 1996.
- Robert Goodman. "Pesach" and "Rosh Chodesh." In Teaching Jewish Holidays: History, Values, and Activities, pages 153–72, 241–47. Denver: A.R.E. Publishing, 1997.
- William H.C. Propp. Exodus 1–18, volume 2, pages 290–461. New York: Anchor Bible, 1998.
- Exodus to Deuteronomy: A Feminist Companion to the Bible (Second Series). Edited by Athalya Brenner, pages 31, 72, 95–96. Sheffield: Sheffield Academic Press, 2000.
- Avivah Gottlieb Zornberg. The Particulars of Rapture: Reflections on Exodus, pages 132–98. New York: Doubleday, 2001.
- Lainie Blum Cogan and Judy Weiss. Teaching Haftarah: Background, Insights, and Strategies, pages 422–27. Denver: A.R.E. Publishing, 2002.
- Michael Fishbane. The JPS Bible Commentary: Haftarot, pages 93–97. Philadelphia: Jewish Publication Society, 2002.
- Robert Alter. The Five Books of Moses: A Translation with Commentary, pages 365–88. New York: W.W. Norton & Co., 2004.
- Martin Sicker. A Passover Seder Companion and Analytic Introduction to the Haggadah. New York: iUniverse, 2004.
- Jeffrey H. Tigay. "Exodus." In The Jewish Study Bible. Edited by Adele Berlin and Marc Zvi Brettler, pages 122–33. New York: Oxford University Press, 2004.
- Professors on the Parashah: Studies on the Weekly Torah Reading Edited by Leib Moscovitz, pages 100–04. Jerusalem: Urim Publications, 2005.
- W. Gunther Plaut. The Torah: A Modern Commentary: Revised Edition. Revised edition edited by David E.S. Stern, pages 405–29. New York: Union for Reform Judaism, 2006.
- Diane Ackerman. The Zookeeper's Wife: A War Story, pages 181–82, 211. New York: W.W. Norton, 2007. (Passover in the Warsaw Ghetto).
- Suzanne A. Brody. "Pidyon HaBen." In Dancing in the White Spaces: The Yearly Torah Cycle and More Poems, page 77. Shelbyville, Kentucky: Wasteland Press, 2007.
- James L. Kugel. How To Read the Bible: A Guide to Scripture, Then and Now, pages 217–32, 278, 299, 318–24, 669. New York: Free Press, 2007.
- Kenton L. Sparks. "'Enūma Elish' and Priestly Mimesis: Elite Emulation in Nascent Judaism." Journal of Biblical Literature, volume 126 (2007): 635–37. ("Priestly Mimesis in the Exodus Story").
- Shmuel Goldin. Unlocking the Torah Text: An In-Depth Journey into the Weekly Parsha: Shmot, pages 67–97. Jerusalem: Gefen Publishing House, 2008.
- The Torah: A Women's Commentary. Edited by Tamara Cohn Eskenazi and Andrea L. Weiss, pages 355–78. New York: URJ Press, 2008.
- Thomas B. Dozeman. Commentary on Exodus, pages 238–98. Grand Rapids, Michigan: William B. Eerdmans Publishing Company, 2009.
- Reuven Hammer. Entering Torah: Prefaces to the Weekly Torah Portion, pages 89–93. New York: Gefen Publishing House, 2009.
- Rebecca G.S. Idestrom. "Echoes of the Book of Exodus in Ezekiel." Journal for the Study of the Old Testament, volume 33 (number 4) (June 2009): pages 489–510. (Motifs from Exodus found in Ezekiel, including the call narrative, divine encounters, captivity, signs, plagues, judgment, redemption, tabernacle/temple, are considered.).

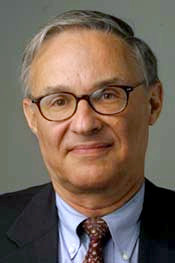
Kass

- Jason Gary Klein. "The Ritual of Storytelling: Parashat Bo (Exodus 10:1–13:16)." In Torah Queeries: Weekly Commentaries on the Hebrew Bible. Edited by Gregg Drinkwater, Joshua Lesser, and David Shneer; foreword by Judith Plaskow, pages 85–88. New York: New York University Press, 2009.
- Bruce Wells. "Exodus." In Zondervan Illustrated Bible Backgrounds Commentary. Edited by John H. Walton, volume 1, pages 198–211. Grand Rapids, Michigan: Zondervan, 2009.

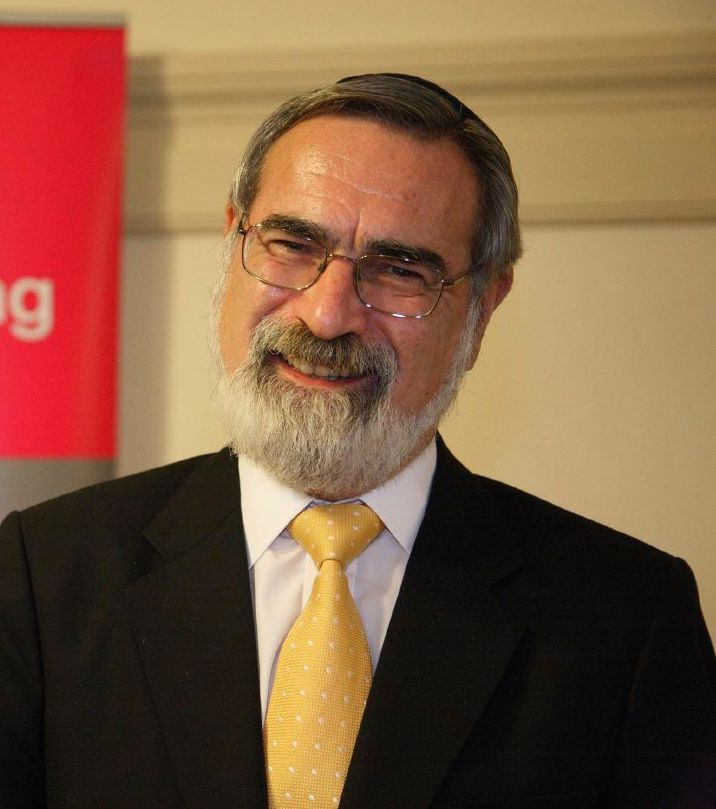
Sacks

- Idan Dershowitz. "A Land Flowing with Fat and Honey." Vetus Testamentum, volume 60 (number 2) (2010): pages 172–76.
- Jonathan Sacks. Covenant & Conversation: A Weekly Reading of the Jewish Bible: Exodus: The Book of Redemption, pages 69–94. Jerusalem: Maggid Books, 2010.
- Katherine Low. "Implications Surrounding Girding the Loins in Light of Gender, Body, and Power." Journal for the Study of the Old Testament, volume 36 (number 1) (September 2011): pages 3–30. (Exodus 12:11).
- Jeffrey Stackert. "Why Does the Plague of Darkness Last for Three Days? Source Ascription and Literary Motif in Exodus 10:21–23, 27." Vetus Testamentum, volume 61 (number 4) (2011): pages 657–76.

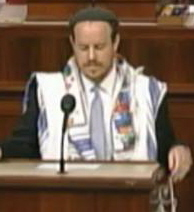
Herzfeld

- William G. Dever. The Lives of Ordinary People in Ancient Israel: When Archaeology and the Bible Intersect, page 188. Grand Rapids, Michigan: William B. Eerdmans Publishing Company, 2012.
- Shmuel Herzfeld. "Do Not Leave Your Doorway until the Morning." In Fifty-Four Pick Up: Fifteen-Minute Inspirational Torah Lessons, pages 86–92. Jerusalem: Gefen Publishing House, 2012.
- Torah MiEtzion: New Readings in Tanach: Shemot. Edited by Ezra Bick and Yaakov Beasley, pages 109–55. Jerusalem: Maggid Books, 2012.
- Jonathan Sacks. Lessons in Leadership: A Weekly Reading of the Jewish Bible, pages 73–77. New Milford, Connecticut: Maggid Books, 2015.
- David Fohrman. The Exodus You Almost Passed Over. Aleph Beta Press, 2016.
- Jean-Pierre Isbouts. Archaeology of the Bible: The Greatest Discoveries from Genesis to the Roman Era, pages 105–07. Washington, D.C.: National Geographic, 2016.
- "The Hittites: Between Tradition and History." Biblical Archaeology Review, volume 42 (number 2) (March/April 2016): pages 28–40, 68.
- Jonathan Sacks. Essays on Ethics: A Weekly Reading of the Jewish Bible, pages 91–95. New Milford, Connecticut: Maggid Books, 2016.
- Shai Held. The Heart of Torah, Volume 1: Essays on the Weekly Torah Portion: Genesis and Exodus, pages 144–54. Philadelphia: Jewish Publication Society, 2017.
- James L. Kugel. The Great Shift: Encountering God in Biblical Times, page 408. Boston: Houghton Mifflin Harcourt, 2017.
- Steven Levy and Sarah Levy. The JPS Rashi Discussion Torah Commentary, pages 47–49. Philadelphia: Jewish Publication Society, 2017.
- Pekka Pitkänen. "Ancient Israelite Population Economy: Ger, Toshav, Nakhri and Karat as Settler Colonial Categories." Journal for the Study of the Old Testament, volume 42 (number 2) (December 2017): pages 139–53.

- Bill Dauster. "Pharaoh's Administration Offers a Cautionary Tale for Today." Washington Jewish Week. January 11, 2018, page 19.
- David L. Abramson. "Do you really believe in bashert?" Washington Jewish Week. January 18, 2018, page 31.
- Biblical Archaeology Society Staff. "Exodus in the Bible and the Egyptian Plagues: Can we make sense of the Biblical plagues?" Bible History Daily, March 31, 2020.
- Leon R. Kass. Founding God's Nation: Reading Exodus, pages 139–92. New Haven: Yale University Press, 2021.

### Textos
- Masoretic text and 1917 JPS translation
- Hear the parashah chanted
- Hear the parashah read in Hebrew

### Comentarios
- Academy for Jewish Religion, California
- Academy for Jewish Religion, New York
- Aish.com
- American Jewish University—Ziegler School of Rabbinic Studies
- Chabad.org
- Hadar Institute
- Jewish Theological Seminary
- MyJewishLearning.com
- Orthodox Union
- Pardes from Jerusalem
- Reconstructing Judaism
- Union for Reform Judaism
- United Synagogue of Conservative Judaism
- Yeshiva University

- Datos: Q887316